# Feira de Santana
Feira de Santana é um município brasileiro no interior da Bahia, Região Nordeste do Brasil. É a cidade-sede da Região Metropolitana de Feira de Santana e da Região Imediata de Feira de Santana, que é formada por 33 cidades. Está localizada no centro-norte baiano, a 108 quilômetros da capital do estado, Salvador, com a qual se liga através da BR-324.
Feira, como comumente é apelidada, é o segundo município mais populoso da Bahia e o primeiro do interior nordestino, ou seja, é o maior município em população do interior das regiões Norte, Nordeste, Centro Oeste e Sul do Brasil. Também, é o sexto maior município do interior do país, e com uma população maior que oito capitais estaduais. Na Hierarquia urbana do Brasil, Feira de Santana é uma capital regional B e sede da segunda maior região metropolitana do interior nordestino. Feira de Santana é uma cidade consolidada no vale do Rio Jacuípe, na borda ocidental do Recôncavo, a leste dos planaltos semiáridos. O distrito do centro de Feira de Santana está localizado imediatamente a leste da confluência dos planaltos acidentados com o Rio Jacuípe e as planícies que se limitam com a zona da mata a leste, a cerca de 45 km de distancia do Oceano Atlântico. O meridiano 39° oeste de Greenwich passa através da região central da cidade.
Feira de Santana é o principal centro urbano, político, educacional, tecnológico, econômico, imobiliário, industrial, financeiro, administrativo, cultural e comercial do interior da Bahia e um dos principais do Nordeste, exercendo influência sobre centenas de municípios do estado. Além de maior, é também a principal e mais influente cidade do interior da região Nordeste. Feira de Santana foi a primeira cidade da América Latina a ter um plano diretor, eleita pela revista Exame a melhor cidade da Bahia para investimentos imobiliários, a sétima do Nordeste e a 44º do Brasil, por estudos da mesma revista, é considerada a décima cidade do país em infraestrutura urbana, por estudos da Editora 3 e revista IstoÉ, foi eleita a 5º melhor cidade grande do país por indicadores sociais e está entre as 50 melhores cidades do Brasil para se viver, e foi destacada no jornal Folha de Londrina como uma das cidades que mais crescem no país.
Localiza-se a 12º16'00" de latitude sul e 38º58'00" de longitude oeste, a uma altitude de 234 metros. Sua população, conforme estimativa de 2024 do Instituto Brasileiro de Geografia e Estatística (IBGE), é de 657 948 habitantes.
Feira de Santana tendo o 69º maior produto interno bruto (PIB) municipal da nação, o terceiro maior na Bahia e o maior do interior do Nordeste, com R$ 14 683 079 000 em 2018, é um importante centro industrial e comercial do Brasil, com um grande poder de compra e um forte comércio. Feira de Santana exerce um alto nível de influência econômica, comercial e política na Bahia e na região Nordeste brasileira, sendo o único município do interior do Nordeste com PIB acima de 10 bilhões. É sede de grandes empresas como a Le Biscuit, Paradise Indústria Aeronáutica, R. Carvalho, L. Marquezzo, Brasfrut, Empresa de Transportes Santana, entre outras. A cidade é conhecida mundialmente por sediar o maior carnaval fora de época do país, a Micareta de Feira. Destaca-se também festejos como o São João de São José, São Pedro de Humildes, festa de Nossa Senhora de Sant'Ana, a ExpoFeira (uma das maiores feira de exposição agropecuária do Nordeste) e o Natal Encantado, além de ter importantes monumentos, como o monumento do caminhoneiro que representa a importância rodoviária do município, a estátua do tropeiro (um dos símbolos da cidade fundada por tropeiros comerciantes no século XIX), Monumento à Maçonaria, o Relógio Rotary, a Igreja Senhor dos Passos em estilo neogótico, o museu parque do saber que possui um planetário de última geração, com apenas outro existente na América Latina localizado em Buenos Aires (Argentina), o Observatório Astronômico Antares e o Feiraguai, um dos três maiores centros de comércio de produtos importados do país, em sua maioria chineses, perdendo apenas para a 25 de março em São Paulo e a feira do Paraguai em Brasília.
Feira de Santana é um grande polo educacional, com escola como o Colégio Helyos, Colégio Despertar, Acesso, Nobre e Anísio Teixeira. É sede da Universidade Estadual de Feira de Santana (UEFS), e possui mais de 30 faculdades particulares, além da Universidade Federal do Recôncavo da Bahia (UFRB-CETENS). Ainda no ensino superior, a cidade conta também com instituições de educação tecnológica como o Instituto Federal da Bahia (IFBA) e o Centro de Educação Tecnológica do Estado da Bahia (CETEB). Feira de Santana possui mais escolas que várias capitais do país como Natal, Aracaju, Florianópolis, Maceió, Cuiabá, João Pessoa, entre outras.
Feira de Santana apresenta um grande crescimento em seus índices sociais, seu Índice de Desenvolvimento Humano (IDH), medido pelas Nações Unidas é de 0,712 (alto), possuindo uma qualidade de vida superior a 72,24% dos municípios brasileiros. Feira de Santana apresenta também um Shopping center, O Boulevard Feira, shopping de 1999.

## História

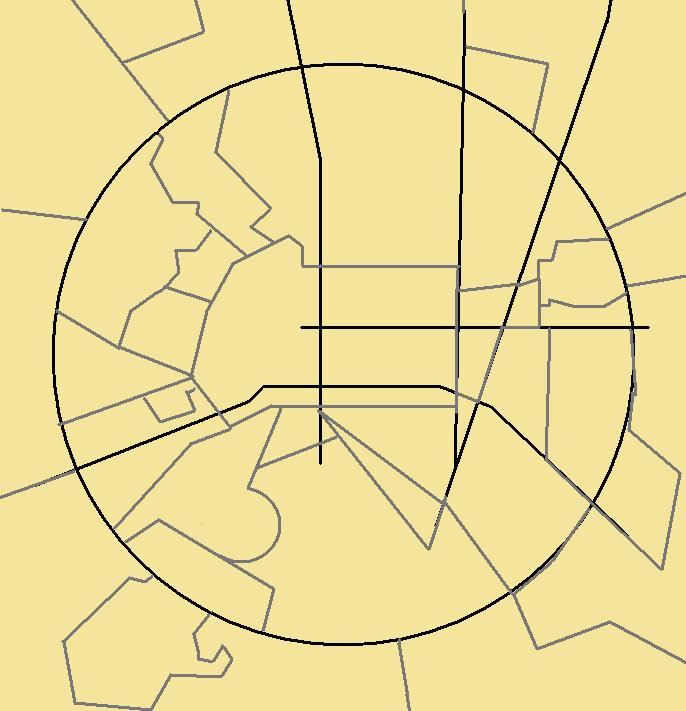
Mapa de Feira de Santana mostrando o traçado das avenidas e da divisão dos bairros, mostrando um perfil planejado, mesmo sendo uma cidade espontânea

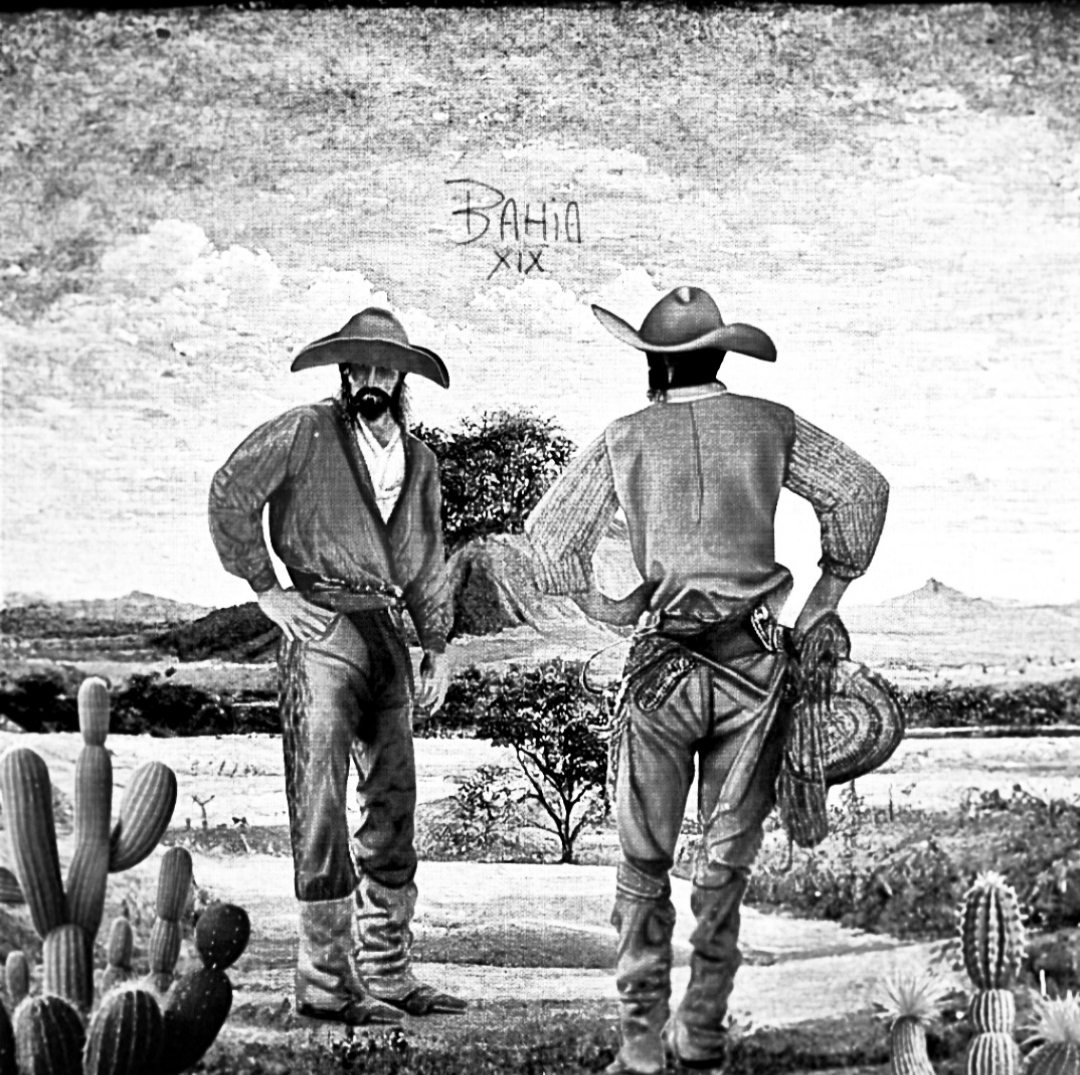
Vaqueiros da Bahia, gravura da década de 1810, século XIX.

Pouco se sabe da Pré-História na região de Feira de Santana. Durante o período Pré-Cabralino a região era habitada por índios paiaiás, sendo praticamente desabitada por europeus até o século XVII, onde há uma ruína de um engenho no distrito de Humildes, o único distrito da cidade ligado à Zona da Mata e à antiga ocupação do território brasileiro. Existiam também algumas estradas de terra ligando o litoral ao sertão nos primórdios da colonização portuguesa. Por volta de 1645, o sesmeiro João Peixoto Viegas, cristão-novo, funda a Vila de São José das Itapororocas. Deste modo o povoamento da urbe original foi no morgado dos Peixoto Viegas, na sede da paróquia de São José das Itapororocas. Ainda no século XVII são fundadas a vila de São Vicente, atual sede do distrito de Tiquaruçu, e a sede do distrito de Humildes. Por volta da década de 1820, um casal de portugueses, Domingos Barbosa de Araújo e Ana Brandoa fundam uma fazenda que mais tarde deu origem à cidade.

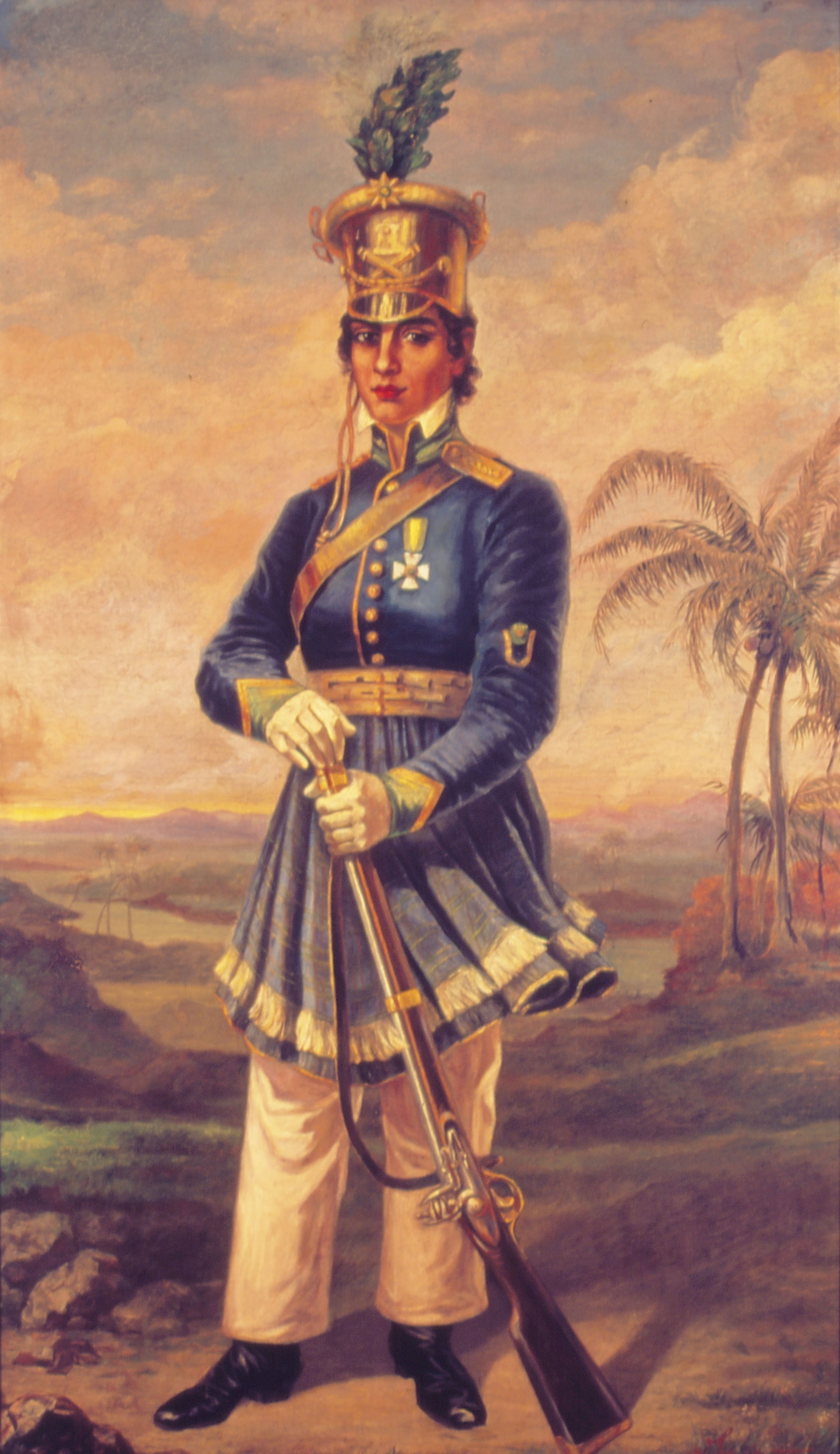
Maria Quitéria, heroína da independência, conhecida como "Joana d'Arc brasileira", nasceu em São José das Itapororocas, na comarca de Nossa Senhora do Rosário do Porto de Cachoeira, atual distrito que leva o seu nome, no município de Feira de Santana.

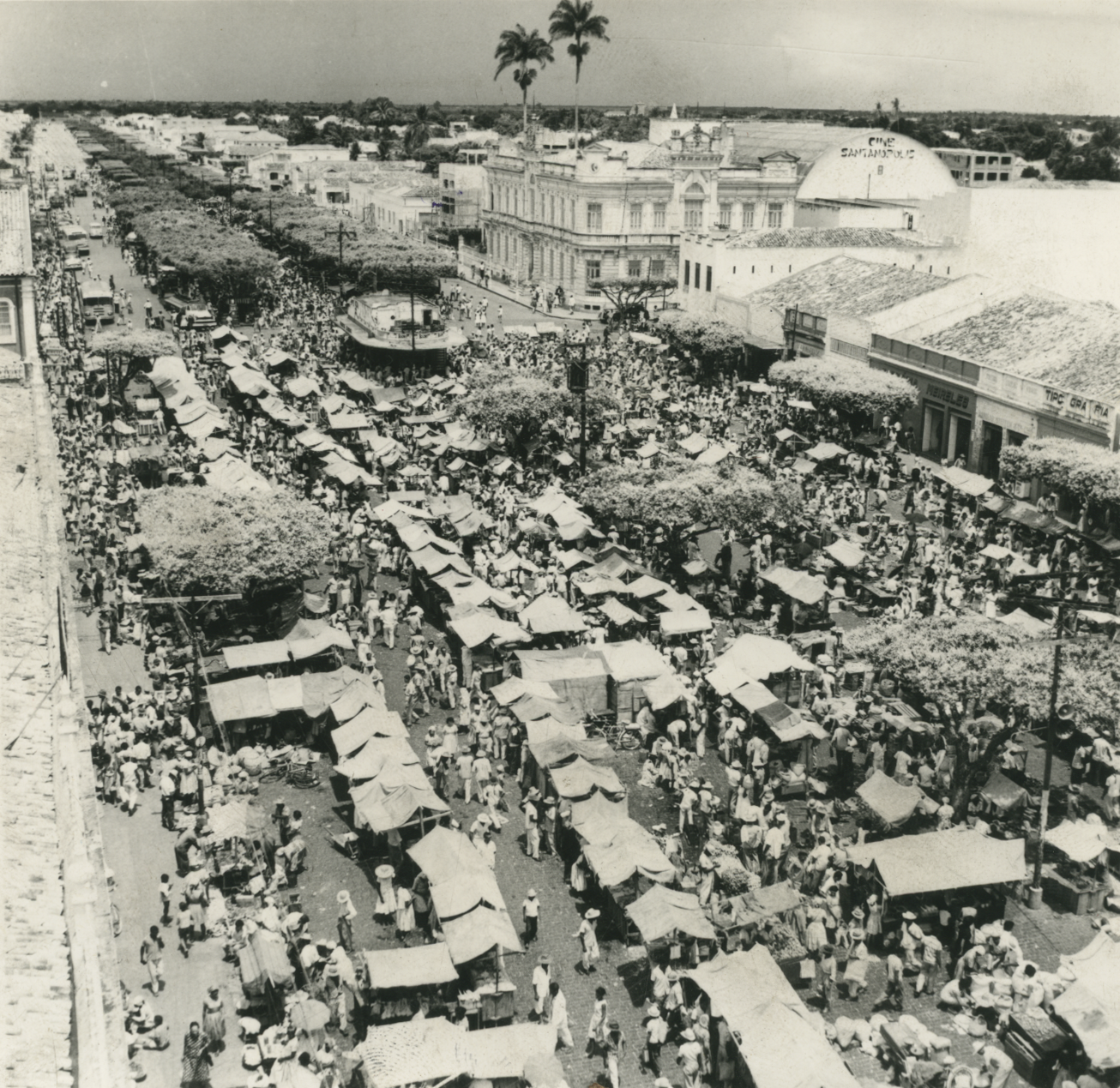
Feira de Santana, 1963. Arquivo Nacional.

Em 1846 a sede da urbe é transferida para A Fazenda que recebia o nome de Santana dos Olhos D'Água. Por ali passava a estrada das boiadas, onde passava-se com o gado que deveria ser vendido em Salvador, Cachoeira e Santo Amaro. Os donos daquela fazenda eram católicos fervorosos e construíram uma capela em louvor a Nossa Senhora, Santa Ana e São Domingos. Com o movimento de vaqueiros e viajantes, formou-se uma feirinha. Quando da sua fundação no século XVIII os poucos moradores existentes saciavam sua sede com a água existente nos "Olhos D'Água", fonte localizada na fazenda dos colonizadores portugueses e fundadores da cidade: Domingos Barbosa de Araújo e Ana Brandoa, e ainda nos diversos minadouros e tanques da cidade. Afirma-se que o grande propulsor do desenvolvimento feirense foi a atividade pecuária.
As primeiras medidas para transformar no que é hoje Feira de Santana começaram com a criação da vila em 13 de novembro de 1832. O Município e a Vila foram criados no dia 9 de maio de 1833, quando o governo elevou o então povoado a Vila, com a denominação de Villa do Arraial de Feira de Sant’Anna, com o território desmembrado de Cachoeira, constituídas pelas freguesias de São José das Itapororocas (sede), Sagrado Coração de Jesus do Perdão e Santana do Camisão, atual município de Ipirá.
A Lei provincial nº 1.320, de 18 de setembro de 1873 elevou a vila à categoria de cidade, como o nome de Cidade Comercial de Feira de Sant'Anna. Há controvérsias quanto à data de emancipação do município. Segundo o IBGE, sua criação se deu por decreto de 13 de novembro de 1832. Para a assembleia legislativa do estado ocorreu em 13 de janeiro de 1833. Já a prefeitura oficializou a data de 9 de maio de 1833. É preciso que a câmara proceda uma pesquisa definitiva para esclarecer essa dúvida.
A arborização do município deu-se em 1888. Consta, ainda, que as praças e ruas existentes foram alargadas e iluminadas com 120 lâmpadas. A iluminação era feita por um motor dinamarquês. O crescente ritmo de desenvolvimento do povoado exigiu a construção de ruas largas, onde começaram a ser instaladas casas comerciais em grande quantidade, para atender à população que crescia somada a chegada de brasileiros e estrangeiros que adotaram Feira de Santana como moradia.
Feira de Santana, "a Princesa do Sertão", como foi apelidada por Ruy Barbosa, em 1919, traz, então, desde suas raízes, características que ainda hoje fazem parte de seu cotidiano: a religiosidade de seu povo, a situação de entroncamento de estradas, e as intensas atividades econômicas. Durante as décadas de 1930 e 1940, Feira de Santana passou por uma série de transformações que atuaram sobre o Município, permitindo uma modernização de caráter, a princípio, econômico, a qual repercutiu sobre as feições agrárias que possuía até então. Em abril de 1937, a cidade realizou uma das primeiras festas de micareta do país. No ano de 1957, quando Feira de Santana já havia sido batizada definitivamente com este nome que prevalece até os dias atuais, encanou-se a água que era captada da Lagoa Grande, localizada perto do hoje conhecido bairro Santo Antônio dos Prazeres. Esse processo de desenvolvimento cultural e econômico foi ainda maior durante os anos 40, 50 e 60.
A partir da década de 1960 a cidade intensificou seu crescimento demográfico. A população da cidade que era de 131 707 pessoas no censo de 1970, mais que quadruplicou em quarenta anos, com uma média de crescimento populacional de 4,76% ao ano, porcentagem de crescimento maior do que a da maioria das capitais brasileiras no mesmo período, quando a média nacional era de 3,6%. De fato, quem morou na cidade desde a década de 1970 se lembra que a urbanização da cidade começava a transpor a Avenida do Contorno, havia poucas linhas de ônibus se comparado aos números atuais, não havia distinção entre bairros residenciais e comerciais na cidade, edificações com altura de no máximo cinco andares, além de não haver significativos núcleos industriais, e nem existia universidade e nem aeroporto na cidade.
Novas entidades e realizações surgiram então: a fundação da Associação Comercial e do Feira Tênis Clube, a abertura de estradas municipais, o início da construção e conclusão da nova Rodovia Feira-Salvador, a inauguração da Rádio Sociedade de Feira, pavimentação de ruas arteriais da cidade, a construção da Biblioteca Municipal e do Matadouro Municipal, a inauguração do Fórum Felinto Bastos, da atual Estação Rodoviária e do Parque Agropecuário João Martins da Silva. Em 1967 foi fundado o Centro das Indústrias de Feira de Santana, e em 1970 criou-se em Feira de Santana o Centro Industrial do Subaé (CIS), que apoia as indústrias instaladas proporcionando meios para que as novas indústrias sejam ampliadas. A recepção de indústrias e sequenciais ganhos de infraestrutura no município desde então fizeram a cidade ter características benéficas e maléficas de grandes centros urbanos, como por um lado a demanda de mão-de-obra especializada, acentuação na desigualdade social, aumento de ocorrências policiais, congestionamentos de trânsito nas áreas centrais da cidade, e por outro lado, ampliação de cursos de ensino superior (privados e públicos), expansão do saneamento e do transporte público, etc; ou seja, a cidade ganhou típicas características de uma capital regional.

### Cronologia

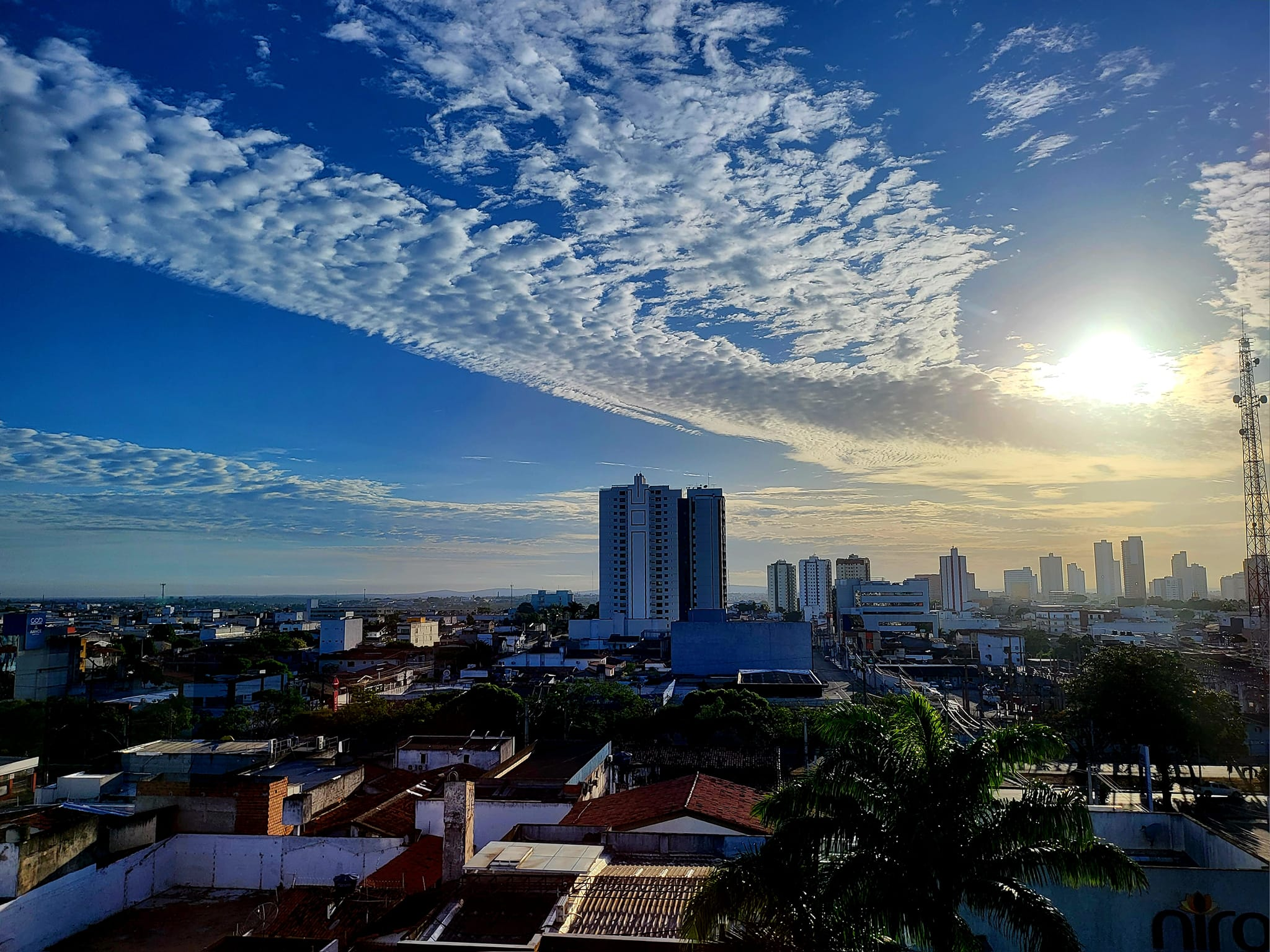
A cidade sofreu grande urbanização a partir da década de 1960. Na foto, cidade no início de manhã

1. O sesmeiro João Peixoto Viegas, do qual se diz ser cristão-novo (judeu sefardita convertido ao catolicismo), sem comprovação documental, instala-se em terras que pertenciam aos índios Paiaiás, e funda uma sesmaria para a criação de gado. Funda a vila de São José das Itapororocas, em 1619;
2. É construída a primeira casa, um sobrado de cal e pedra, e a primeira Igreja, esta em homenagem a São José;
3. O casal português Domingos Barbosa de Araújo e Ana Brandoa compram a fazenda Olhos D'Água, entre 1705 e 1710 e doam 100 braças em quadra de terra, para edificar uma capela, no alto da Boa Vista, na abrangência das Praças Mons. Galvão e Padre Ovídio, próxima a Estrada Real; esse fato é considerado a fundação de Feira de Santana.
4. Feira de Sant'Anna torna-se povoado em 1819;
5. D. Pedro I recebe um abaixo-assinado solicitando a enaltação do povoado em Vila, e aprova;
6. Cria-se em 1846 a Paróquia de Santana;
7. D. Pedro II visita Feira de Sant'Anna a fim de ver pessoalmente as famosas feiras de gado;
8. Em 1873 a vila vira cidade e ganha o nome de "Cidade Comercial de Feira de Sant'Anna";
9. Em 1931, no governo de Getúlio Vargas, a cidade ganha o nome de "Feira" de forma inopinada;
10. Em 1938, possivelmente, por causa do protesto popular, a cidade passa a se chamar definitivamente: "Feira de Santana".

## Geografia
De acordo com a divisão regional brasileira instituída pelo IBGE em 2017, que criou um novo recorte regional para o estado da Bahia, o município pertence à Região Imediata de Feira de Santana, que por sua vez integra a Região Intermediária de Feira de Santana. Até então, com a vigência das divisões em microrregiões e mesorregiões, fazia parte da microrregião de Feira de Santana, que por sua vez estava incluída na mesorregião do Centro-Norte Baiano.

### Relevo e hidrografia
Em relação à hidrografia, os principais elementos são: Rio Subaé, o menos caudaloso do município, porém permanente. O Rio Pojuca, o Jacuípe, diversas lagoas, alguns riachos e várias fontes nativas. O solo contém: argila, caulim, areias, arenito e granulito. Destes elementos são explorados apenas: areia, argila e pedras para construção que também são, industrialmente transformadas em várias espécies de britas e tipos de pedra.
Feira de Santana está a 234 metros acima do nível do mar tendo como referência a Igreja Senhor dos Passos, embora os pontos mais elevados da cidade estão nos bairros Pampalona, Asa Branca, Jardim Cruzeiro e Kalilândia. O relevo é um conjunto de tabuleiros, planaltos e esplanadas, sendo a parte oeste e noroeste do município a mais acidentada. Nota-se no município a presença de algumas serras: Serra da Agulha, Cágado, Serra Grande, Branco, Santa Maria e Serra do Boqueirão. Nenhuma destas ultrapassa os 300 metros de altura. O ponto culminante do município é o Morro de São José, no distrito de Maria Quitéria, possui mais de 610 metros e é utilizado para o lazer, como voos livres de asa delta e trilhas, outro ponto culminante do município é o pico das agulhas no distrito de Jaguara. A cidade possui 133.799 hectares e 1 362,880 quilômetros quadrados (516,60 sq mi).

### Clima
O clima de Feira de Santana é tropical, classificado como As de acordo com a Köppen-Geiger. A cidade é influenciada por massas de ar quentes provenientes do Atlântico e massas de ar frias vindas do Sul do Brasil. No verão é quente e seco, com médias máximas de 33 °C e mínimas entre 22 °C e 23 °C. No inverno é ameno e chuvoso, com máximas médias em torno de 26 °C e mínimas entre 18 °C e 19 °C. O índice pluviométrico é de aproximadamente 750 mm. O índice de aridez é de 22,0%, hídrico: -19,0 mm.[carece de fontes?]
Segundo dados do Instituto Nacional de Meteorologia (INMET), referentes ao período de 1961 a 1970 e a partir de 1999, a menor temperatura registrada em Feira de Santana (estação climatológica da UEFS) foi de 11,6 °C em 18 de janeiro de 2001, e a maior atingiu 39,4 °C em 12 de fevereiro de 1961. Os maiores acumulados de precipitação registrados em 24 horas foram 100,3 mm em 25 de novembro de 2005 e 100 mm em 17 de março de 2011.
| Dados climatológicos para Feira de Santana (UEFS)                                                                                            | Dados climatológicos para Feira de Santana (UEFS) | Dados climatológicos para Feira de Santana (UEFS) | Dados climatológicos para Feira de Santana (UEFS) | Dados climatológicos para Feira de Santana (UEFS) | Dados climatológicos para Feira de Santana (UEFS) | Dados climatológicos para Feira de Santana (UEFS) | Dados climatológicos para Feira de Santana (UEFS) | Dados climatológicos para Feira de Santana (UEFS) | Dados climatológicos para Feira de Santana (UEFS) | Dados climatológicos para Feira de Santana (UEFS) | Dados climatológicos para Feira de Santana (UEFS) | Dados climatológicos para Feira de Santana (UEFS) | Dados climatológicos para Feira de Santana (UEFS) |
| Mês | Jan                                               | Fev                                               | Mar                                               | Abr                                               | Mai                                               | Jun                                               | Jul                                               | Ago                                               | Set                                               | Out                                               | Nov                                               | Dez                                               | Ano                                               |
| --- | ------------------------------------------------- | ------------------------------------------------- | ------------------------------------------------- | ------------------------------------------------- | ------------------------------------------------- | ------------------------------------------------- | ------------------------------------------------- | ------------------------------------------------- | ------------------------------------------------- | ------------------------------------------------- | ------------------------------------------------- | ------------------------------------------------- | ------------------------------------------------- |
| Temperatura máxima recorde (°C) | 38,5                                              | 39,4                                              | 37,9                                              | 38                                                | 34,8                                              | 32                                                | 31,9                                              | 33,4                                              | 34,2                                              | 36,8                                              | 39,2                                              | 38,8                                              | 39,4                                              |
| Temperatura máxima média (°C) | 32,5                                              | 32,7                                              | 32,5                                              | 30,4                                              | 28,5                                              | 26,7                                              | 26,2                                              | 26,7                                              | 28,5                                              | 30,5                                              | 31,9                                              | 32,6                                              | 30                                                |
| Temperatura média compensada (°C) | 26,1                                              | 26,3                                              | 26,3                                              | 25,2                                              | 23,8                                              | 22,5                                              | 21,8                                              | 21,7                                              | 22,8                                              | 24,4                                              | 25,5                                              | 26                                                | 24,4                                              |
| Temperatura mínima média (°C) | 21,3                                              | 21,8                                              | 21,9                                              | 21,5                                              | 20,4                                              | 19,4                                              | 18,4                                              | 17,9                                              | 18,6                                              | 19,8                                              | 20,8                                              | 21,4                                              | 20,3                                              |
| Temperatura mínima recorde (°C) | 11,6                                              | 18                                                | 18,2                                              | 16,8                                              | 17,6                                              | 13,6                                              | 12,4                                              | 13,5                                              | 12,6                                              | 13                                                | 16,3                                              | 16,2                                              | 11,6                                              |
| Precipitação (mm) | 68,8                                              | 79,1                                              | 40,8                                              | 66,8                                              | 84,7                                              | 94,9                                              | 72,1                                              | 56,5                                              | 41,6                                              | 31,6                                              | 67,4                                              | 50                                                | 754,3                                             |
| Umidade relativa compensada (%) | 74,6                                              | 75,2                                              | 76,7                                              | 82,2                                              | 85,4                                              | 88                                                | 87                                                | 85,6                                              | 81,4                                              | 78,1                                              | 76,8                                              | 74,6                                              | 80,5                                              |
| Fonte: Instituto Nacional de Meteorologia (INMET) (normal climatológica de 1981-2010; recordes de temperatura: 1961 a 1970 e 1999-presente). |                                                   |                                                   |                                                   |                                                   |                                                   |                                                   |                                                   |                                                   |                                                   |                                                   |                                                   |                                                   |                                                   |

### Vegetação

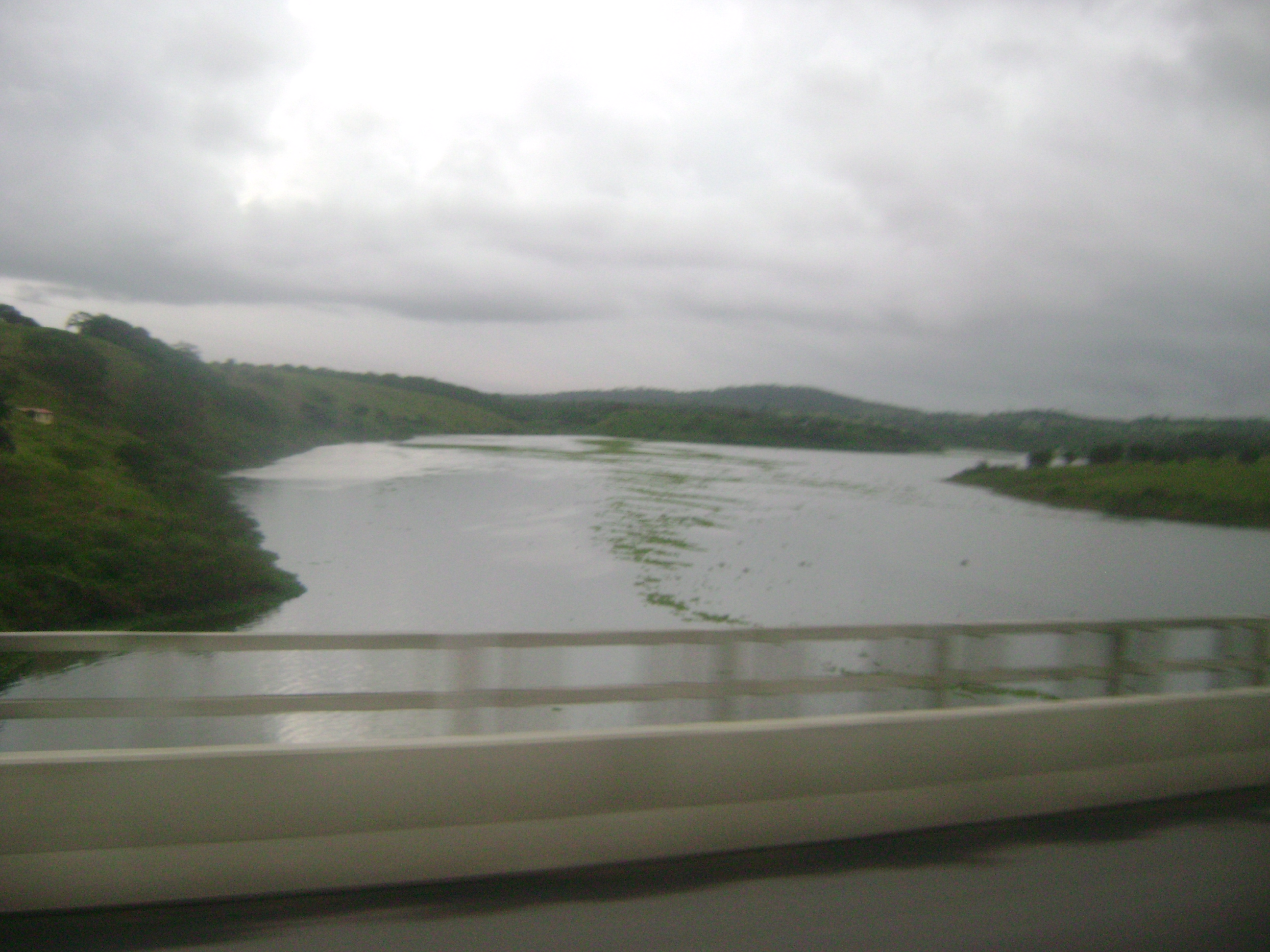
Floresta de transição entre a mata atlântica e a caatinga, às margens do rio Jacuípe.

O município está localizado no Agreste (zona de transição entre a Zona da Mata e o Sertão), e possui uma vegetação de transição. A vegetação é constituída por florestas tropicais no lado sudeste do município, no distrito de Humildes, quase totalmente devastadas pela ocupação humana, restando poucos trechos. Essas florestas se transformam em caatinga arbórea e arbustiva no extremo oeste do município.

### Localização
O município de Feira de Santana está localizado na zona de planície entre o Recôncavo baiano e os tabuleiros semiáridos do nordeste baiano. Faz divisa com doze municípios: Anguera (oeste); Antônio Cardoso (sul); Candeal (norte); Conceição do Jacuípe (leste); Coração de Maria (leste); Ipecaetá (oeste); Santa Bárbara (norte); Santanópolis (leste); Santo Amaro da Purificação (leste); São Gonçalo dos Campos (sul); Serra Preta (oeste); e Tanquinho (norte).
Feira de Santana está localizada geograficamente no Agreste, na zona econômica do Paraguassu, mas antes da sua fundação a região onde hoje se localiza a cidade era de forte ligação cultural e econômica com o Recôncavo Baiano, quando a cidade foi fundada em 1832 houve um desmembramento do território até então pertencente ao município de Nossa Senhora do Rosário do Porto de Cachoeira atual cidade de Cachoeira, ao longo do tempo as influências culturais do Sertão se tornaram mais influentes na cidade assim como as próprias características da sua população, enquanto o Recôncavo Baiano é formado por cidades históricas com população de maioria Negra e cultura de raiz predominantemente Africana, Feira de Santana foi povoada por migrantes vindos do interior da Bahia e de todo o Brasil que a partir de então se misturaram etnicamente e culturalmente, a tradição dos tropeiros e do sertanejo se enraizou na cidade de maneira que Feira se tornou uma das maiores e principais representantes da cultura sertaneja em todo o Nordeste, conhecida como o Portal do Sertão, Feira de Santana é o ponto de divisão sociocultural entre o recôncavo e o interior do estado, esse ponto onde Feira se localiza é o encontro de grandes regiões Culturais e Históricas do estado: Recôncavo (Leste e Sul), Região do médio Paraguassu (Oeste e Sudoeste), região do Nordeste Baiano (Leste e Nordeste) e Região Sisaleira (Norte e Noroeste), a sua região metropolitana possui cidades integrantes de todas estas regiões citadas, fazendo de Feira de Santana um importante polo de encontro cultural e histórico da Bahia além de exercer forte influencia econômica sobre essas regiões.

### Região metropolitana

Os municípios incorporados à Região Metropolitana de Feira de Santana estão representados em cor vermelha, e os municípios a serem anexados na próxima rodada de expansão estão em cor laranja.

Por meio do protocolamento de um projeto pelo deputado federal Colbert Martins iniciou-se o movimento para criação da região metropolitana centrada em Feira. Em 18 de junho de 2011 a Assembleia Legislativa da Bahia aprovou a criação da região, a primeira região metropolitana do estado fora da capital, e em 6 de julho do mesmo ano o governador Jaques Wagner sancionou o projeto, criando-a oficialmente. A Região Metropolitana de Feira de Santana (RMFS) entrou em vigor já no dia 7 de julho de 2011 pela Lei Complementar nº 35.
Com uma população total de 732 754 habitantes, a Região Metropolitana de Feira de Santana engloba por enquanto seis municípios: Amélia Rodrigues, Conceição da Feira, Conceição do Jacuípe, Tanquinho, São Gonçalo dos Campos e Feira de Santana. Durante a segunda fase de incorporação da RMFS, serão incluídas as cidades de Anguera, Antônio Cardoso, Candeal, Coração de Maria, Ipecaetá, Irará, Santa Bárbara, Santanópolis, Serra Preta e Riachão do Jacuípe. Após a segunda fase, a região metropolitana contará com uma população de cerca de 1 milhão de habitantes.
A conurbação de Feira de Santana com São Gonçalo dos Campos é muito evidente, além de casas ao longo da BA 502 que se confunde nos limites territoriais, o bairro Parque Viver faz limite com o loteamento Ouro Verde no distrito rural de Tapera em São Gonçalo dos Campos, são separados apenas por uma rua e compartilham alguns serviços. Do lado leste, a conurbação com o município de Conceição do Jacuípe é evidente no entroncamento da BR 324 com a BR 101, onde os condomínios Haras Residence, Quintas Imperial e Horto Residencial; e o povoado Bessa, pertencentes a Conceição do Jacuípe, fazem limite com o Polo Industrial de Feira e perto da sede do distrito de Humildes. Possui uma área de 1 304,425 km², sendo reconhecida como o portal do sertão por estar situada no início do agreste baiano. A sede possui 111 km². A região leste e sudeste de Feira de Santana está avançando cada vez mais em direção aos municípios vizinhos de Coração de Maria e Conceição do Jacuípe com a construção de grandes condomínios, em sua maioria de luxo, na região leste da cidade.
Extremamente estratégica a Região Metropolitana de Feira de Santana é composta por municípios de diversas sub regiões da Bahia: Amelia Rodrigues, São Gonçalo dos Campos, Conceição da Feira e Conceição do Jacuípe, pertencentes ao Recôncavo Baiano; Antonio Cardoso, Anguera, Serra Preta e Ipecaetá, pertencentes ao baixo e médio Paraguassu; Coração de Maria, Irará, Santanópolis e Santa Barbara, pertencentes ao Nordeste Baiano; Candeal e Riachão do Jacuípe, pertencentes a Região Sisaleira; e Feira de Santana se localiza no centro, sendo um ponto de encontro entre estas importantes sub regiões econômicas da Bahia.
Salvador e Feira de Santana estão separadas por cerca de 109 km. Contudo, suas regiões metropolitanas são vizinhas, uma vez que Amélia Rodrigues, integrante da RMFS, limita-se com São Sebastião do Passé, integrante da Região Metropolitana de Salvador.

## Demografia

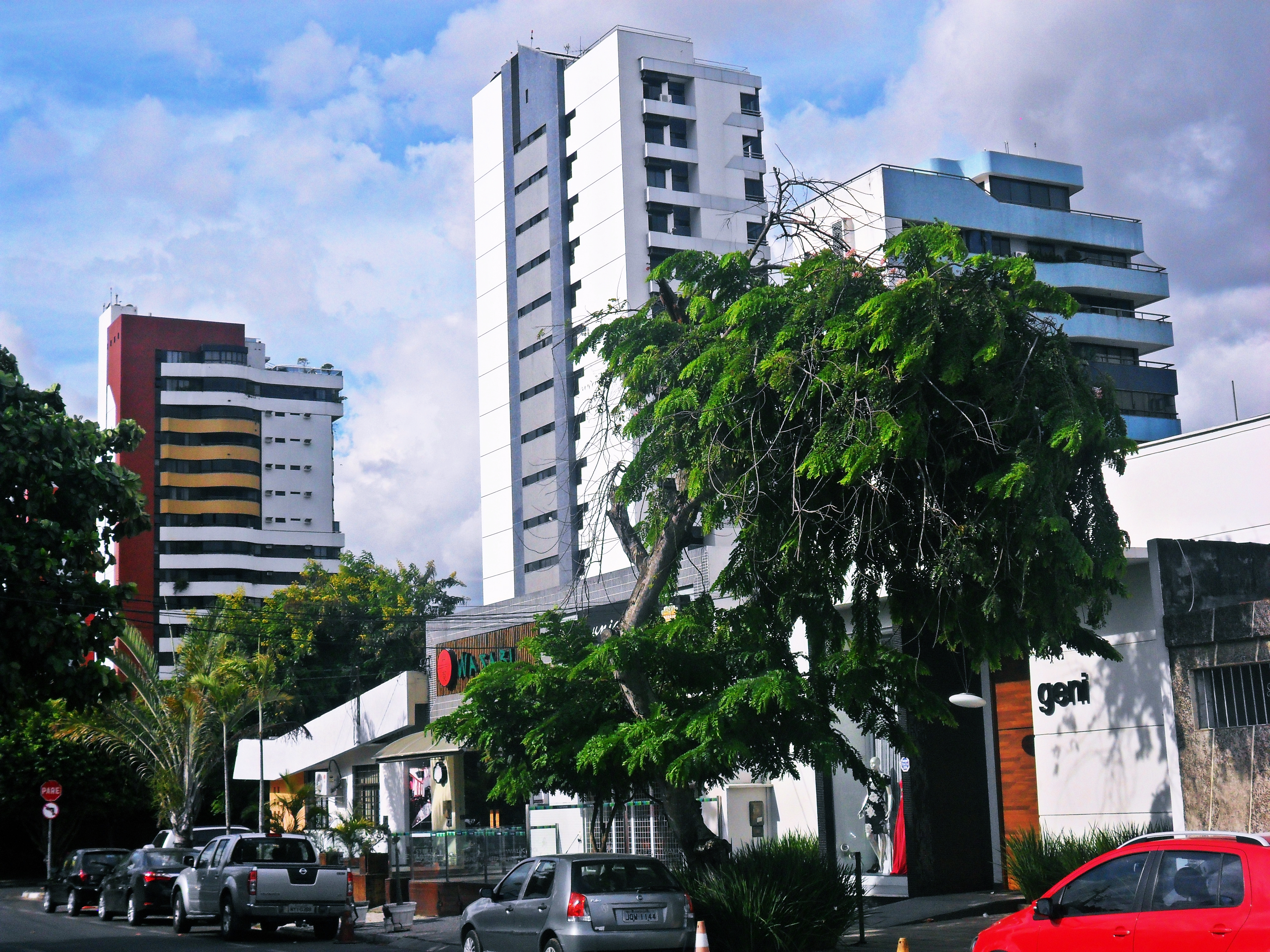
Bairro Kalilândia, que quer dizer Terra de Khalil, fundado por imigrantes árabes, está localizado próximo ao centro da cidade, é o bairro com melhor qualidade de vida de Feira de Santana.

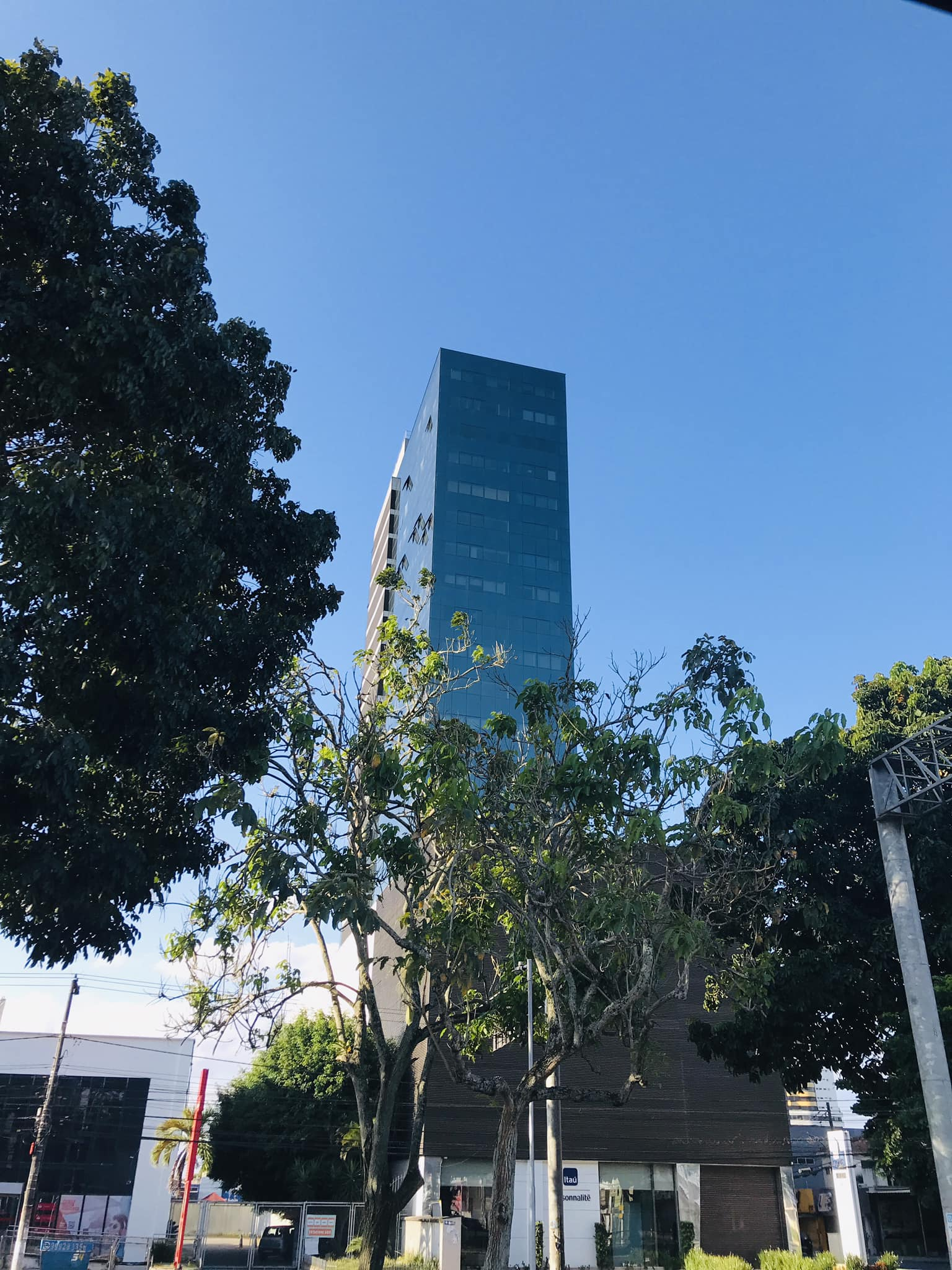
Edifício Ícone Tower, localizado na avenida Getúlio Vargas

A cidade conta com 416,03 habitantes a cada km², seu crescimento populacional é de 6,70% ao ano.
Em números, Feira de Santana que tinha cerca de 4000 habitantes quando da visita do então imperador D. Pedro II,[carece de fontes?] conta com 616 272 moradores, segundo o Censo 2022 do IBGE, ocupando a segunda posição em população no estado da Bahia, atrás apenas da capital Salvador. É a 11ª maior cidade do Nordeste, e a 34ª colocada no ranking nacional, maior que oito capitais: Cuiabá, Vitória, Florianópolis, Rio Branco, Palmas, Porto Velho, Boa Vista e Macapá. Dentro da divisão regional do REGIC - Regiões de Influência das Cidades, constituída em regiões funcionais urbanas, publicadas pelo IBGE em 1987 e 2003, Feira de Santana é classificada como capital regional, abrangendo mais de cem municípios com população de mais de 3 milhões de habitantes, e uma área de 99.538 Km2, representando 20,72% do total de habitantes do Estado da Bahia, 23.02% dos municípios do estado, 27.88% da área territorial do Estado. É também o município mais populoso do interior do Norte, Nordeste, Centro Oeste e Sul do Brasil, o sexto maior município em população do interior do país ficando atrás apenas de Campinas, São José dos Campos, Ribeirão Preto, Uberlândia e Sorocaba, e a 68º maior cidade da América do Sul, com uma região metropolitana de mais de 732 754 habitantes é o maior aglomerado urbano do interior do Norte-Nordeste, quando concluída, a Região Metropolitana de Feira de Santana contará com cerca de 914 650 habitantes. A população de Feira de Santana cresce em média 80 a 120 mil habitantes por década, um número bastante expressivo. Cerca de 91,7% da população do município vive na zona urbana e apenas 8,3% na zona rural, 52,72% da população do município são mulheres, e 47,42% são homens. Feira de Santana é a cidade que proporcionalmente melhor oferece oportunidades de trabalho, empreendedorismo e educação superior acima da média do estado da Bahia, sendo estes, os principais motivos para intensa migração a cidade. A população de Feira é predominantemente de meia idade.
O Índice de Desenvolvimento Humano Municipal (IDH-M) de Feira de Santana é considerado alto pelo Programa das Nações Unidas para o Desenvolvimento (PNUD), seu valor é de 0,712 (censo de 2010), Feira de Santana ocupa a 1546ª posição, em relação aos 5.570 municípios do Brasil, sendo que 1545 (27,76%) municípios estão em situação melhor e 4.020 (72,24%) municípios estão em situação igual ou pior. Em relação aos 417 outros municípios da Bahia, Feira de Santana ocupa a 5ª posição, sendo que 4 (0,96%) municípios estão em situação melhor e 413 (99,04%) municípios estão em situação pior. A renda per capita é de R$ 15,199 91, o índice de pobreza é de 15,75%, Analfabetismo 11,25%, desemprego 8,6%, índice de Gini é de 60,79 (2010), Longevidade ou esperança de vida ao nascer de 74,2 anos. A cidade possui a maioria dos indicadores altos em relação a média nacional e da região Nordeste. O IDH-M passou de 0,585 (baixo) em 2000, para 0,712 (alto) em 2010 - uma taxa de crescimento de 21,71%.

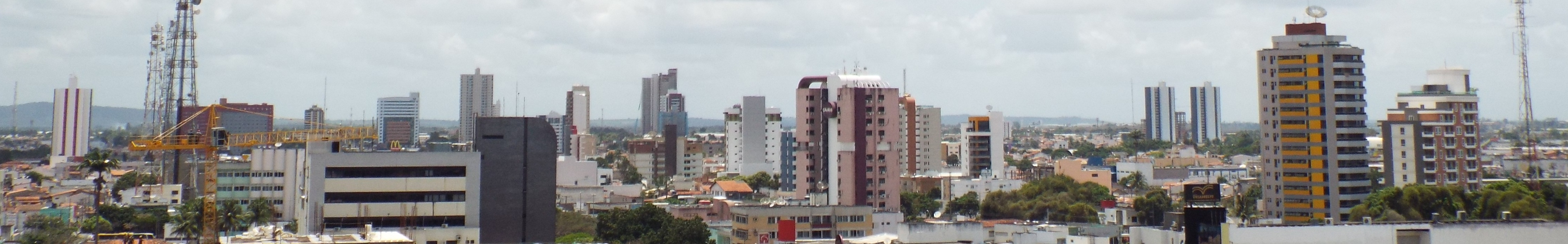
Vista da linha do horizonte de Feira de Santana, a partir do edifício Metropolitan Center

Etnias
| Cor/Raça (censo de 2022) | Percentagem[47] |
| ------------------------ | --------------- |
| Pardos                   | 53,62%          |
| Pretos                   | 29,24%          |
| Brancos                  | 16,86%          |
| Indígenas                | 0,18%           |
| Amarelos                 | 0,1%            |

### Migração
Feira de Santana é uma cidade de migrantes, cerca de metade da população não nasceu na cidade, o forte fluxo migratório resultado da posição privilegiada e do crescimento econômico em todos os setores da economia atraiu e continua atraindo a Feira de Santana um grande número de migrantes de todo país. A princípio os comerciantes de gado e sua famílias que viajavam de norte a sul do Brasil foram os primeiros a se estabelecerem na cidade em seus primórdios, logo depois vieram grupos de Nordestinos principalmente do Ceará, Maranhão e Paraíba, que ao se dirigirem para São Paulo, muitos acabaram ficando em Feira de Santana, investiram e prosperaram, alguns bairros antigos da cidade como o Jardim Acácia, Queimadinha, Santo Antônio dos Prazeres e Chácara São Cosme, possui grande número de descendentes de pernambucanos, cearenses e paraibanos, entre outros Nordestinos. Com a expansão das rodovias a partir da década de 1960 e a industrialização a partir dá década de 1970 a cidade viveu uma nova onda de migração que aumentou enormemente a população da cidade em poucos anos, a partir desse período vieram migrantes do Sul e Sudeste do país, como paulistas, paranaenses, gaúchos, mineiros e fluminenses, que juntamente com outros migrantes nordestinos e do interior da Bahia se misturaram e formaram a atual configuração da população feirense. Recentemente a cidade vive um novo tipo de migração, a do retorno, devido ao desenvolvimento recente do Nordeste, muitos nordestinos que migraram para São Paulo e Rio de Janeiro estão voltando para o Nordeste e se distribuindo nas principais cidades da região, Feira de Santana é uma cidade alvo desses migrantes de retorno, não apenas de nordestinos puros, mas também de descendentes miscigenados já nascidos no Sudeste.
A maior parte dos migrantes que residem em Feira de Santana são do próprio estado da Bahia, originários principalmente das regiões do alto e médio Paraguaçu, Nordeste Baiano, Região Sisaleira, Recôncavo Baiano, entre os migrantes das demais regiões do Brasil destacam-se os pernambucanos, paulistas, cearenses, paraibanos, gaúchos e mineiros. Já em relação ao estrangeiros, Feira de Santana nunca recebeu um número significativo de imigrantes de outros países, recentemente esse quadro vem mudando com o grande fluxo migratório de chineses e coreanos, há europeus e descendentes, além de americanos e latinos, mas que não chegam a formar bairros, nem grupos notáveis ou comunidades.

### Pobreza e desigualdade

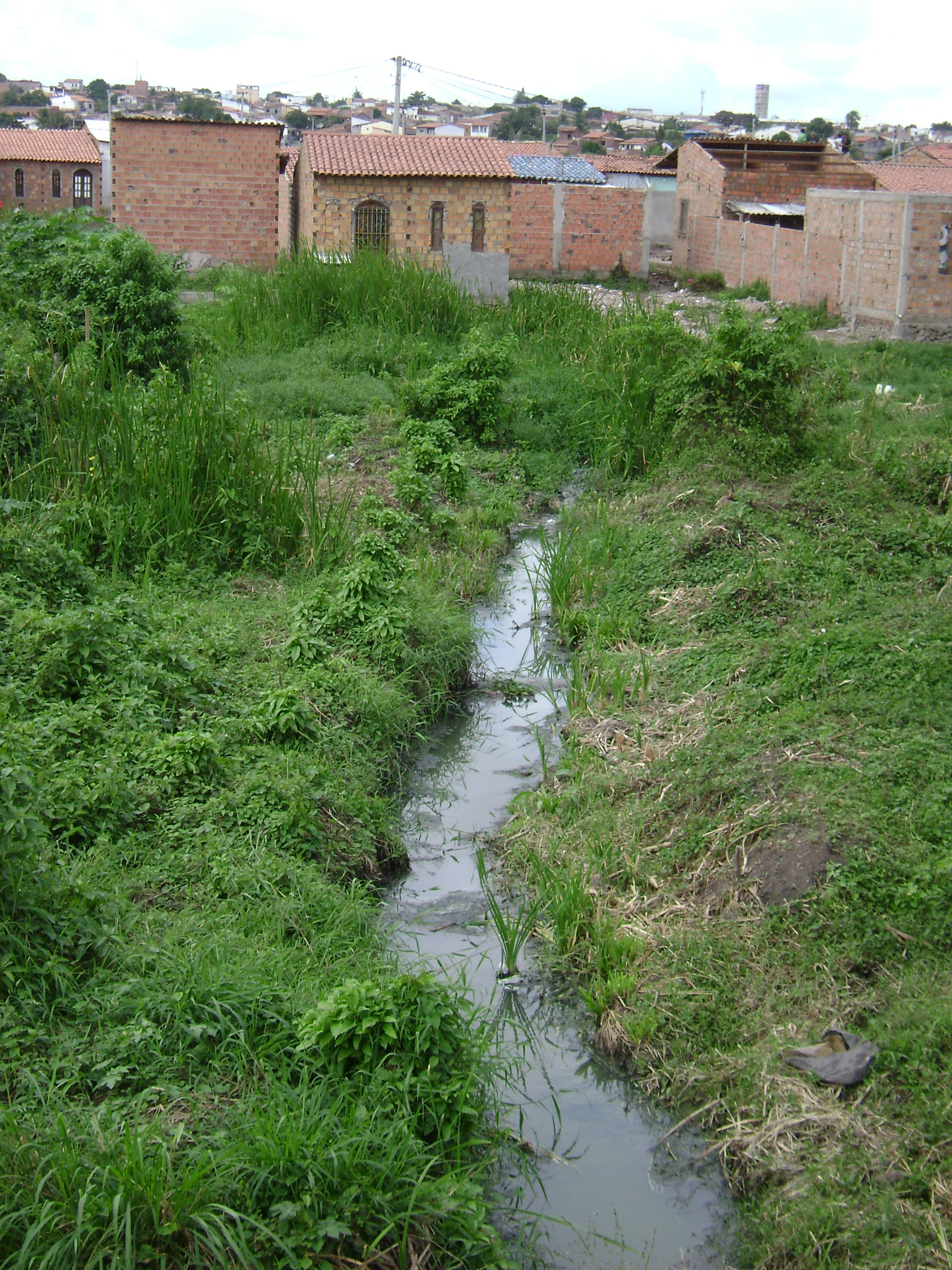
Construções desordenadas no bairro Queimadinha.

Cerca de 15,75% da população de Feira de Santana vive abaixo da linha da pobreza. A pobreza em Feira de Santana assim como em todo o Brasil atinge principalmente as classes menos favorecidas como negros e migrantes sem qualificação profissional. O índice de Gini é de 60,79 (2010). A extrema pobreza (medida pela proporção de pessoas com renda domiciliar per capita inferior a R$ 70,00) passou de 21,51% em 1991 para 14,74% em 2000 e para apenas 5,38% em 2010.
A população pobre de Feira de Santana se concentra em bairros, sub-bairros e localidades de classe baixa, como Rocinha, Parque Lagoa do Subaé, Rua Nova, George Américo, Viveiros, Jussara, entre outros, e em expansão de bairros de classe média e conjuntos como o parque Tamandarí, Gabriela, Homero, Queimadinha e a expansão do Feira IX, alguns desses bairros estão em plena ascensão social e econômica. Há muita pobreza também na zona rural do município, onde predominam populações de baixa renda. Feira de Santana não possui grandes favelas em encostas de morros como na maioria das grandes cidades, a maior parte dos bairros pobres é em terreno plano ou pouco acidentado e em antigas lagoas aterradas, e muitos possui alguma infraestrutura básica como: iluminação, pavimentação total ou parcial, saneamento total ou parcial, postos de saúde e transporte público, uma minoria dessas comunidades carece de infraestrutura básica, recentemente o programa do governo federal, Minha Casa Minha Vida, vem diminuindo o avanço de bairros desordenados na cidade, garantindo bairros e condomínios com boa infraestrutura para a população de baixa renda. Cerca de 20% da população de Feira de Santana vive em bairros pobres.
Ausência de favelas
O IBGE desde 2010, considera como favela um conjunto constituído por no mínimo 51 unidades habitacionais (barracos, casas, etc.), ocupando ou tendo ocupado até período recente, terreno de propriedade alheia (pública ou particular), dispostas, em geral, de forma desordenada e densa; carentes, em sua maioria, de serviços públicos e essenciais. De acordo com o IBGE, aglomerados subnormais podem se enquadrar, observados os critérios de padrões de urbanização e/ou de precariedade de serviços públicos essenciais, nas seguintes categorias: invasão, loteamento irregular ou clandestino, e áreas invadidas e loteamentos irregulares e clandestinos regularizados em período recente. Em Feira de Santana existe muitos bairros e localidades com casas e barracos em situação típica de favela, mas não chega a pelo menos 51 unidades aglomeradas, os bairros pobres de Feira de Santana, em sua maioria possuem escolas, postos de saúde, pavimentação total ou parcial e saneamento total ou parcial, e estão em locais planos ou pouco acidentados e em lagoas aterradas. Não existe em Feira de Santana favelas em encostas de morros ou áreas de risco como em quase todas as grandes cidades do Brasil, mas o termo favela é largamente utilizado na cidade para designar qualquer bairro pobre, independente da classificação do IBGE, a mesma cultura de considerar como favela qualquer bairro pobre com infraestrutura mais precária é utilizado em todo o Brasil. Dessa forma, Feira de Santana, ao lado de Dourados/MS, Imperatriz/MA, Ji-Paraná/RO, Lagarto/SE, Londrina/PR, Parnaíba/PI, Rondonópolis/MT, Rorainópolis/RR e Uberlândia/MG, são as únicas cidades do Brasil que oficialmente não possuem favelas segundo o IBGE.

### Segurança e criminalidade
Até meados dos anos 2000, Feira de Santana era uma cidade relativamente tranquila com índices de criminalidade baixos, a partir da segunda metade dos anos 2000, esse índice foi aumentando gradativamente, impulsionado principalmente pelo tráfico de drogas, nos últimos anos Feira de Santana passou a ter um número elevado de assassinatos, roubos e assaltos, embora esteja havendo reduções, os números ainda são preocupantes e assustam a população feirense, os bairros mais violentos da cidade são: Queimadinha, Conceição, Rua Nova, George Américo, Santo Antônio dos Prazeres, Tomba e Aviário.
Quase todos os assassinatos em Feira de Santana envolvem pessoas ligadas ao tráfico de drogas e com passagem pela Polícia, entre as chamadas pessoas de bem (geralmente vítimas de latrocínio), o número é bem pequeno, mas há uma preocupação por parte da sociedade feirense dessa violência migrar para as pessoas de bem como já aconteceu em outros grandes centros urbanos do país. Em Feira de Santana há políticas públicas para combater a violência e o tráfico de drogas, como o aumento de policiais nas ruas, policiais a paisana, criação de módulos da Policia em praças e pontos estratégicos, a ampliação do presídio regional localizado no bairro Aviário, equipamentos modernos de segurança, câmeras de vigilância em pontos estratégicos por toda cidade e Bases comunitárias de segurança, estas funcionam semelhante as bases de pacificação das favelas do Rio de Janeiro, a primeira foi instalada no final de 2012 no bairro George Américo e no bairro Rua Nova em 2014, até então os mais violentos da cidade, após a instalação das bases houve redução da violência nestes bairros, a Polícia e o governo estadual já confirmaram novas bases em outros bairros periféricos, o objetivo é vencer o tráfico de drogas e reduzir os índices de violência da cidade, desde 2014 as polícias civil e militar vem fazendo um trabalho conjunto no combate a violência, gerando resultados positivos, nos últimos anos os índices de assassinatos vem diminuindo na cidade, mas os assaltos ainda preocupam muito a população. A grande maioria das vítimas de assassinatos são jovens da periferia, com idades entre 15 a 27 anos, e cerca de 97% das pessoas assassinadas em Feira de Santana são Negros, o que é resultado das graves desigualdades sócio-raciais existente na cidade. Na cidade há sedes da polícia Militar, Estadual, Civil e Federal.

### Religião
Feira de Santana está localizada no país mais católico do mundo em números absolutos. A Igreja Católica teve seu estatuto jurídico reconhecido pelo governo federal em outubro de 2009, ainda que o Brasil seja atualmente um estado oficialmente laico.
Embora a cidade tenha se desenvolvido sobre uma matriz social eminentemente católica, atualmente também é possível encontrar na cidade diversas denominações protestantes diferentes, assim como a prática do budismo, do espiritismo, religiões de matriz africana, entre outras.
Segundo o censo brasileiro de 2022, a composição religiosa da cidade era de 46,7% católicos, 31,67% evangélicos ou protestantes, 1,29% espíritas, 0,72% umbandistas ou candomblecistas, 0,01% religião tradicional, 5,49% outra religião, 13,32% irreligiosos, 0,028% desconhecidos e 0,07% não declarados.

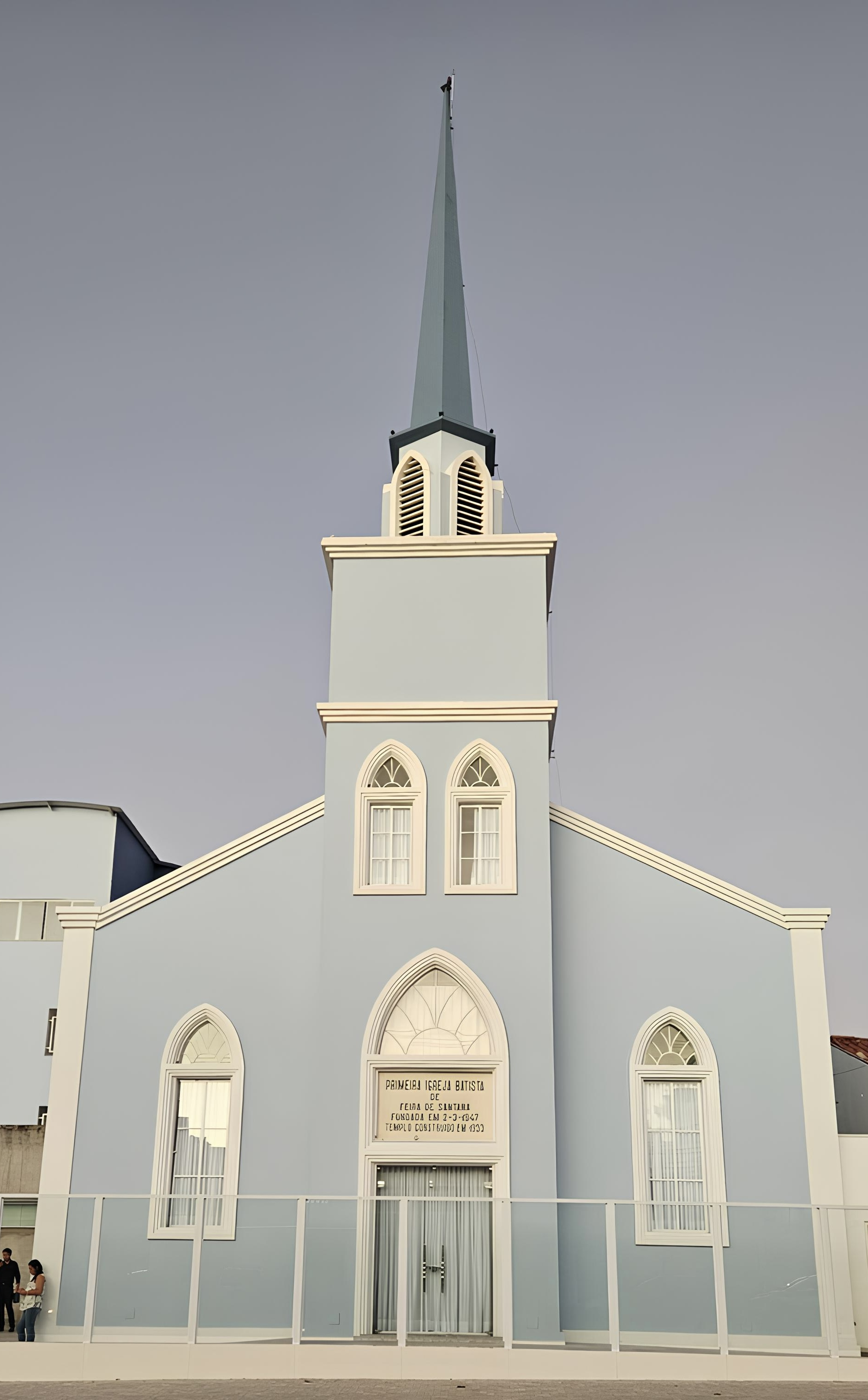
Primeira Igreja Batista de Feira de Santana, localizada na avenida Visconde do Rio Branco - 518.

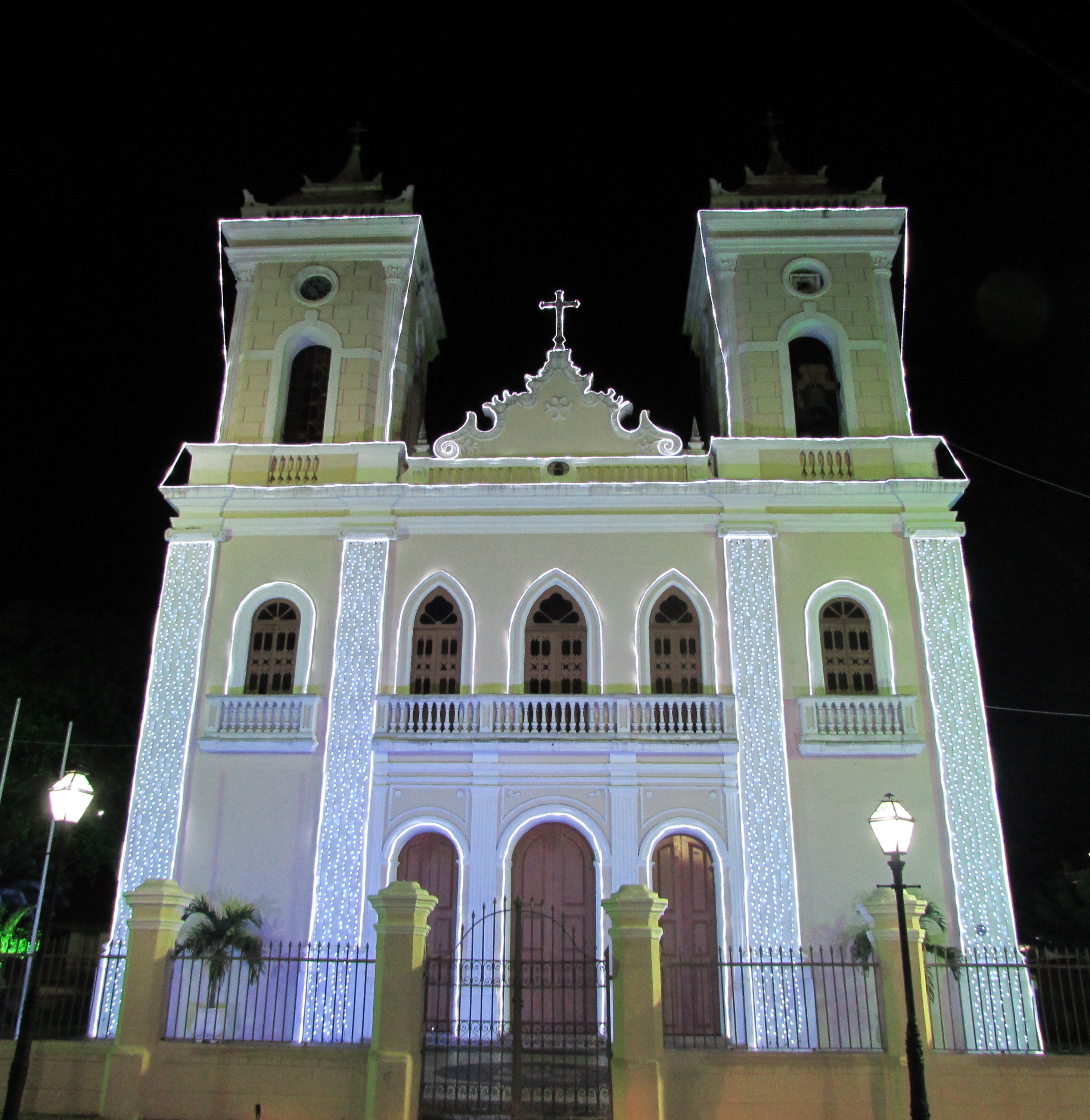
Catedral Metropolitana de Sant'Ana, localizada ao encontro das ruas Conselheiro Franco com Góes Calmon.

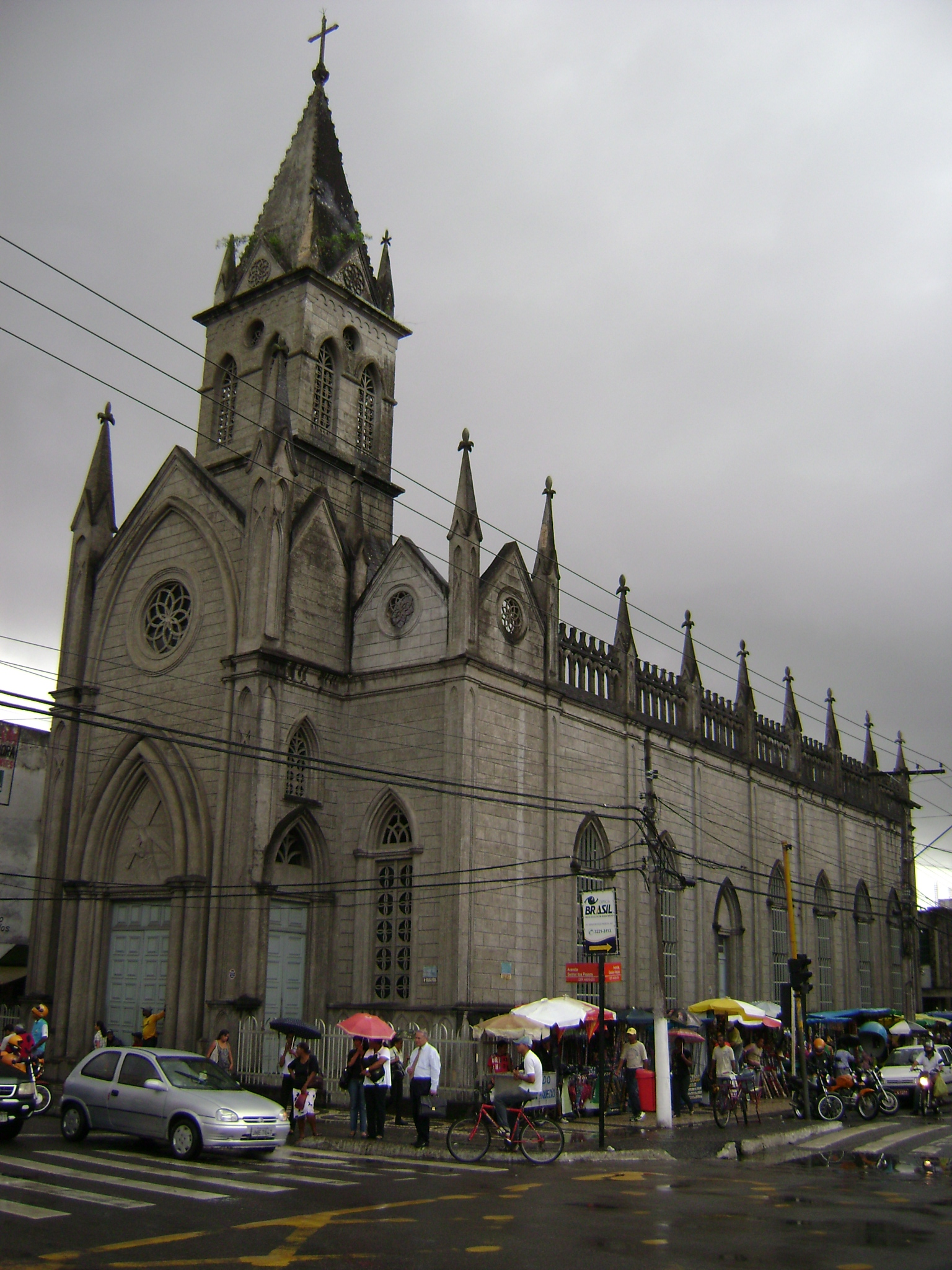
Igreja Senhor dos Passos em estilo gótico, na avenida Getúlio Vargas.

#### Católicos
A Arquidiocese de Feira de Santana (Archidioecesis Fori S. Annae) é uma circunscrição eclesiástica da Igreja Católica no estado da Bahia, a qual serve a sociedade de Feira de Santana. Possui como atual arcebispo Dom Zanoni Demettino Castro.
A arquidiocese possui 37 paróquias na região metropolitana, sendo que duas foranias têm paróquias exclusivamente no município. São elas:
| Forania 1                                  | Forania 1                    | Forania 2                             | Forania 2                    |
| Nome da paróquia                           | Bairro, conjunto ou distrito | Nome da paróquia                      | Bairro, conjunto ou distrito |
| ------------------------------------------ | ---------------------------- | ------------------------------------- | ---------------------------- |
| Paróquia Catedral Senhora Santana          | Centro                       | Paróquia Nossa Senhora das Graças     | Cidade Nova                  |
| Paróquia Senhor dos Passos                 | Centro                       | Paróquia Todos os Santos              | Queimadinha                  |
| Paróquia Santo Antônio                     | Capuchinhos                  | Paróquia São José Operário            | Campo Limpo                  |
| Paróquia Senhor do Bonfim                  | Jardim Cruzeiro              | Paróquia Santíssima Trindade          | Feira X                      |
| Paróquia Nossa Senhora de Fátima           | Caseb                        | Paróquia São Francisco de Assis       | Gabriela                     |
| Paróquia Nossa Senhora do Perpétuo Socorro | Tomba                        | Paróquia Nossa Senhora Aparecida      | Feira IX                     |
| Paróquia Cristo Redentor                   | Jomafa                       | Paróquia São José das Itapororocas    | Distrito de Maria Quitéria   |
| Paróquia Imaculada Conceição               | Conceição II                 | Paróquia Bem Aventurado João Paulo II | Conjunto João Paulo II       |
| Paróquia Santa Clara de Assis              | Panorama                     |                                       |                              |

#### Protestantes históricos
Batistas
Em Feira de Santana, a comunidade batista tem uma presença significativa. Ela chegou à cidade em 1941 com a caravana da Igreja Batista Dois de Julho, de Salvador, liderada pelo pastor Ebenezer Gomes Cavalcanti. No mesmo ano, foi organizada a Congregação Batista. Em 2 de março de 1947, essa congregação passou a ser a Primeira Igreja Batista de Feira de Santana, localizada na Avenida Visconde do Rio Branco, nº 518. Nos primeiros anos, a igreja foi administrada por batistas brasileiros e missionários norte-americanos da Junta Missionária de Richmond, da Southern Baptist Convention.
Além da Primeira Igreja Batista, destacam-se a Igreja Batista Boas Novas, a Igreja Batista Ebenézer, a Igreja Batista do Sobradinho, a Igreja Batista Moriá, a Igreja Batista Pampalona, a Igreja Batista da Avenida, a Igreja Batista do Parque Ipê, a Igreja Batista do Campo Limpo e a Igreja Batista Alvorada. Essas igrejas batistas são consideradas tradicionais e possuem templos que congregam muitos fiéis. Elas são caracterizadas por um ambiente bastante familiar e estão todas vinculadas à Convenção Batista Brasileira. Os batistas possuem um seminário para a formação de teólogos, que, na maioria das vezes, são consagrados pastores, com outros atuando como educadores cristãos, musicistas, entre outros.
A primeira igreja protestante de Feira de Santana, na época chamada Igreja Evangélica Unida, foi fundada em 1937 pelo missionário estrangeiro Roderick Gillanders, durante um período de perseguição por parte de católicos brasileiros e ameaças. Seu objetivo era reunir todos os crentes da região, independentemente da denominação. Em 1964, devido ao contexto político brasileiro, a igreja adotou uma linha fundamentalista, passando a se chamar Igreja Evangélica Fundamentalista. Em 1996, após conflitos e mudanças internas, a denominação foi alterada para Primeira Igreja Batista Fundamentalista.    
Dos batistas ligados ao movimento carismático e a ala pentecostal temos a Igreja Batista Missionária Internacional, que atua em células desde 1989, bem como a mega igreja situada na Av. Getúlio Vargas, a Igreja Batista Central. Cabe destacar também a Igreja Batista Independente Filadélfia, fundada pelo Bispo Edivaldo Santana Couto, fundador de cerca de 50 igrejas da mesma denominação pelo Estado da Bahia, dirigida pelo pastor, psicólogo e professor Antônio José Pimentel Santos.
Presbiterianos
Foi da Igreja Evangélica Unida que saíram os presbiterianos que, juntamente com as famílias presbiterianas que migraram de Campo Formoso, fundaram a Primeira Igreja Presbiteriana de Feira de Santana em 1950, que é ligada a Igreja Presbiteriana do Brasil. Esse ramo protestante teve vários pastores consagrados ao ministério, como o pastor reverendo Josué da Silva Mello, que foi candidato a prefeito de Feira de Santana, e o reverendo João Dias de Araújo, ligados a Igreja Presbiteriana Unida do Brasil.  

#### Pentecostais

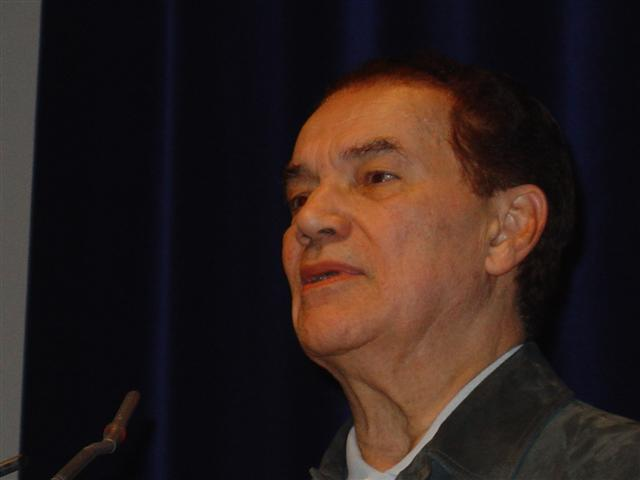
Divaldo Pereira Franco considerado um dos maiores médiuns e oradores espíritas de todos os tempos, é natural de Feira de Santana

Entre os pentecostais históricos podemos destacar a presença marcante das Assembleias de Deus distribuídas em diversos ministérios, sendo o principal o da Assembleia de Deus em Feira de Santana (ADEFS) com cerca de 25 mil membros e com mais de 200 congregações.[carece de fontes?]

#### Neo-pentecostais
Os neo-pentecostais são atuantes na sociedade, destacando, entre eles, a Igreja do Evangelho Quadrangular, a Igreja O Brasil Para Cristo, Igreja Internacional da Graça de Deus, Igreja Universal do Reino de Deus, com um número enorme de membros.[carece de fontes?]

#### Outras religiões
Existem várias correntes religiosas e filosóficas em Feira de Santana. Podemos destacar:
- Há presença de alguns Centros Espíritas que professam a doutrina espírita (Espiritismo) codificada no século XIX por Allan Kardec.[carece de fontes?]
- Dezenas de congregações das Testemunhas de Jeová
- E vários terreiros de Candomblé e Umbanda, onde há a prática de cultos e rituais de origem africana.
- Há a presença de doutrinas filosóficas, como a Seicho-no-ie e o Johrei (Igreja Messiânica Mundial).
- Existe também na cidade 3 Estacas d'A Igreja de Jesus Cristo do Santos dos Últimos Dias, sendo a Estaca Feira de Santana Brasil, Estaca Feira de Santana Kalilândia e a Estaca Feira de Santana Norte compostas por várias Alas (Congregações) em diversos bairros da cidade.
- Existe um grande número de pessoas sem religião, que incluem Cristãos não filiados, Deístas, Agnósticos e Ateus.

Composição Religiosa
| Religião             | Percentagem[47] |
| -------------------- | --------------- |
| Catolicismo          | 57,15%          |
| Protestantismo       | 25,15%          |
| Sem Religião         | 12,27%          |
| Testemunhas de Jeová | 1,3%            |
| Espiritismo          | 1,0%            |
| Outras Religiões     | 3,1%            |

## Política

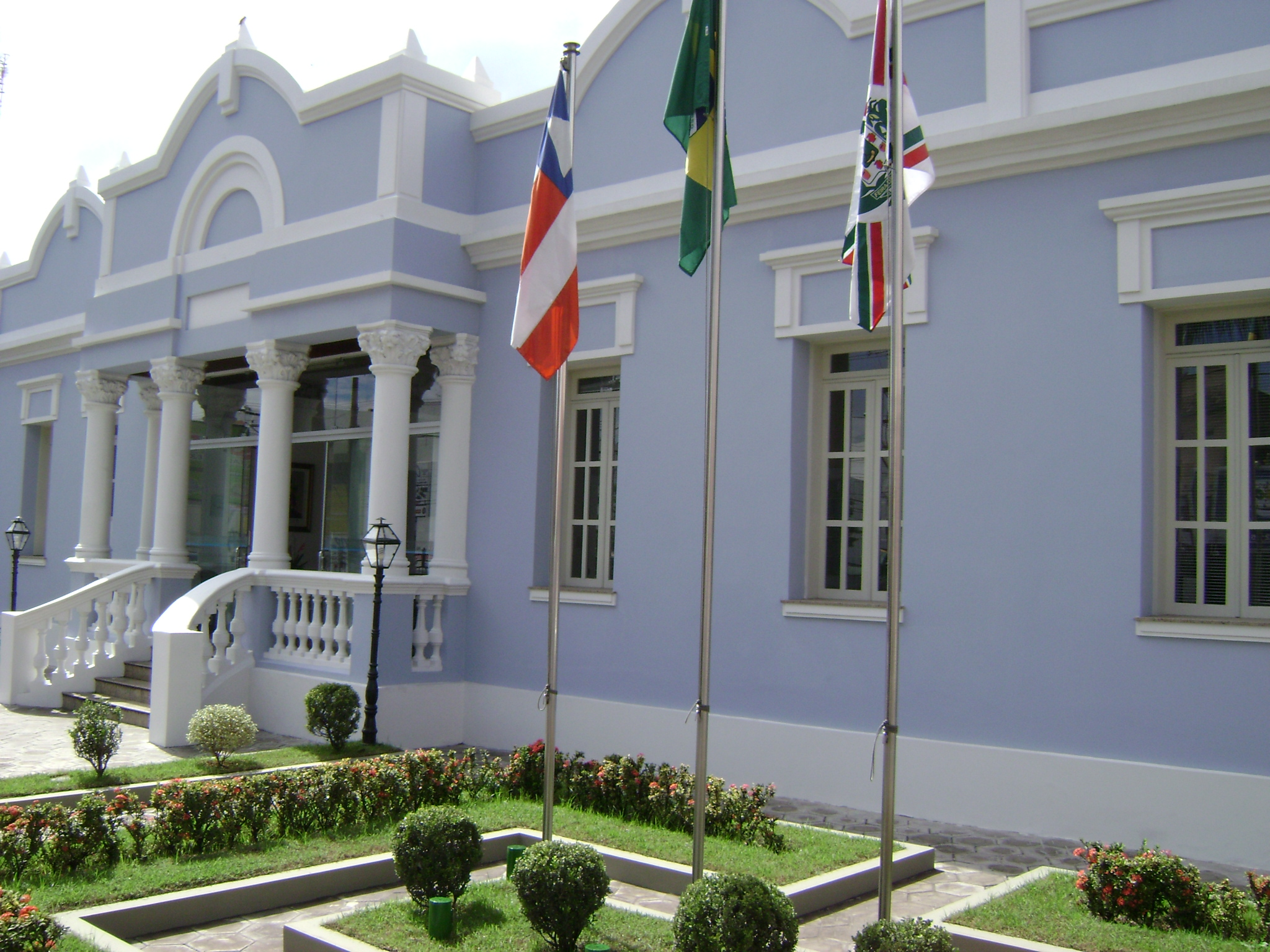
Câmara Municipal de Feira de Santana, no bairro Kalilândia, o órgão legislativo do município.

Poder Executivo
O primeiro intendente, a partir da Proclamação da República, foi Joaquim de Melo Sampaio (Cargo equivalente ao atual Prefeito).
Poder Legislativo
Os vereadores do município trabalham em uma Câmara Municipal localizada na rua Visconde do Rio Branco, no bairro Kalilândia, próximo à avenida Getúlio Vargas.
Poder Judiciário
A cidade é sede da comarca que leva o mesmo nome, com dois municípios: Feira de Santana e Tanquinho. É também sede de uma subseção judiciária federal que engloba 73 municípios. A Justiça estadual funciona no Fórum Filinto Bastos, com dezesseis juízes de Direito, ao passo que a Justiça Federal funciona em prédio provisório na Alameda Santos, no Caseb, inaugurado em 2002 com um único juiz federal, Carlos Mascarenhas e hoje com duas juízas federais, Lilian Botelho e Karin Weh.
A cidade também é sede da Promotoria Regional, localizada na Rua Miranda, nº 655, bairro da Mangabeira, onde funciona o Ministério Público Estadual.
O Ministério Público Federal, instalado em 2006, na cidade atende a 73 municípios da subseção. O primeiro procurador da República lotado em Feira de Santana foi Vladimir Aras.

### Símbolos
A Bandeira foi feita por D. Jackson Berenguer Prado, o primeiro bispo da cidade, em 19 de dezembro de 1968. As cores da bandeira são: branca com traços vermelhos e verdes, tendo no centro o brasão da cidade, encimado por uma coroa, vendo-se ao lado uma cesta de frutas, ânforas, um berrante, um pião ladeado, por um pé de milho e outro de fumo. O Brasão de armas foi feito juntamente com a bandeira pelo mesmo D. Jackson Prado.

### Relações externas
Os primeiros visitantes ilustres de Feira de Santana de que se tem notícia foram os naturalistas alemães Johann Baptist von Spix e Carl Friedrich Philip von Martius, que estiveram no então vilarejo de Sant ́Anna dos Olhos D'água em 1819 a convite da Princesa Leopoldina. Ambos registraram a visita no seu famoso livro Viagem pelo Brasil. O livro foi levantamento inédito da biodiversidade brasileira, até hoje é tema de séries, exposições e estudos principalmente botânicos.
Em 1878, o engenheiro alemão Julius Naeher passou dois dias em Feira de Santana, com sua esposa Eugenie. A cidade na época tinha 1.116 edificações. A visita é relatada no capítulo Uma viagem a cavalo a Feira de Santana, que faz parte do livro Uma viagem à Bahia da segunda metade do século XIX, de Osvaldo Augusto Teixeira . Na ocasião, Naeher pintou uma aquarela retratando o comércio de cavalos na cidade, onde aparece ao fundo, a Serra de São José das Itapororocas.
Em 1962, o casal francês Jean-Paul Sartre, filósofo, escritor e crítico, e Simone de Beauvoir, escritora, filosofa e feminista visitaram Feira de Santana, o casal veio a convite de Jorge Amado para conhecer o Campo do Gado, então no atual bairro São João da Escócia, nas imediações do Boulevard Shopping, a feira livre da cidade e a Feira de Arte Total. Sartre e Simone viram vaqueiros e feirantes. A visita dos ativistas foi considerada um dos mais importantes acontecimentos culturais não só da época como de todos os tempos em Feira de Santana.
Em 2012, Feira de Santana recebeu pela segunda vez a visita do cônsul Norte Americano Alfred Boll, que apresentou as intenções norte-americanas na Região Metropolitana de Feira de Santana. Com o tema "Fazendo Negócios com os Estados Unidos", e ainda teve a participação do representante do Departamento Comercial do Governo Americano, Renato Sabaine. O interesse norte-americano pela Bahia, especialmente por Feira de Santana, só reforça o momento de crescimento econômico pelo qual a cidade passa, nos campos econômico, cultural, desportivo e comercial. Boll ainda afirmou que os Estados Unidos reconhecem Feira de Santana como uma das principais cidades do Brasil, garantindo possibilidade de intercâmbios de estudantes, professores e profissionais técnico-administrativos. Para o setor empresarial, há perspectivas para realização de investimentos americanos em Feira de Santana, e a abertura de mercado para setores produtivos da região. O encontro reforçou as relações políticas e econômicas entre Feira de Santana e os Estados Unidos.
Em 2013 Feira de Santana recebeu a visita da blogueira Cubana Yoani Sánchez. Em 2007 ela começou trabalhos para divulgar críticas ao sistema político de Cuba. Em 2012 ela recebeu passagens doadas por um grupo de feirenses que em visita a Cuba incentivou ela a vir ao Brasil, sendo o primeiro país visitado pela jornalista cubana. Em 18 de fevereiro de 2013 Yoani chega em Feira de Santana para o lançamento do documentário "Conexão Cuba-Honduras", juntamente com o cineasta Dado Galvão e o senador da república Eduardo Suplicy. O primeiro encontro foi no Museu Parque do Saber na noite do dia 18 de fevereiro, e o segundo apenas para jornalistas no teatro da CDL, dia 19, e a noite um debate livre ao público no espaço Olympo no campus da Faculdade UNEF. A cubana foi recebida com intensos protestos de grupos de estudantes pró-Cuba, o protesto foi tão intenso o que impediu o lançamento do documentário. Os estudantes gritavam, vaiavam, e diziam palavras de ordem. A noite, em seu blog, Yoani escreveu sobre os acontecimentos em Feira de Santana: O piquete de extremistas que impediu a projeção do filme de Dado Galvão em Feira de Santana era algo mais do que uma soma de adeptos incondicionais do governo cubano... Repetiam um roteiro idêntico e guiado, sem ter a menor intenção de escutar a réplica que eu poderia lhes dar. Gritavam, interrompiam, num momento tornaram-se violentos e de vez em quando exibiam um coro de palavras de ordem dessas que já não são ditas nem em Cuba. Feira de Santana foi a primeira cidade do mundo a receber a sua visita.
Em 2013 Feira de Santana foi apresentada como campo de investimento na Espanha, a expectativa da prefeitura é de a longo prazo atrair investimentos de diversos setores da indústria Espanhola para Feira de Santana. Após fazer geminação com a cidade chinesa de Linyi, Feira de Santana se tornou alvo importante na Bahia para atração de investimentos chineses na área comercial, industrial e de tecnologia.

### Cidades-irmãs
- Linyi, China
- Campinas, Brasil

## Subdivisões

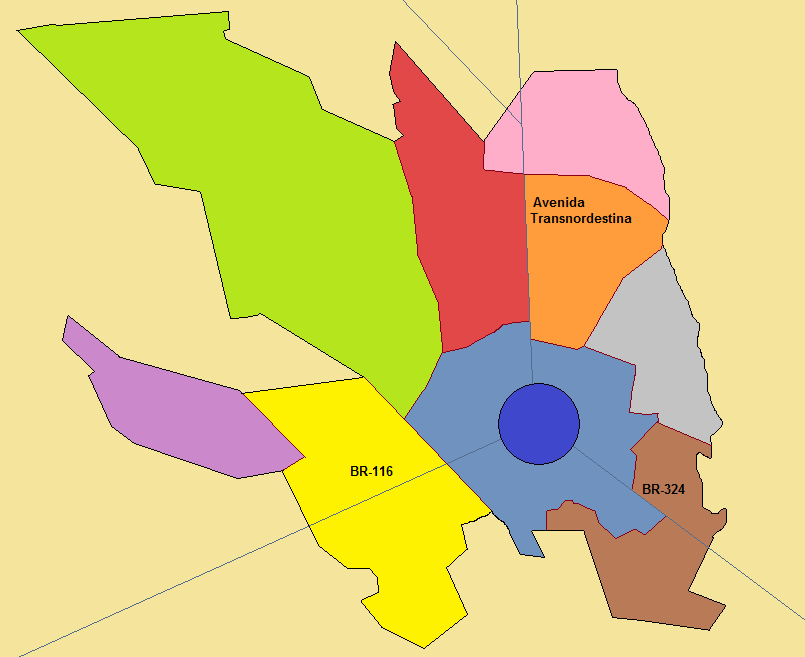
Mapa dos noves distritos em diferentes cores. A Região Central cor azul. Matinha cor Laranja, Tiquaruçu cor rosa, Jaguara cor verde, Governador João Durval Carneiro (Ipuaçu) cor amarela, Bonfim de Feira cor lilás, Humildes cor marrom, Jaíba cor cinza e Maria Quitéria cor vermelho.

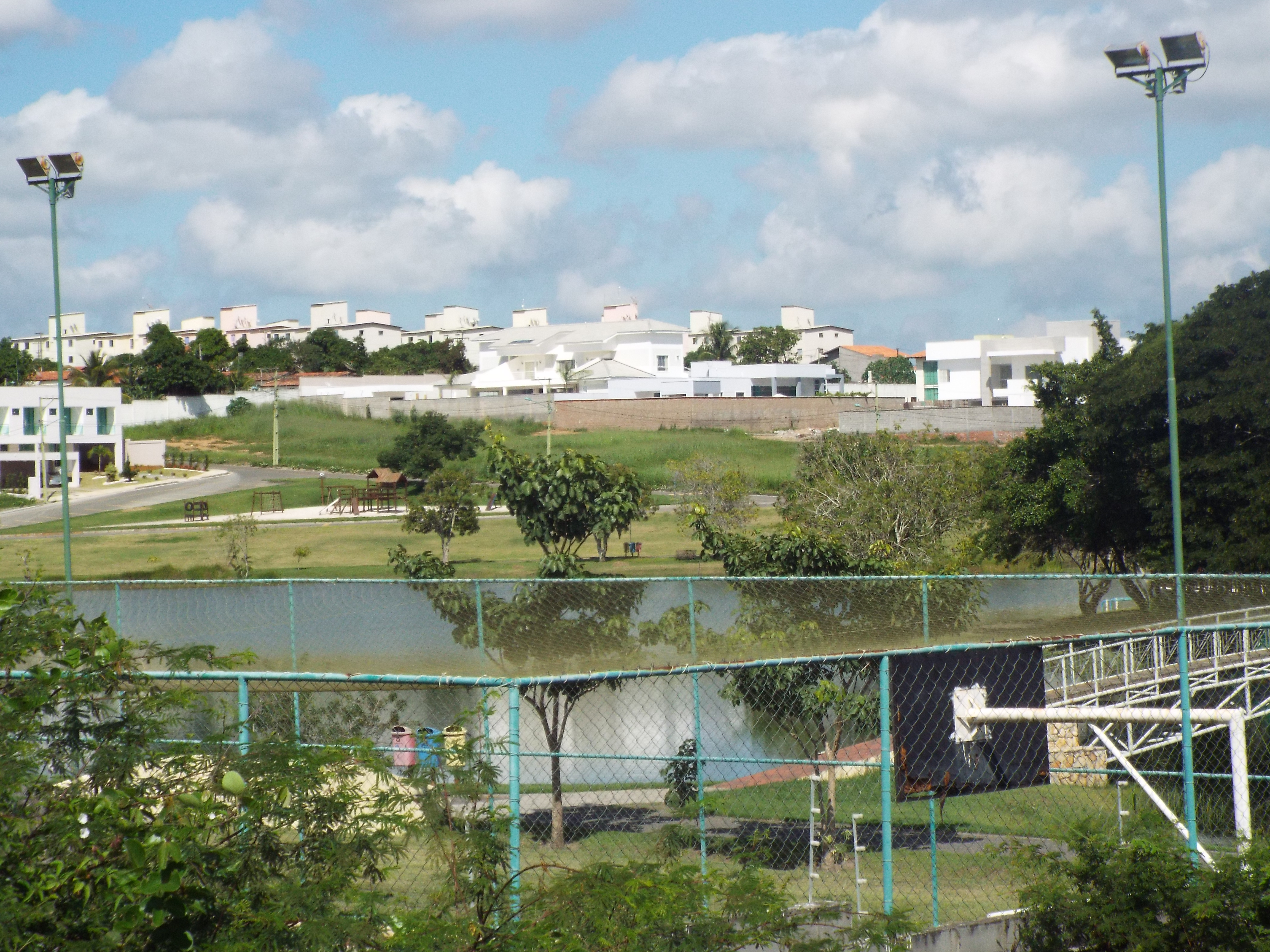
Condomínio Lagune Ville, no bairro Papagaio

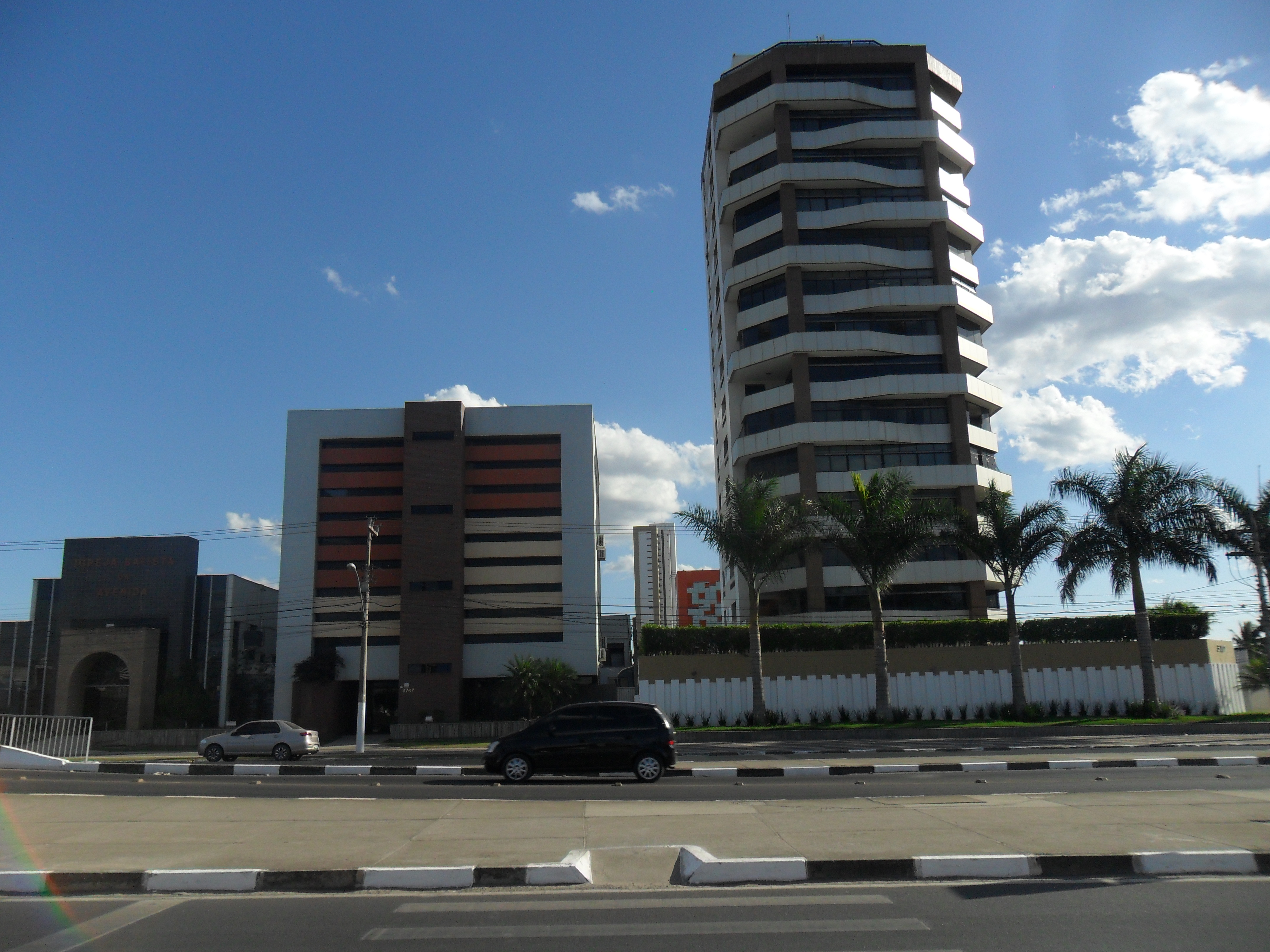
Portal das mansões, final da avenida Getúlio Vargas

Feira de Santana é dividida em bairros, sub-bairros e distritos. Existe até uma marchinha popular na cidade, que é: Eu tinha uma Asa Branca que fugiu do Aviário, hoje sobrevoa o Aeroporto e sempre pousa nas galhas das Baraúnas, em cujas sombras estaciono a minha Brasília.
Os bairros mais populosos da cidade são: Tomba, Campo Limpo, Muchila, Conceição, Brasília, Mangabeira, Calumbi, Queimadinha, Gabriela e Parque Ipê.
A cidade também possui vários conjuntos habitacionais com o prenome Feira, são eles: Feira IV (pertencente ao bairro Pedra do Descanso), Feira V (pertencente ao bairro Mangabeira), Feira VI (pertencente ao bairro Campo Limpo), Feira VII (pertencente ao bairro Tomba), Feira IX (pertencente ao bairro Calumbi) e Feira X (pertencente ao bairro Muchila).
A cidade conta com numerosos bairros e sub-bairros de classe média alta e nobre, entre eles estão: Tomba, Santa Mônica, Vale do Jacuípe, Santa Mônica 2, Muchila, Parque Getúlio Vargas, SIM, Brasília, Ponto Central, Capuchinhos, Kalilândia, Serraria Brasil, Vila Olímpia, entre outros.
Entre os bairros e sub-bairros de classe média, destacam-se: Panorama, Conjunto Jomafa, Conjunto Luís Eduardo Magalhães, Jardim Cruzeiro, Conceição, Sobradinho, Cidade Nova, Conjunto João Paulo II, Parque Viver, Pampalona, Asa Branca, Eucalipto, Feira X, Conjunto Feira IV, Conjunto Feira V, Conjunto Feira VI, Conjunto Feira VII, Conjunto Feira IX, Cruzeiro, Queimadinha, Coronel José Pinto, São João da Escócia, Jardim Acácia, Campo Limpo, Parque Ipê, Baraúnas, entre outros.
Entre os bairros pobres, destacam-se: Conjunto George Américo, Conjunto Viveiros, Conjunto Jussara, Gabriela II, Gabriela III, Conjunto Bom Viver, Parque Lagoa do Subaé, Queimadinha (região de invasão da Lagoa do Prato Raso), partes do bairro Baraúnas, Nova Esperança, Rua Nova, Pedra do Descanso, expansão do Conjunto Feira IX, Três Riachos, entre outros.
Bairros Industriais: CIS Tomba, CIS BR 324 e CIS Norte
A cidade conta também com centenas e numerosos condomínios residenciais fechados localizados em todos os cantos da cidade, os condomínios já mudaram completamente a paisagem urbana do município. O Vila Olímpia, por exemplo, localizado na zona oeste, é inteiramente formado por um conjunto de condomínios fechados; os bairros Mangabeira e Alto do Papagaio possuem numerosos condomínios residenciais, muitos deles de alto luxo como o Rio São Francisco e Bella Vittá. Na região conhecida como Agrovila, pertencente ao bairro Mangabeira, e no bairro Conceição há numerosos conjuntos e condomínios populares do Programa Habitacional Minha Casa, Minha Vida. De longe, o bairro SIM é a maior frente imobiliária do município; o bairro, localizado na zona leste, possui dezenas de condomínios ao longo da Avenida Artêmia Pires, com destaque para o Terra Nova I e II Rodobens; entre os de alto padrão, tem a Reserva Guyrá e o Village Damha I e II, este último da Damha Urbanizadora, presente em vários estados do país e pioneira na Bahia. Há também os luxuosos condomínios da Alphaville I e II na zona oeste da cidade localizado no bairro Vale do Jacuípe, próximo ao rio do mesmo nome. Com uma Mancha Urbana formada predominantemente por casas residenciais, Feira de Santana não possui uma grande aglomeração de prédios, o que é incomum para uma cidade do seu porte e até para cidades com metade de sua população. Porém, forma uma característica urbana única no país para uma cidade do seu tamanho.
Feira de Santana possui oito distritos, os quais são: Bonfim de Feira (oeste), Governador João Durval Carneiro (oeste), Humildes (leste), Jaguara (norte), Jaíba (leste), Maria Quitéria (norte), Matinha (norte) e Tiquaruçu (norte). Os distritos mais populosos são Maria Quitéria, com mais de 15 mil habitantes e Humildes com cerca de 14,5 mil habitantes, e os menos populosos são Bonfim de Feira e Governador João Durval, ambos com cerca de 4000 habitantes.

## Economia

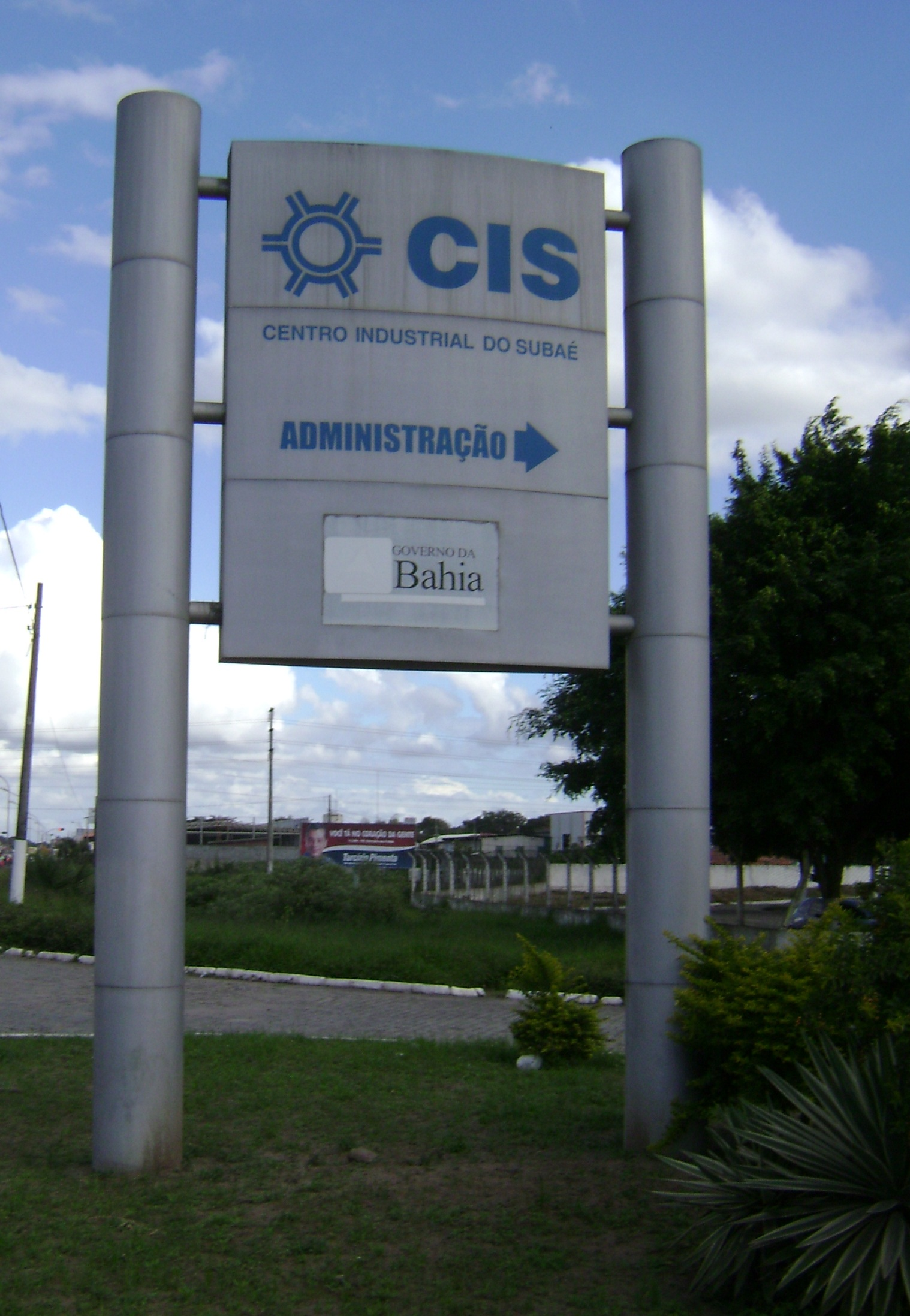
Inscrição na entrada do Centro Industrial de Subaé(CIS Tomba).

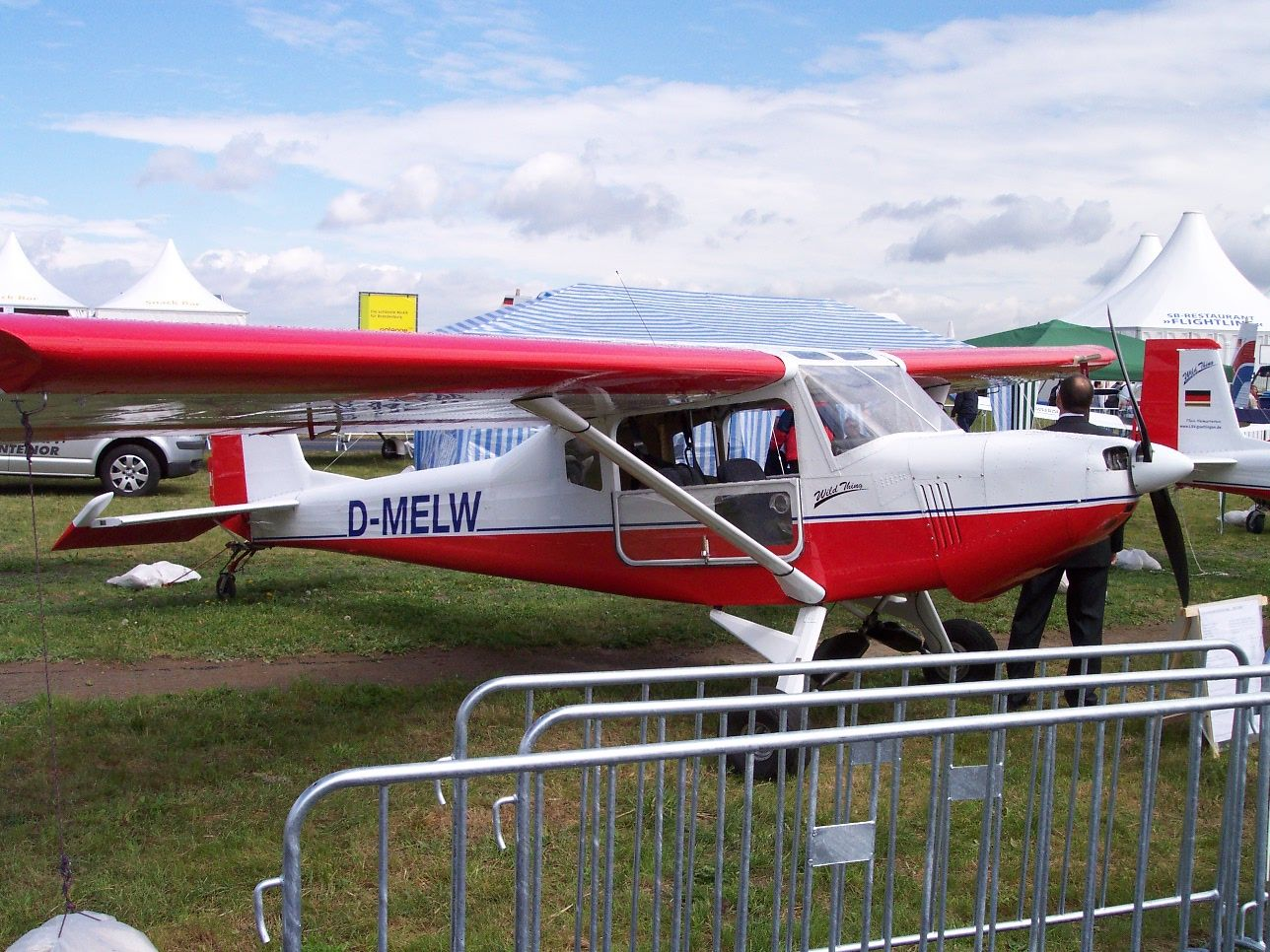
Aviões ultraleves e monomotores são produzidos pela Paradise em Feira de Santana.

O município é o segundo maior centro urbano da Bahia, o maior do interior do Norte-Nordeste e um dos mais importantes do país. Feira de Santana como cidade grande de nível médio metropolitana, assim definida pelo IBGE, durante boa parte de sua história, atuava como parte de um sistema urbano primaz, dependente de Salvador, a partir da segunda metade do século XX a cidade passou a ser um polo de atividades econômicas e sociais, passando a exercer influencia sobre centenas de municípios da região. Em 2016 Feira de Santana possuía um PIB de R$ 13 107 354 bilhões de reais, sendo o município com maior PIB do interior do Nordeste do Brasil.
O comércio é o principal motor da economia Feirense, responsável por grande parte de seu produto interno bruto, desde de suas origens a cidade ainda mantém as tradições comerciais muito fortes.
A indústria vem em segundo lugar, responsável por uma parcela importante do PIB municipal, a cidade conta com dois grandes pólos industriais: CIS Tomba e CIS BR 324, e está prestes a receber o CIS Norte, possui milhares de fabricas não apenas nos pólos, mas espalhados por diversos cantos da cidade. A indústria de Feira de Santana é bastante diversificada e se destaca na produção de diversos produtos como: alimentícios, material de transporte, materiais elétricos, mecânica, química, utensílios domésticos, vestuário, têxtil, móveis, máquinas e equipamentos, autopeças, bebidas, papel e papelão, e aeronáutico.
A agricultura é responsável por apenas uma pequena parcela da economia da cidade, a população rural é pequena, mas produz uma quantidade significativa de produtos, a cidade possui um grande rebanho bovino, a praça de Feira de Santana figura entre as cinco maiores do Brasil em volume de negócios, obviamente devido a sua forte vocação pecuária que remonta desde a sua fundação. Feira de Santana se destaca na criação de asininos (1ª posição nacional), equinos e coelhos (2ª posição nacional), a cidade é também grande produtora de frangos, ovos e leite.
Feira de Santana é uma cidade de atração demográfica, polo educacional, de geração de emprego, renda, e de grandes oportunidades de negócios em todos os setores de atividades econômicas, principalmente no imobiliário, comercial e industrial. Está em implantação o pólo de logística, onde atenderá a demanda de todo o Norte e Nordeste do país, além de outras regiões do mesmo, o município de Feira de Santana também conta com boa infra-estrutura e concentra todos os investimentos de ampliação e implantação dos principais suportes econômicos, o comércio, os serviços e a indústria de transformação. Feira de Santana exerce papel proeminente em uma ampla região da Bahia pelo fato de possuir uma importante economia de aglomeração e se constituir em um entroncamento por onde circulam mercadorias oriundas do Sul/Sudeste do Brasil para o Nordeste e vice-versa e das várias regiões do próprio Estado. Segundo o censo empresarial, existem mais de 4.292 estabelecimentos na cidade, sendo 81,4% deles de varejo e 18,6% de atacado, gerando 23.207 empregos diretos e mais de 75 mil indiretos e sua participação no PIB brasileiro cresceu 21,19% nos últimos anos. O município é o terceiro maior arrecadador de ICMS do Estado da Bahia e o segundo maior no ranking IPC na Bahia, o maior do interior do Norte/Nordeste e Centro Oeste e o 47º do Brasil com um consumo de mais de 10 bilhões ao ano (2015), com PIB per - capita/ano de R$ 19.172,47 e PIB total de R$ 11.733.553 bilhões, é o município mais rico de todo interior da região Nordeste, e único acima de 10 bilhões, o 3º mais rico da Bahia, o 12º mais rico do Nordeste, e o 69º mais rico do país.

### Industrialização

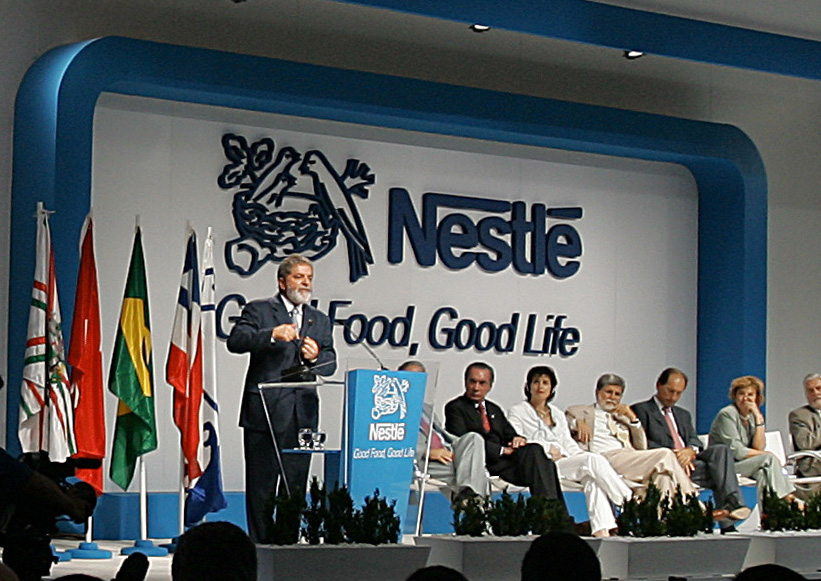
O Ex-Presidente Lula da Silva inaugura fábrica da Nestle no CIS BR 324 em Feira de Santana em 2007.

O município recebeu uma intensa industrialização a partir da década de 1970, quando houve um grande crescimento da indústria automobilística no Brasil, ao mesmo tempo que a população da cidade crescia em demasia. O entroncamento viário (eixo das BRs 101, 116 e 324) e baixo custo das terras (se comparado com Salvador) atraiu diversas empresas industriais, que acabaram por formar o Centro Industrial de Subaé (CIS) e o Centro das Indústrias de Feira de Santana (CIFS).
A principal região industrial de Feira de Santana é o Centro Industrial de Subaé (CIS), localizados no bairro Tomba e na BR-324, considerado um três maiores centros industriais da Bahia, atrás apenas do Polo de Camaçari e o Centro Industrial de Aratu em Simões Filho/Candeias. O local atrai grandes empresas por conta de incentivos fiscais, por conta dos baixos salários que um trabalhador baiano recebe em relação aos das regiões Sul e Sudeste, e pela localização privilegiada (fica em rotas comerciais próximas ao Sudeste). Feira de Santana também é o primeiro município do interior (ou seja, cidade não capital) do nordeste a abrigar uma unidade da Defensoria Pública da União. A indústria de Feira de Santana é bastante diversificada e se destaca na produção de diversos produtos como: alimentícios, material de transporte, materiais elétricos, mecânica, química, utensílios domésticos, vestuário, têxtil, móveis, máquinas e equipamentos, autopeças, bebidas, papel e papelão, e até aeronáutico.
A cidade está situada em uma área industrial que se estende desde o litoral ao Agreste entre o Centro Industrial do Subaé e o Centro Industrial de Camaçari. Após esta zona industrial receber corporações como a Dagris, a Petrobras e a Brasil Ecodiesel, a empresa Orbitrade, que é o maior produtor de mamona do Brasil, também abriu um complexo industrial para produção de biodiesel no município feirense. Feira de Santana é sede da Paradise Indústria Aeronáutica, que produz aviões de pequeno porte e ultraleves, a maior parte da produção é exportada principalmente para os Estados Unidos, Austrália e África do Sul.
A cidade conta com unidades da Pirelli Pneus, Jossan da Bahia, Vipal Borrachas, Seara Alimentos, Brasfrut, Nestlé, Refrigerantes da Bahia, Coca Cola, Locarpe Embalagens, Parmalat, Avigro, Scandinavian Furniture, Denver Impermeabilizantes, Perdigão, Avipal Nordeste, Klabin, Mondial, Acelor, Vonder, PepsiCo, Paradise, Belgo Bekaert, Rigesa, Orbitrade, G-Ligth, Placo, Tama, entre muitas outras empresas, além de centros de distribuição de bebidas como a Itaipava, Burn, e AmBev que distribui marcas como Skol, Brahma, Budweiser, Stella Artois, entre outras. A cidade tem como hidrelétrica mais próxima a Barragem da Pedra do Cavalo, no Rio Paraguaçu.
Feira de Santana está próxima de receber seu terceiro grande centro industrial, com a criação do chamado CIS Norte, as margens da BR 116 norte a partir do bairro Novo Horizonte até os limites com o município de Santa Bárbara, está também em formação um grande polo logístico, que será o maior do Norte/Nordeste.

## Turismo e lazer

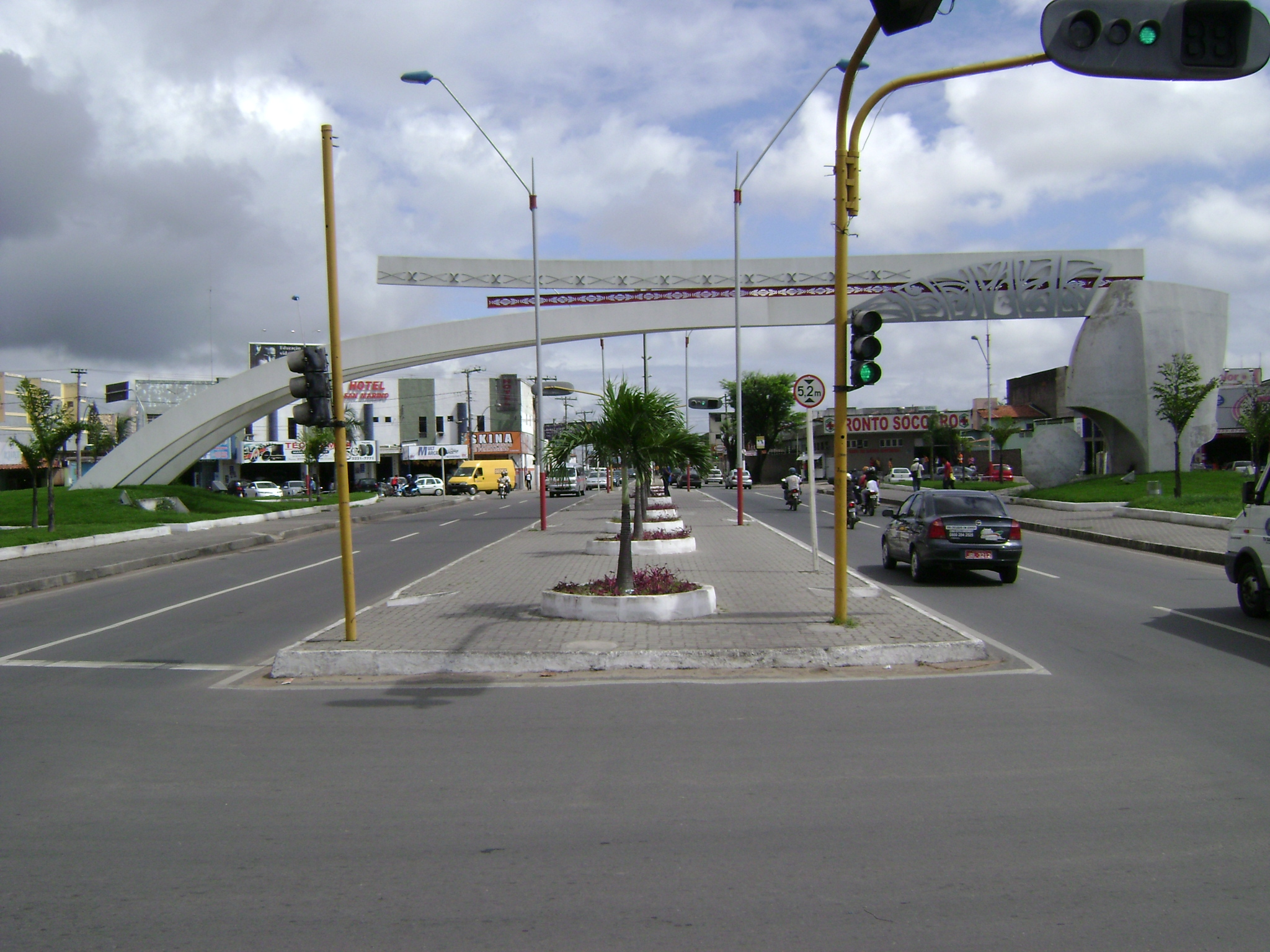
Um dos locais turísticos, o Monumento ao Caminhoneiro, fica na Avenida Presidente Dutra e é rodeado por bares, vendedores ambulantes, e casas de artesanato.

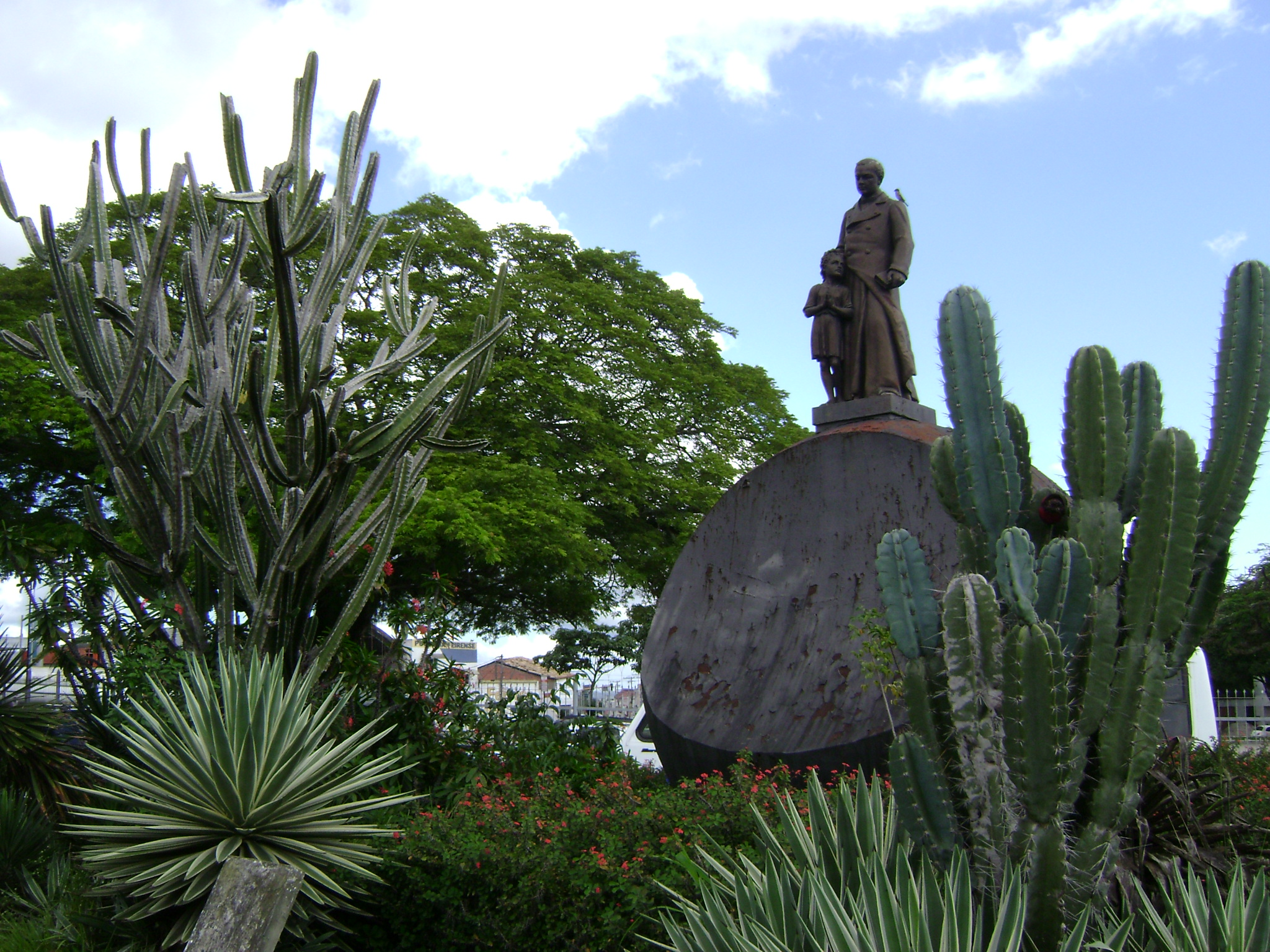
Monumento na praça da Matriz

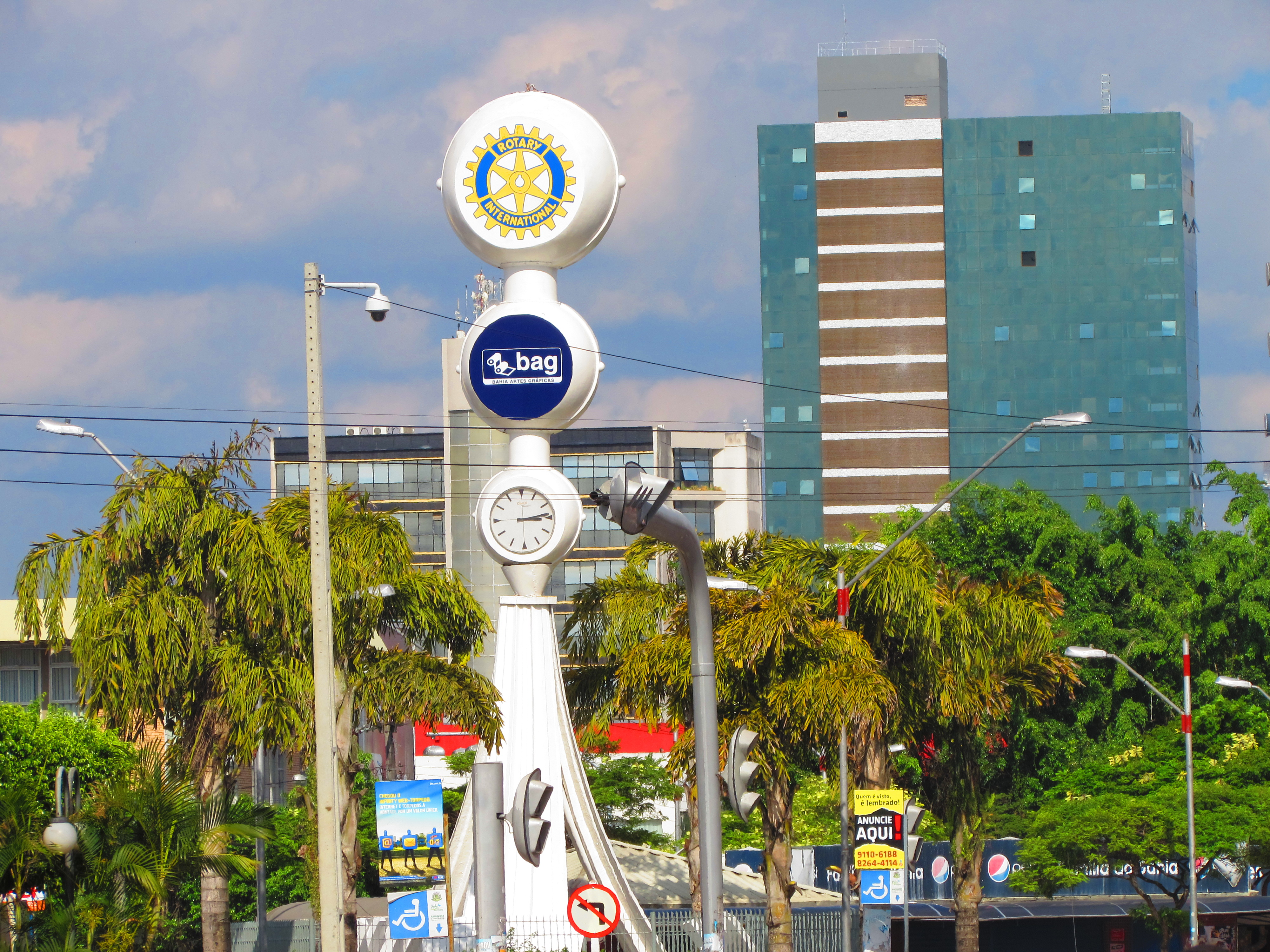
Relógio Rotary

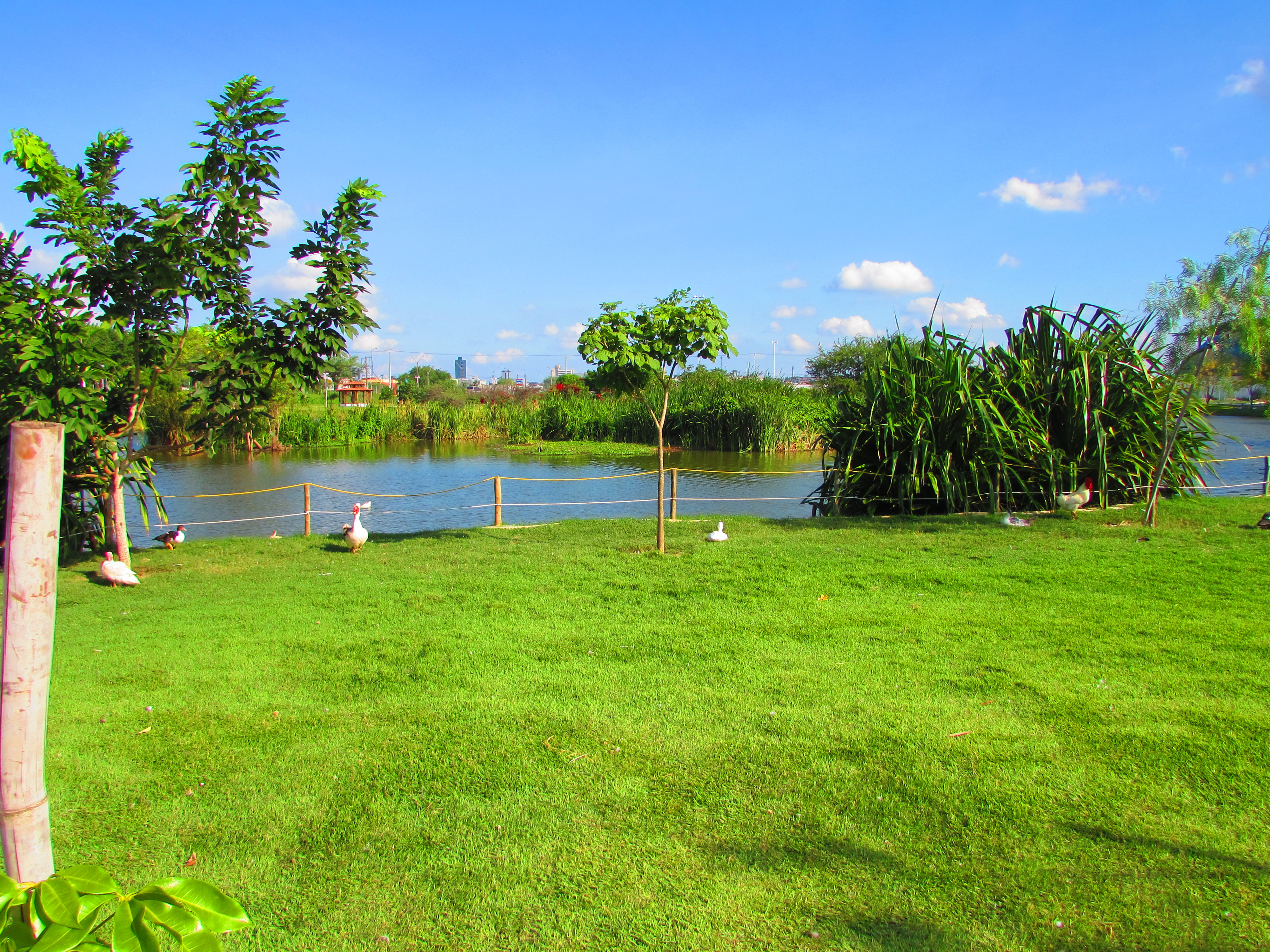
Parque da Lagoa

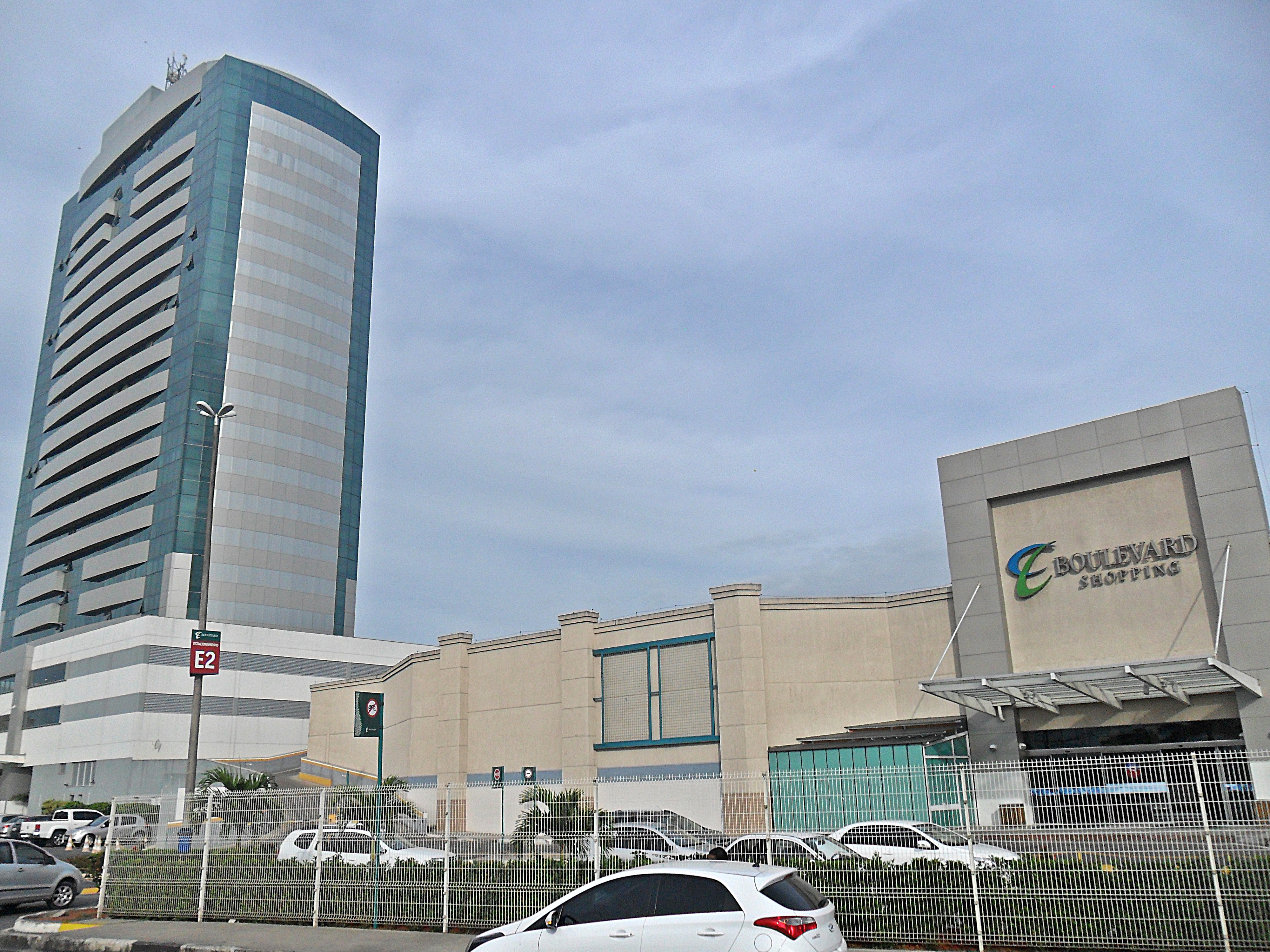
Shopping Boulevard Feira de Santana

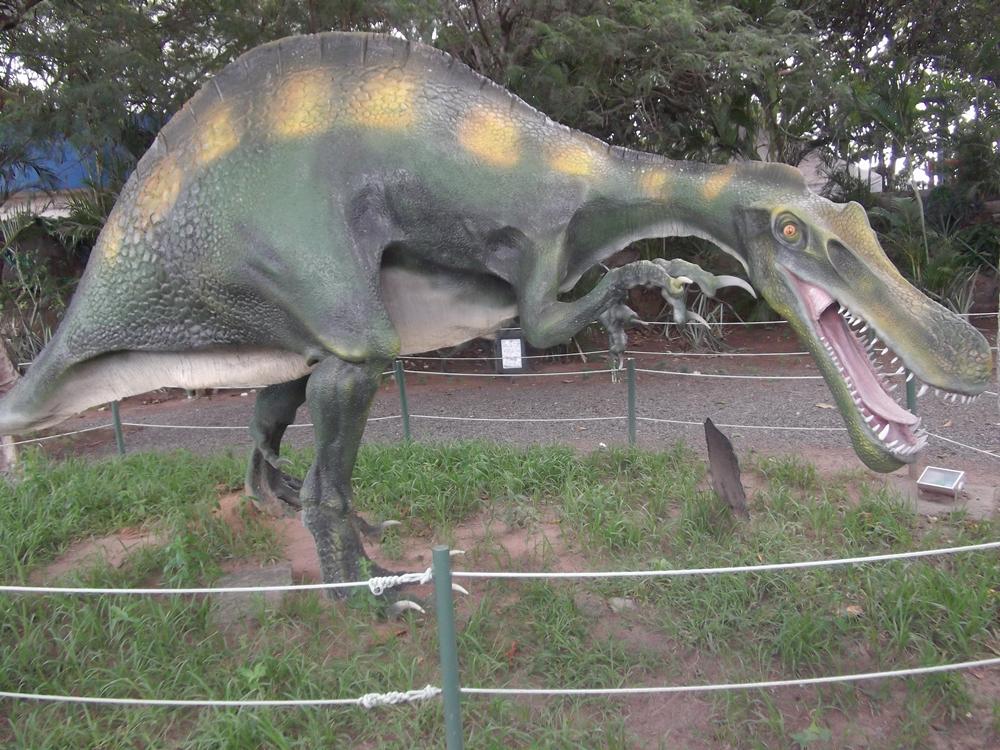
Réplica de dinossauro no Observatório Antares, lá existem dezenas de réplicas de animais pré históricos que viveram no Brasil, incluindo além dos dinossauros, grandes mamíferos.

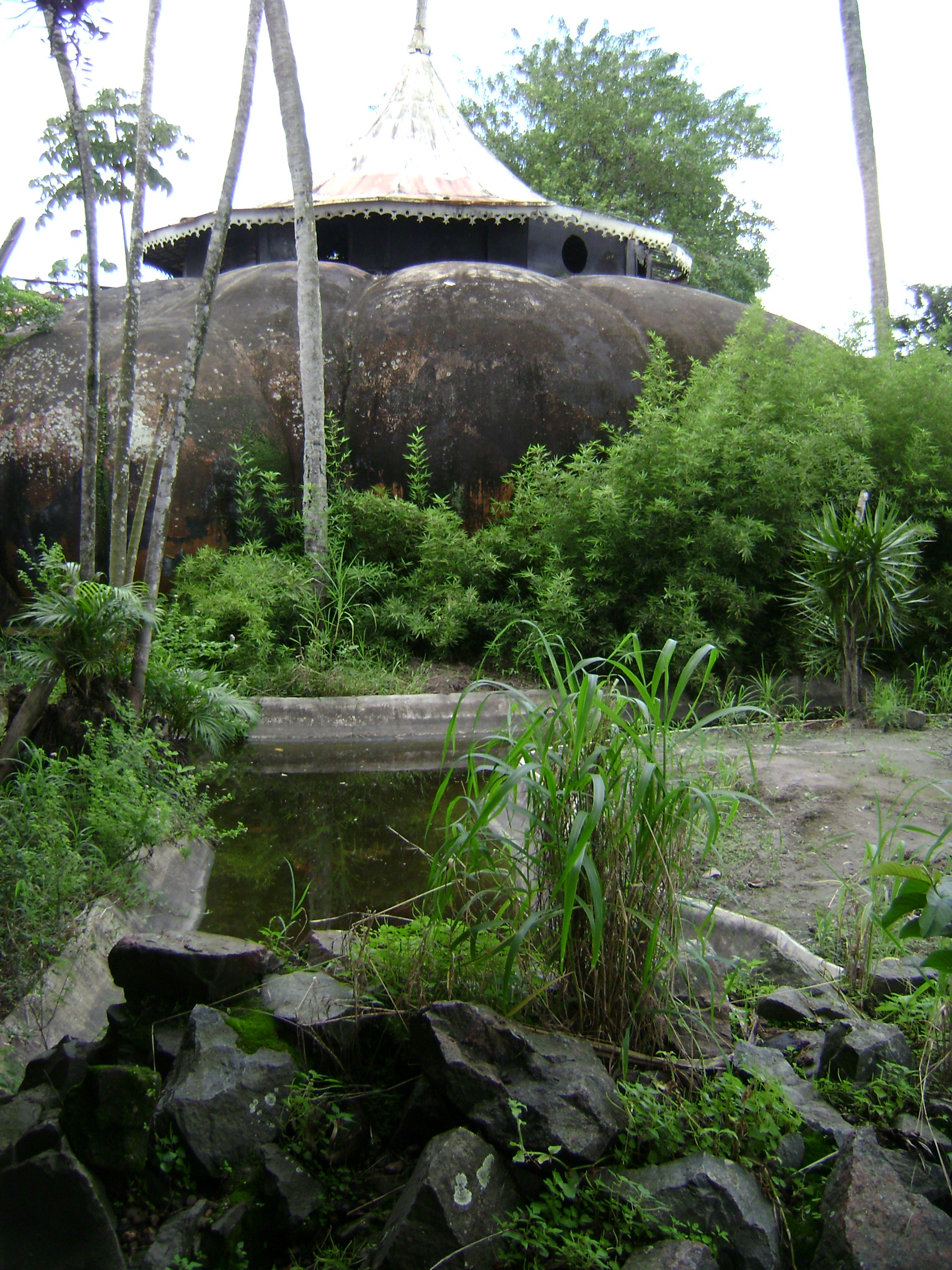
Abóbora Gigante no Centro de Cultura Amélio Amorim.

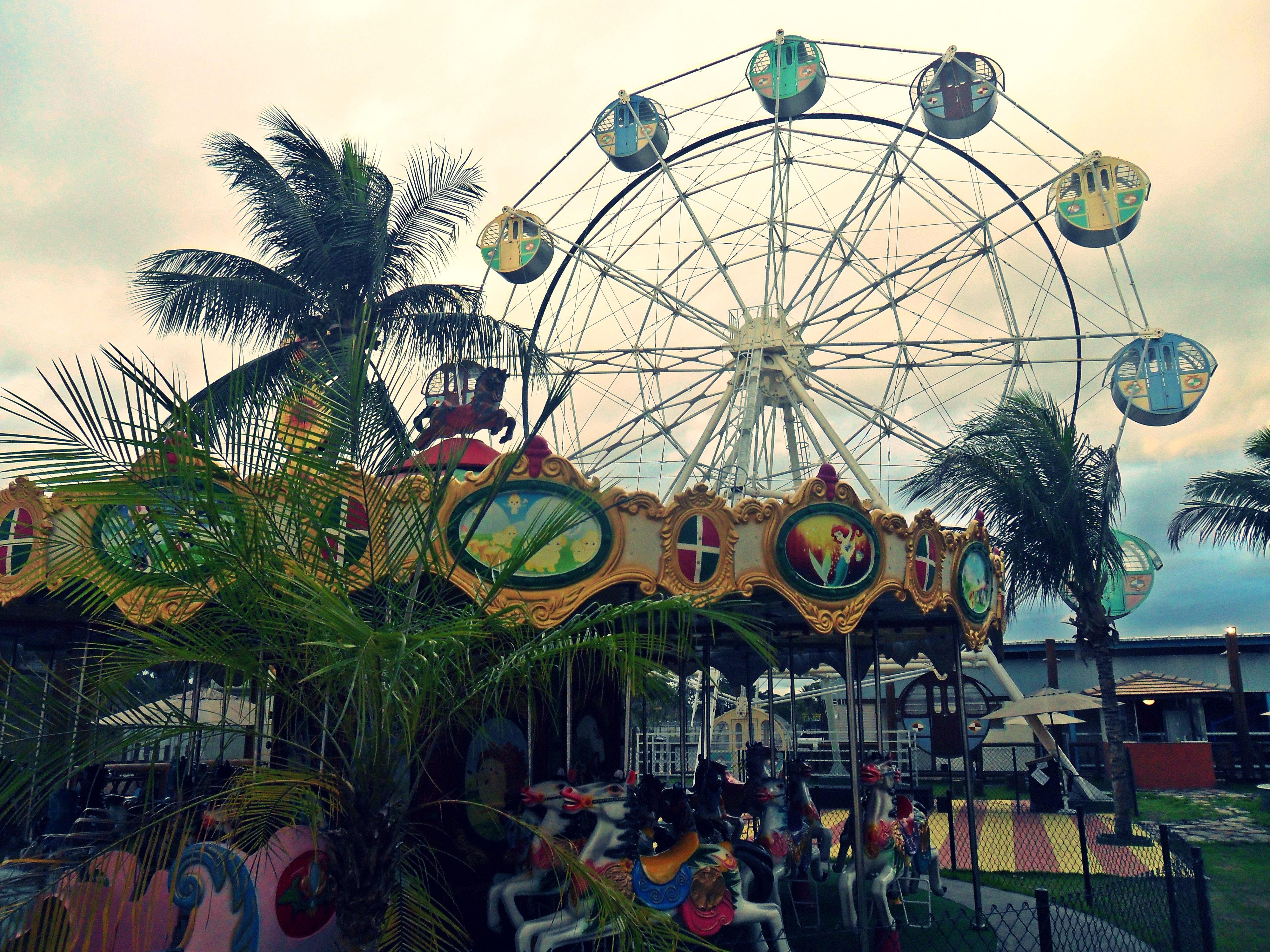
Parque de diversões no shopping América Outlet.

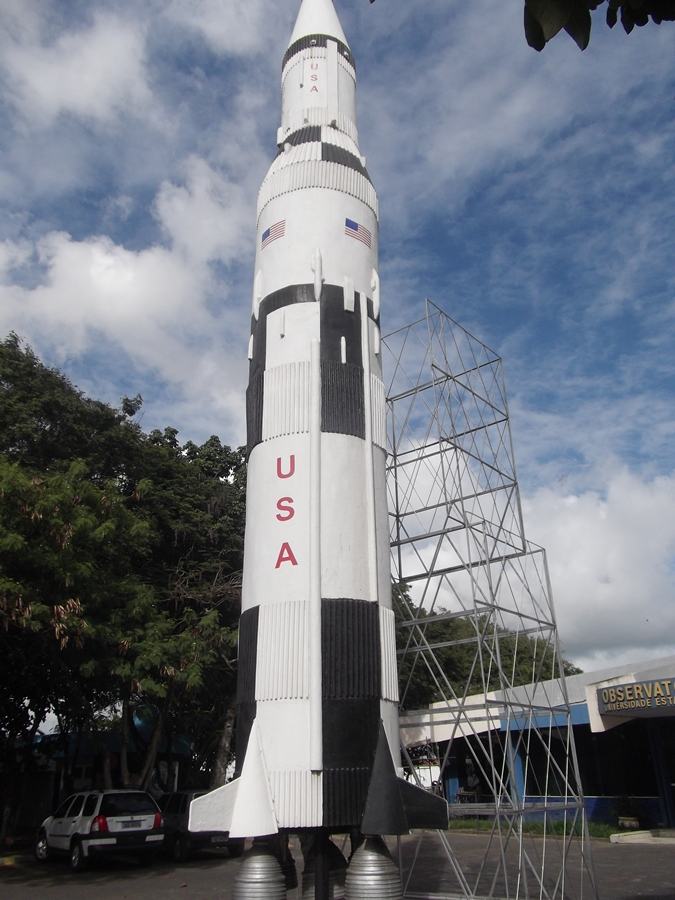
Réplica de foguete da NASA no Observatório Antares.

Feira de Santana é famosa também por suas festas típicas, como a da Senhora Sant'Ana (padroeira da cidade), na segunda quinzena de julho, com bumba-meu-boi, segura-a-véia, burrinha e outros folguedos populares; a Micareta, conhecida como Carnaval fora de época, comemorada na cidade 15 dias após a Páscoa; o Festival de Violeiros, em setembro; e a Corrida de Jegues, em novembro. A cidade tem como principais pontos turísticos a estátua do "Vaqueiro", símbolo que representa a cidade, já que foi fundada originalmente por vaqueiros que atravessavam aquela região levando seus gados; a Igreja Senhor do Passos, localizada no centro da cidade, e uma das maiores da região; o Mercado de Arte, (vale lembrar que o Mercado de Arte antes de ser o famoso Centro cultural da cidade foi o grande centro de comercialização de todos os produtos se constituindo na maior feira livre do Nordeste logo se transferindo para o Centro de Abastecimento), local onde são exibidos e comercializados produtos artesanais, produzidos por artistas da cidade e proximidades; o "Feiraguai", espécie de centro comercial, composto por centenas de camelôs, que comercializam produtos importados como eletroeletrônicos, roupas, calçados, brinquedos, artigos para casa e escritório e outros, que em sua maioria são importados do China; o Observatório Astronômico Antares, situado no bairro do Jardim Cruzeiro e administrado pela UEFS, As Igrejas Senhor dos Passos (em estilo gótico), Nossa Senhora dos Remédios e a Catedral de Santana (Matriz), monumento à heroína Maria Quitéria, e o Paço Municipal. O evento "Natal Encantado", assim como a Micareta, também é um evento de grande visibilidade na cidade de Feira de Santana.

### Turismo comercial e financeiro
Considerado como o principal entroncamento rodoviário do Norte/Nordeste brasileiro, Feira de Santana possui classificação turística B, do Ministério do Turismo, ficando num grupo seleto de 167 municípios brasileiros que se destacam com uma média de 458 empregos formais de hospedagem e uma estimativa turística de 7,5 mil turistas internacionais e 135,8 mil domésticos, estando assim entre as cidades turísticas mais importantes do país. Feira de Santana se destaca na sua estrutura hoteleira, restaurantes, bares e principalmente no turismo de negócios. Além das famosas transações comerciais que dão nome à cidade, Feira de Santana traz nas raízes muitos elementos da cultura sertaneja, como a culinária.
A zona turística Caminhos do Sertão é uma faixa entre os municípios de Feira de Santana e Euclides da Cunha, onde ficam locadas regiões de mesmas características semelhantes, como o clima, a vegetação, o relevo e aspectos culturais. No município, o que é mais explorado são os aspectos comerciais, tanto de produtos regionais como de produtos de interesse geral, Feira é como uma “Meca” dos negócios, é uma cidade de apoio e com um fator histórico fantástico e todo o caminho do sertão simboliza muito da cultura e hospitalidade sertaneja.
Isso está tão inserido na cultura local, que os pontos turísticos mais visitados na cidade são os relacionados ao comércio, a exemplo do Centro de Abastecimento, do Mercado de Arte e o Feiraguai. Feira é conhecida como miniatura de São Paulo, onde muitos não vão para lazer, e Feira tem a mesma característica, onde as pessoas chegam para trabalhar e para fazer negócios.

#### Micareta de Feira
Micareta é o nome que no Brasil é denominado o "carnaval fora de época". O nome micareta deriva-se de uma festa francesa, Mi-carême, e desde os anos noventa vem se espalhando por várias capitais e cidades brasileiras. Micarême era uma festa que acontecia na França, desde o século XV, em meio ao período de quarenta dias de penitência da Igreja Católica. De origem Francesa, a palavra significa literalmente "meio da quaresma".
A Micareta de Feira é a primeira da História, foi criada em 1937 por um grupo de feirenses inconformados pela não realização do Carnaval, impossibilitado por fortes chuvas. Com o passar do tempo, a festa se tornou uma das maiores manifestações populares do interior da Bahia e do Brasil, a partir do sucesso de sua realização em Feira de Santana. O primeiro dia da Micareta de Feira de Santana ocorreu no dia 27 de março de 1937, com diversos bailes nos tradicionais clubes da cidade e nas sedes das filarmônicas feirenses, sendo as principais a 25 de Março e Vitória. Grupos folclóricos e bandinhas como: Filhos do Sol, As Melindrosas, Zé Pereira, Cruz Vermelha, Flor do Carnaval, entre outros, animavam as vias do centro da cidade onde os foliões desfilavam com suas fantasias ou mascarados.
A festa teve como palco inicial as ruas Conselheiro Franco - antiga rua Direita - Tertuliano Carneiro e tinha como ponto central as Praças da Bandeira e João Pedreira onde foi coroada, pelas autoridades da época, a primeira Rainha da Micareta que foi a foliã Eunira Boaventura, acompanhada de suas princesas. A escolha da rainha e princesas aconteceu através de uma acirrada, mas agradável disputa. Era um verdadeiro concurso de Miss. O rei Momo, a princípio, era o do carnaval de Salvador. Só em 1975 que ocorreu a primeira disputa para quem teria a honra de ficar com chaves da cidade durante os três dias de folia.
Só em 1954 que houve a primeira participação de um trio elétrico, o Patury, criado por Péricles Soledade em parceria com José Urbano Cerqueira, um fabricante de instrumentos da época. O sucesso do “trio Patury” foi tão grande que nos anos seguintes outros trios de Salvador – Tapajós, Jacaré, Ypiranga – foram convidados para animar a festa.
Há alguns anos o circuito da Micareta foi transferido do centro da cidade para a avenida Presidente Dutra, que ganhou o nome de “Circuito Maneca Ferreira”. A Micareta de Feira de Santana, além de ser uma festa lúdica é também uma grande fonte de negócios onde restaurantes, hotéis e o comércio em geral, têm sua demanda aquecida.
A micareta de Feira ainda é considerado a principal do Brasil atrai em 4 dias oficiais de festa 1,5 milhões de foliões, embora receba muitas críticas devido a pouca inovação, por ser muito semelhante ao carnaval de Salvador e as atrações serem repetitivas, a população de Feira quer uma nova reforma na Micareta da cidade, maior atenção da mídia e turistas estrangeiros em maior número.

#### Festas Juninas
Os festejos juninos de Feira de Santana ocorrem de forma fragmentada ao longo do mês de junho com intervalos entre um festejo e outro, por ser uma cidade de cultura predominantemente nordestina/sertaneja, os festejos juninos de Feira são muito tradicionais tornando o município um dos maiores polos de Festa junina da Bahia. O São João em Feira de Santana começa no início do mês de Junho com as chamadas festas paroquiais realizadas pelas paróquias Católicas de cada Bairro da cidade, os chamados Forrós Paroquiais se estendem até meados do mês de Junho, ainda em meados de Junho ocorre o Arraiá do Comercio realizado no centro da cidade dura cerca de uma semana e conta com dezenas de atrações locais e regionais e com um público médio, há também diversos Forrós particulares de várias instituições que são realizados em diversos ambientes da cidade. Entre os dias 21 e 23 de junho ocorre o famoso São João de São José no Distrito de Maria Quitéria e o Arraiá de São Vicente no distrito de Tiquaruçu, ambos eventos contam com grandes atrações e grande público, entre os dias 28 e 30 de Junho ocorre as comemorações de São Pedro nos distritos de Bomfim de Feira, Jaíba e Humildes, o São Pedro de Humildes é um dos mais tradicionais do estado, conta sempre com grandes atrações e grande público.

#### Natal Encantado
Surgiu em 2013 e já se firmou como um dos eventos mais importantes da cidade, o Natal Encantado se caracteriza com a iluminação e muitos enfeites na cidade para as celebrações natalinas. O evento conta com criação de três palcos de apresentações no espaço Marcos Morais, no Paço Municipal e na praça da Matriz, onde se apresentam corais, orquestras sinfônicas, ballet, peças teatrais, dança folclórica, pianistas, lançamento de livros e shows musicais de diversos gêneros, como MPB, Blues, Pop e Rock. O Natal Encantado já tem projeção nacional, atraindo turistas possuindo muitas atrações de várias partes do país e algumas internacionais.

#### Shoppings
Apesar da tradição comercial, Feira de Santana ainda carece de shopping centers, o maior shopping da cidade é o Boulevard Shopping Feira de
Santana, localizado na Avenida João Durval entre as zonas leste e
central da cidade, conta com cerca de 200 lojas e 31.715 m² de ABL, é um dos maiores do interior do Norte-Nordeste, o Boulevard Shopping Feira é o principal espaço de lazer de Feira de Santana, um Shopping funcional e moderno que é referência comercial e de lazer para vários municípios vizinhos, possui salas de cinema 3D, grandes marcas de lojas, um prédio empresarial envidraçado de 21 andares chamado Multiplace, e um Hotel Ibis com cerca de 10 andares integrado ao shopping. Na BR 324 tem o América Outlet, com cerca de 100 lojas, parque de diversões infantil com uma roda gigante de 20 metros, praça de alimentação e grandes marcas de lojas nacionais e internacionais, é o primeiro e único Outlet do interior do Norte-Nordeste. Os demais Shoppings da cidade se destaca o quase falido Shopping Jomafa no centro da cidade, com cerca de 60 lojas, há dezenas de galerias e mini-shoppings no centro como o Luciana Center, Galeria Carmac, Waldy Pitombo, Maria Luísa, Kalilândia Shopping, o Millenium Mall, na Avenida Fraga Maia zona norte da cidade, o famoso Arnold Silva Plaza, um mini Shopping a céu aberto que se destaca como um dos cartões postais da cidade, entre outras galerias.
Há na cidade o Feiraguai, um grande centro de compras com mais de 500 lojas, dedicados a venda de produtos importados e pirateados, geralmente oriundos da China, sendo este o terceiro maior centro de compras desses produtos no país, perdendo apenas para rua 25 de março em São Paulo e a Feira do Paraguai em Brasília. O Feiraguai já se firmou como um grande shopping popular altamente diversificado em produtos, atraindo até mesmo pessoas de outros estados para compras. Desde 2014 há o projeto de um grande Shopping popular que seria construído no Centro de Abastecimento, trata-se de um shopping popular com mais de 1800 lojas/boxes, com o objetivo de abrigar os atuais ambulantes do mercado informal que ocupa o centro da cidade.
Em 2016 iniciaram-se as obras do Park Shopping, o segundo grande shopping center da cidade, localizado na avenida Noide Cerqueira, no bairro SIM, zona leste da cidade, com investimentos de 310 milhões de reais. Está em Obras o Feira Portal Center, um Shopping completo e com 500 lojas/boxes na avenida do Canal, terá um nível de estrutura mais simples que um shopping center tradicional, porém superior a um shopping popular.

#### Áreas verdes
Entre os locais de lazer verdes estão o parque da cidade Frei José Monteiro localizado no Conjunto Fraternidade no extremo sul, é o maior parque da cidade, há o Parque Erivaldo Cerqueira, conhecido como Parque da Lagoa, localizado no bairro Baraúnas as margens da avenida José Falcão, é o mais movimentado da cidade. Está em construção o parque da Lagoa Grande na zona leste da cidade, que promete ser o maior espaço de lazer da cidade, e o parque linear Lopes Rodrigues; há também a represa no distrito de Jaguara. A forte urbanização da cidade que cobriu imensas lagoas, proporciona hoje pouco lazer ligado a áreas verdes, e as margens do rio Jacuípe ainda é pouco explorado para o turismo. Está em obras o Parque da Lagoa Grande, na região leste da cidade, terá um grande lago com orla, equipamentos náuticos, pista de cooper, ciclovia, quadras, quiosques e será o maior parque de lazer do interior da Bahia.

#### Clubes sociais

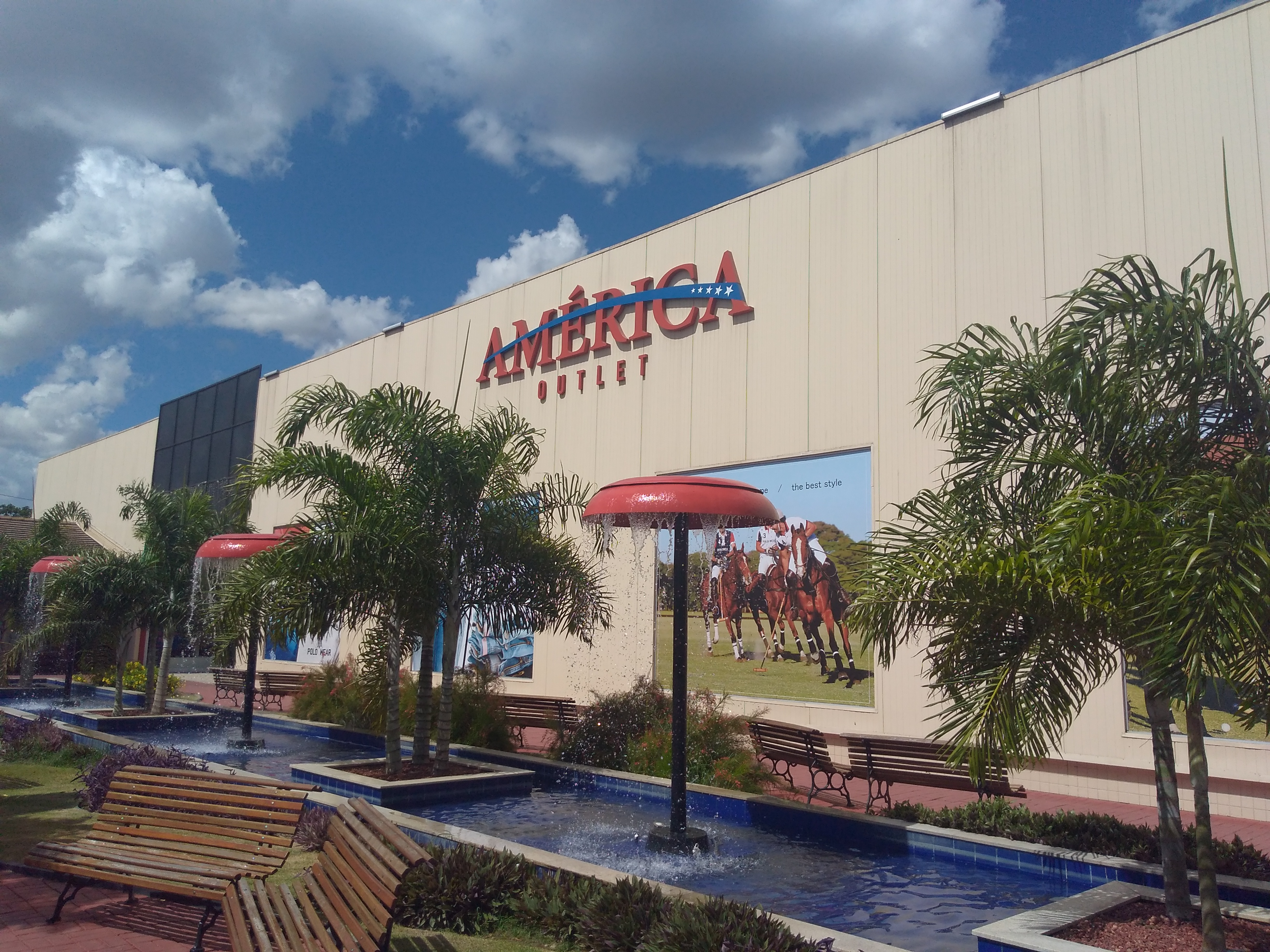
América Outlet Feira de Santana

Feira de Santana possui vários clubes sociais, entre eles estão o Feira Tênis Clube, o mais tradicional da cidade, porém obsoleto, onde passou a funcionar um estacionamento particular. Há também os clubes do SESC, AABB, Adeva, entre outros. O principal clube social da cidade fica localizado na região metropolitana, no município de São Gonçalo dos Campos, o Águas Claras Place Club que mistura club social com um pequeno parque aquático.

### Museus
A cidade possui os seguintes museus: Galeria de Artes Carlo Barbosa, Observatório Astronômico Antares, Museu Casa do Sertão, Museu Regional de Arte, Museu de Arte Contemporânea - MAC, e o Museu Parque do Saber Dival da Silva Pitombo, que é um museu de ciências, que também fala da história e cultura de Feira de Santana. O museu apresenta o Teatro Virtual, cuja tecnologia empregada possibilita a proteção de diversos tipos de vídeos em uma cúpula de 13m de diâmetro, com capacidade para 165 lugares por sessão, além de uma ampla área para exposição, foyer e estacionamento. O equipamento utilizado no Teatro Virtual do Museu Parque do Saber é o ZKP4 Quinto, um sistema de projetores que emprega tecnologia de feixe de fibra ótica, laser, lente e processamento de imagens digitais. O ZKP4 Quinto é o sétimo instalado no mundo e o primeiro da América Latina (o segundo foi implantado em Buenos Aires, Argentina), presente no: Kuwait, Coreia do Sul, Texas, Illinois, Áustria e Alemanha. Dispõe de um sistema de som Dolby 5.1 Digital utilizado nas apresentações. Sua cúpula de 13m é a maior das instalações até então implementadas para este projetor. Apresentações em formato de cúpula-completa 360º x 180º são possíveis graças a este modelo, além da possibilidade de transmissão ao vivo.

#### Teatro e música
A cidade possui sete teatros: Teatro Ângela Oliveira, Teatro da CDL, Teatro de Arena do CUCA, Teatro do Centro de Cultura Amélio Amorim, Teatro Frei Félix De Pacatuba, Teatro Margarida Ribeiro e Teatro Universitário do CUCA. Entre os espaços de músicas estão o Feira Music Hall, Estação da Música, Armazém Privilége (antigo Kabanas), Aria Hall, Prime Music, o versátil Parque de Exposições, entre outros espaços.

#### Vida noturna
A chamada Night Feirense é composta por casas de Shows, bares e Baladas, o principal espaço de lazer noturno da cidade é a boemia Rua São Domingos no bairro Santa Monica, seguido do Conjunto Feira VI que possui dezenas de bares, e o Ville Gourmet. Os principais espaços de lazer noturno da cidade são: Johnny Walker Club, Boteco do caranguejo, The House, Cidade da Cultura, Jenipapo, Cortiço Drinks, Carango Petiscaria, Arpoador, Elefante Branco, entre outros. Há na cidade dezenas de pizzarias, churrascarias, redes de fast-foods, e casas especializadas em cozinhas locais, regionais e estrangeiras como a Italiana, Japonesa, Árabe e Chinesa. Bares com música ao vivo também são muito populares na cidade.[carece de fontes?]

## Infraestrutura

### Saúde

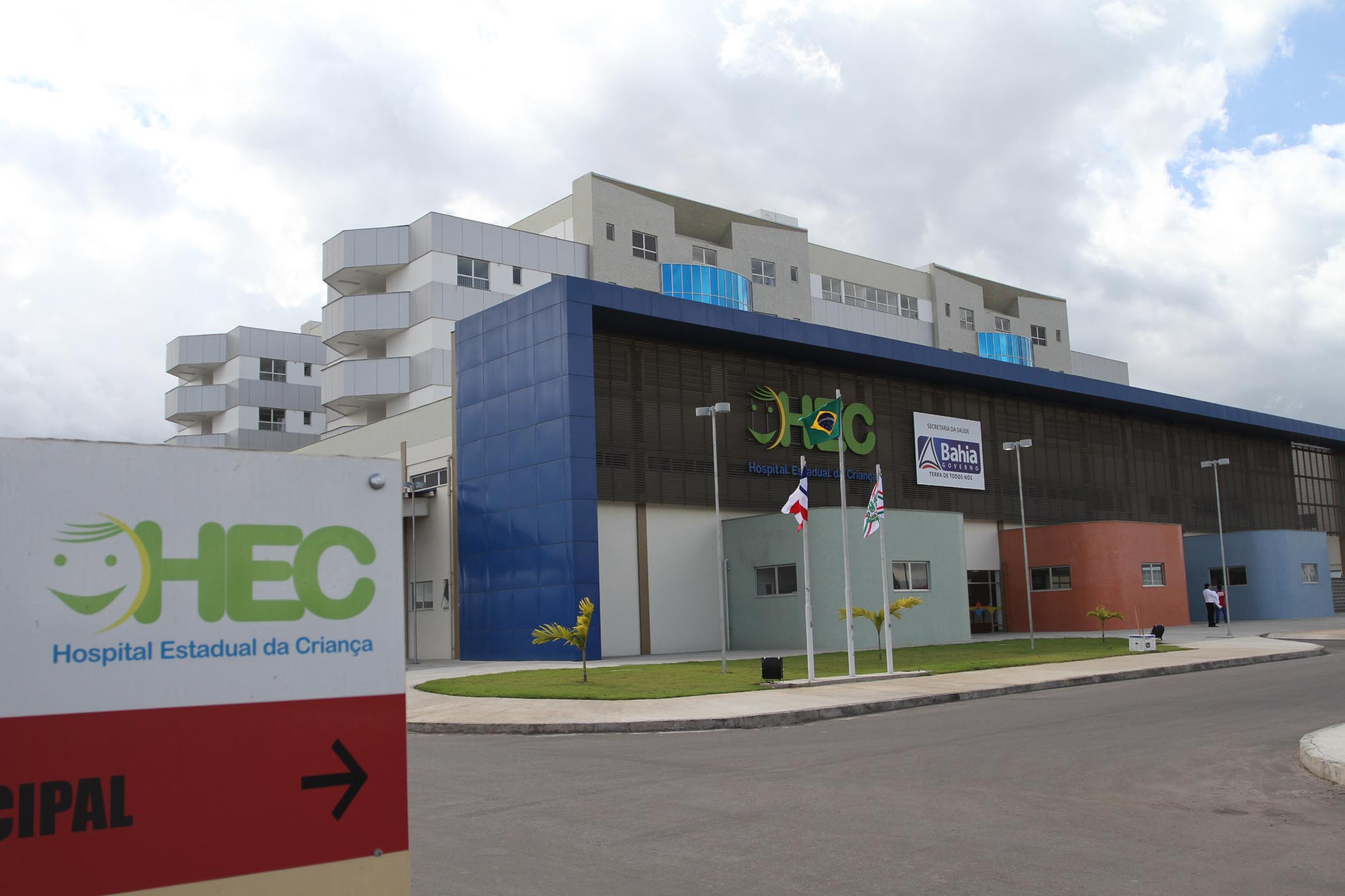
Hospital Estadual da Criança, um dos maiores Hospitais pediátricos do Brasil.

Feira de Santana é um grande polo regional da área da saúde, a cidade conta com dezenas de Hospitais públicos e privados, são eles: Hospital geral Clériston Andrade, Hospital Estadual da Criança, Hospital municipal da Criança, Hospital da Mulher, Hospital Dom Pedro, EMEC, HTO, Hospital São Mateus, Casa de Saúde Santana, Maternidade Stela Gomes entre outros. A cidade conta também com dezenas de postos de saúde de bairros, Policlínicas, Clinicas de diversas áreas da saúde e centros médicos modernos como o Premier Medical Business, Meddi Center ou IHEF (antiga Só Baby), Centro Médico Sawaya entre outros. E foi anunciado em 2013 a construção de um novo Hospital Regional com mais de 200 leitos. Com as UPAs e mais esses avanços Feira de Santana se afirma como Centro de Referência em Saúde no Nordeste do país.
O Sistema Saúde Digital desenvolvido pela Prefeitura de Feira de Santana nos últimos anos é um dos quatro melhores projetos da área de tecnologia em serviço público do país, foi implantado em parceria tecnológica com a gigante Microsoft, uma das maiores empresas do mundo no ramo de tecnologia, o sistema reduz as dificuldades de acesso aos serviços de saúde na cidade, melhoras no atendimento tanto na qualidade quanto na agilidade, o sistema recebeu diversas premiações nacionais e tem destaque Internacional, colocando o sistema de Saúde de Feira de Santana entre os mais modernos e eficientes do Brasil.
A mortalidade infantil (mortalidade de crianças com menos de um ano) em Feira de Santana reduziu 52%, passando de 32,8 por mil nascidos vivos em 2000 para 15,6 por mil nascidos vivos em 2010. Em Feira de Santana, a esperança de vida ao nascer aumentou 13,0 anos nas últimas duas décadas, passando de 61,2 anos em 1991 para 67,9 anos em 2000, e para 74,2 anos em 2010, superior a esperança de vida ao nascer média da Bahia que é de 72 anos e do Brasil que é de 73,9 anos.
A cidade possui 318 estabelecimentos de saúde, são 207 privados e 111 públicos, dos quais 105 são municipais e 6 estaduais, entre os privados 37 possui parceria de atendimento pelo SUS. Feira de Santana Possui mais estabelecimentos de saúde que algumas capitais do país, como Aracaju, Maceió, Cuiabá, entre outras.

### Saneamento
Feira de Santana possui 95,69% de domicílios com abastecimento de água e 100% da população abastecida, considerando as casas que possuem poços artesianos. A cidade possui três estações de tratamento de esgoto, a Jacuípe I, no bairro Vila Olímpia, e tem capacidade de tratamento de 150 l/s, a Jacuípe II que fica próxima ao aterro sanitário, no bairro Nova Esperança, com capacidade de cerca de 400 l/s. A terceira é a estação Subaé que fica perto do presidio, no bairro Aviário, e com capacidade de cerca de 350 l/s. Feira de Santana era no início da década de 2010 a terceira cidade em percentual de saneamento da Bahia, atrás de Salvador e Vitória da Conquista, sexta do Nordeste e 42º do Brasil, entre os 5.570 municípios, com cerca de 57,82% de cobertura total, sendo que na área urbana, chega aos 63,03%. Desde 2010 a EMBASA desenvolve o projeto da bacia do Pojuca, que inclui os bairros do lado leste/noroeste (Mangabeira, CASEB, Parque Getúlio Vargas, SIM, Santo Antonio dos Prazeres, etc). A Conder realizou as obras de saneamento em alguns desses bairros, como parte da revitalização da Lagoa Grande, deixando Feira de Santana com um dos maiores níveis de cobertura de saneamento básico do Brasil.
Em 2016 foi inaugurada em Feira de Santana a primeira produtora de energia elétrica por biogás da América Latina, e uma das primeiras do mundo em escala real, reutilizando o gás produzido pelas estação de tratamento Jacuípe II.

### Educação

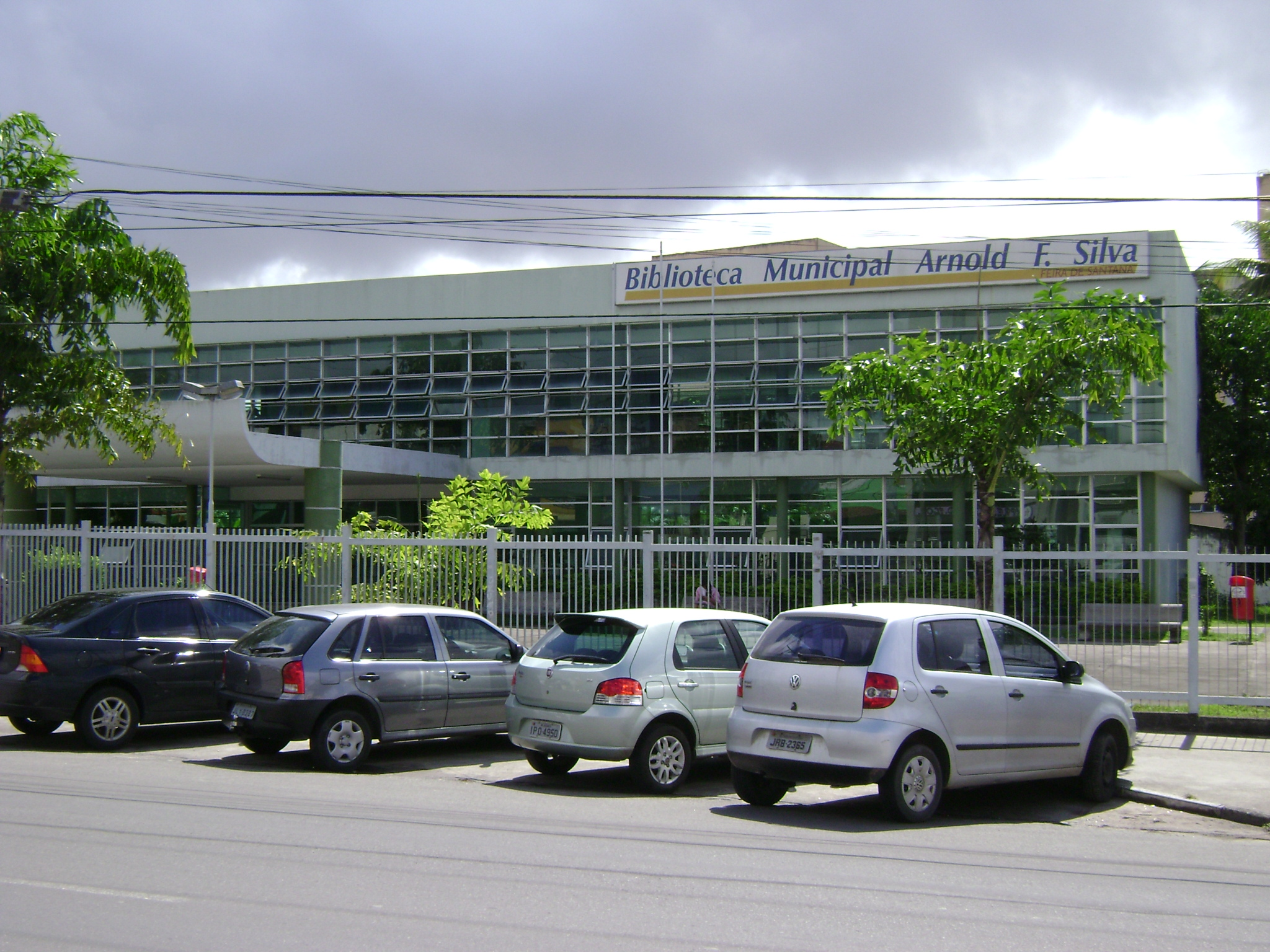
Biblioteca Municipal Arnold F. Silva

Feira de Santana é o maior polo educacional da Bahia e uma das cidades do país que mais se destacam no quesito educacional. O Colégio Helyos conquistou o 7º lugar no Exame Nacional do Ensino Médio (ENEM) 2013, o 1º lugar na Bahia e em toda região Norte/Nordeste/Centro Oeste e Sul do Brasil. Na rede privada, o destaque são os Colégio Helyos, Colégio Acesso, Colégio Nobre, Colégio Gênesis, Escola SESI José Carvalho, Escola João Paulo I, Colégio Santo Antônio, entre outros. Na rede pública, o destaque é o Colégio da Polícia Militar, sempre consegue o primeiro lugar no ENEM das escolas públicas de Feira de Santana. Entre os colégios públicos Estaduais tem destaque o Colégio Gastão Guimarães, Colégio Rotary, Eliana Boaventura, Polivalente, Ecassa, Tecla Mello, Carmem Andrade, Coriolano Carvalho, Godofredo Filho, Assis Chateaubriand, Modelo Luís Eduardo Magalhães, entre outros. E entre escolas públicas municipais tem destaque a escola Jônatas Telles, Alvaro Pereira Boaventura, escola Básica da UEFS, Elizabeth Johnson, entre outras. Há uma parceria da prefeitura com o SENAI. A cidade possui algumas importantes Bibliotecas, como a Biblioteca Municipal, Biblioteca do CUCA, Biblioteca da UEFS, Biblioteca Monteiro Lobato, entre outras. A cidade possui 673 escolas no total de acordo com os dados de 2010, um número de escolas maior que o de várias capitais do país, como Aracaju, João Pessoa, Natal, Maceió, Florianópolis, Cuiabá, entre outras. Em 2011 havia cerca de 25 escolas municipais de alto padrão em fase de conclusão
Feira de Santana é um grande centro universitário, possuindo duas universidades públicas, a Universidade Estadual de Feira de Santana (UEFS) com sede no próprio município e com dezenas de cursos de graduação. A Universidade Aberta do Brasil (UAB) oferece cursos de licenciatura a distância com certificado da UNEB, Universidade Aberta do Meio Ambiente e Cidadania Sustentável (UNAMACS) e a Universidade Federal do Recôncavo da Bahia (UFRB), localizada no prédio do Instituto de Educação e Desenvolvimento (INES), no bairro SIM, disponibilizando no município cursos nas áreas de graduação e pós-graduação.
O analfabetismo em Feira de Santana é de apenas 11,25%. A taxa de analfabetismo da população de 18 anos ou mais diminuiu 12,43% nas últimas duas décadas.
Universidades em Feira de Santana:'

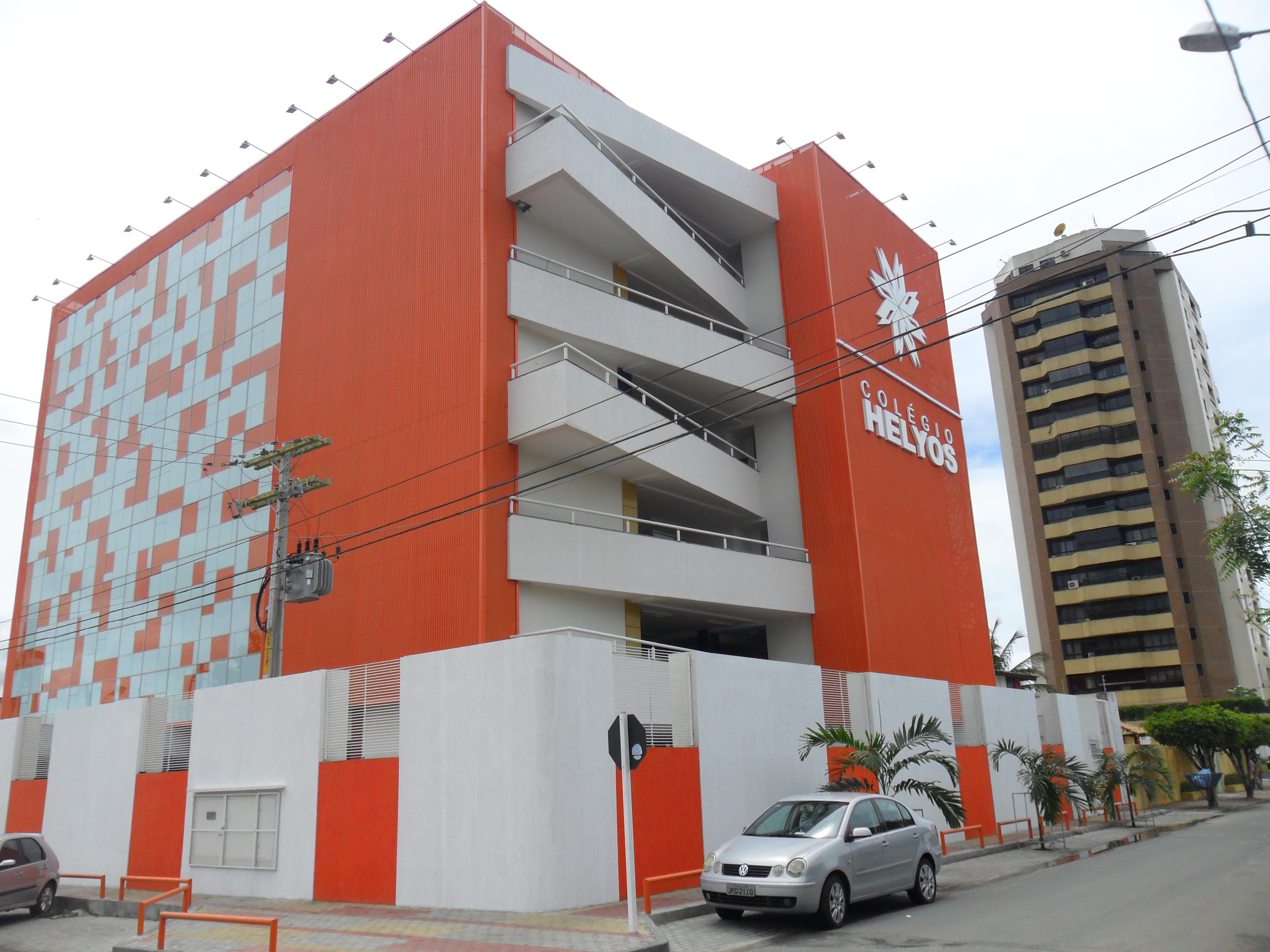
Colégio Helyos, considerado desde 2006 o melhor colégio do estado da Bahia, e em 2013 chegou a ser o sétimo melhor colégio do país.

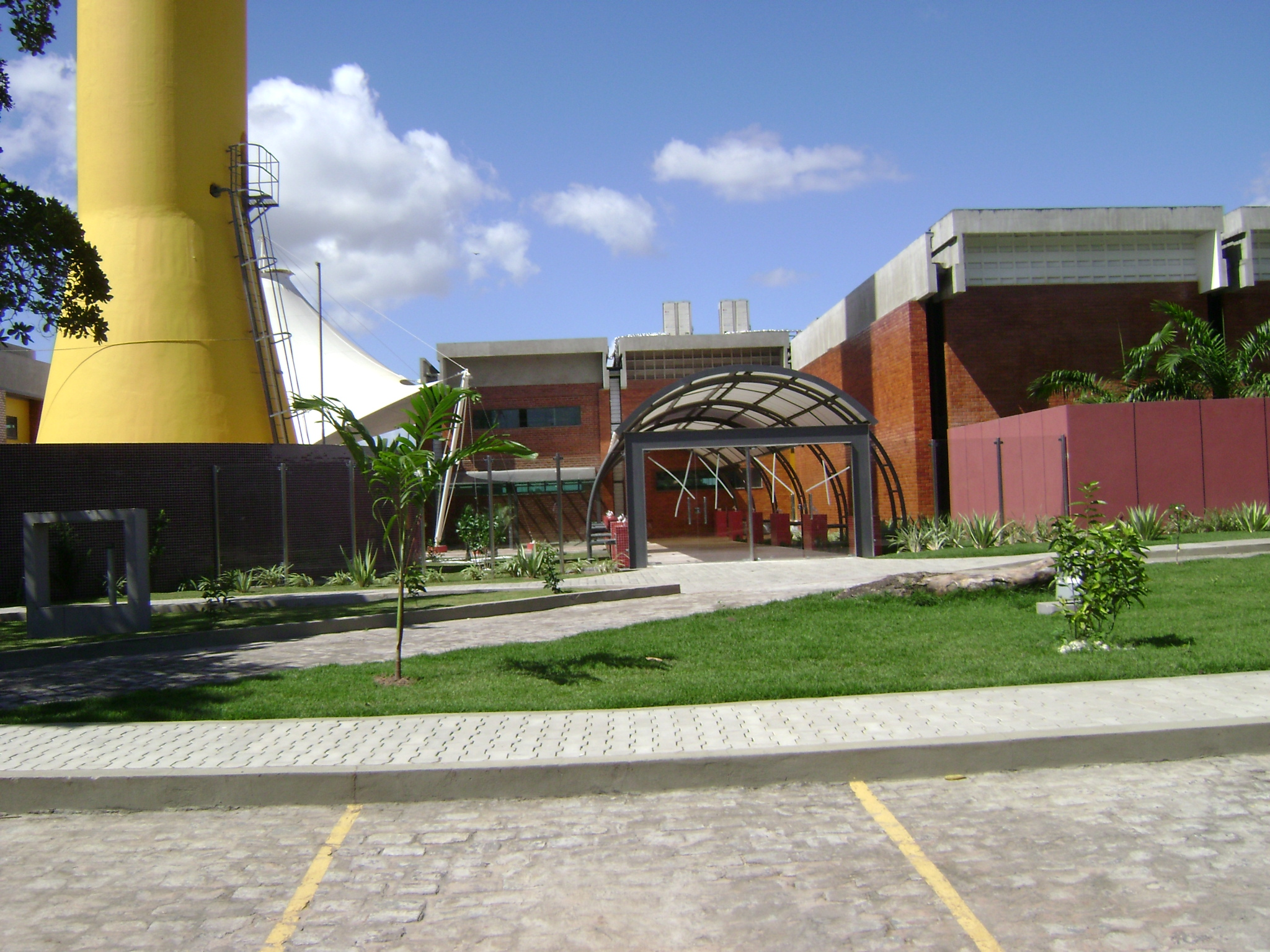
Faculdade UNEF, considerada umas das melhores faculdade particulares do estado da Bahia e está entre as 50 melhores faculdades particulares do país.

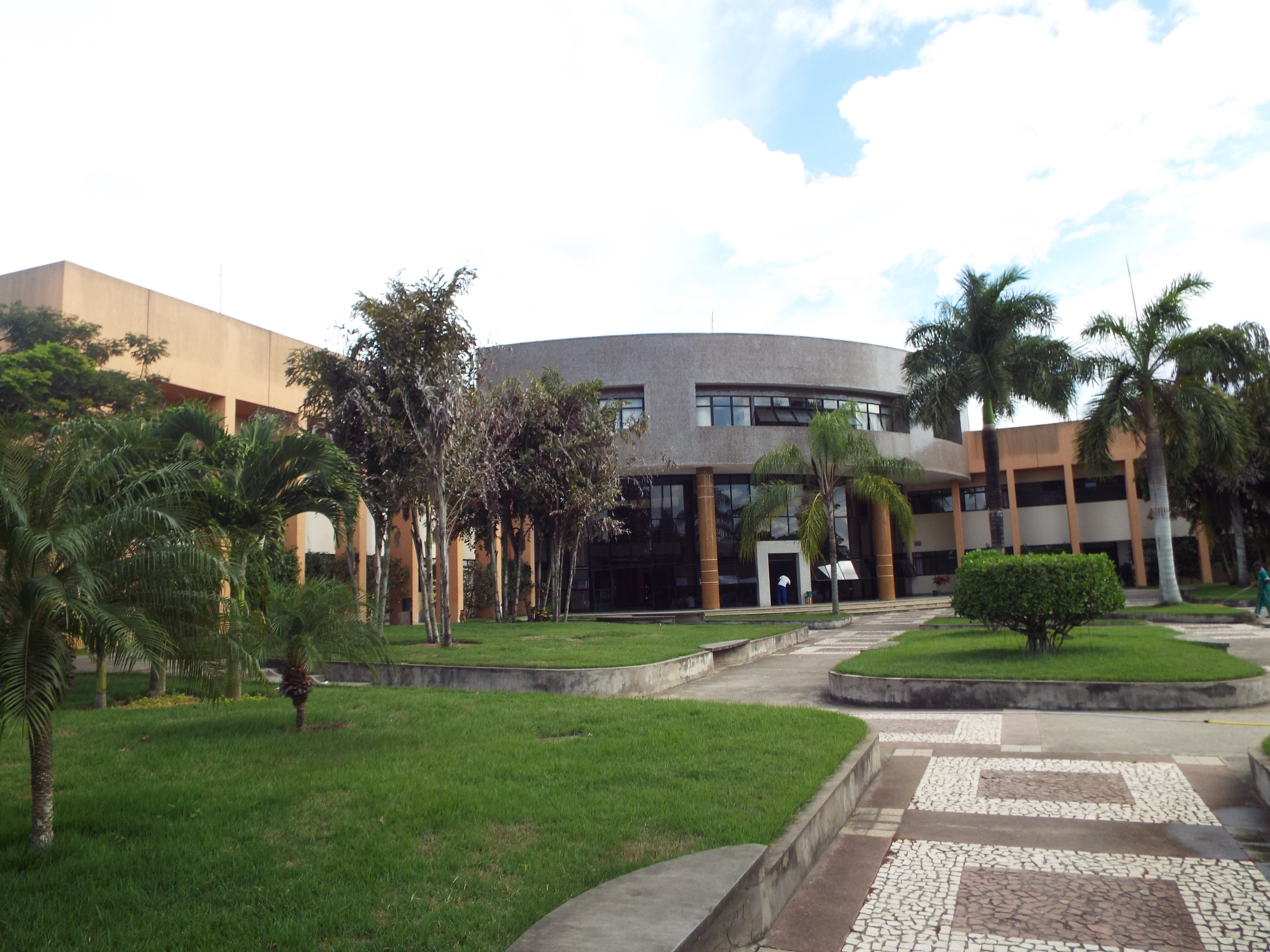
Área da reitoria da Universidade Estadual de Feira de Santana, a segunda melhor universidade pública do estado da Bahia, ficando atrás apenas da UFBA.

Instituições públicas de ensino superior
- Universidade Estadual de Feira de Santana (UEFS)
- Universidade Federal do Recôncavo Baiano (UFRB CETENS)
- Universidade Municipal Aberta do Meio Ambiente e Cidadania Sustentável (UNAMACS)
- Universidade Aberta do Brasil (UAB) a distancia pública

Instituições privadas de ensino superior (graduação e pós graduação)
- Universidade de Salvador UNIFACS campus feira
- Unidade de Ensino Superior de Feira de Santana (UNEF)
- Faculdade de Tecnologia e Ciências (FTC)
- Faculdade Anísio Teixeira (FAT)
- Centro Universitário Leonardo da Vinci (Uniasselvi)
- Faculdade Nobre (FAN)
- Universidade Norte do Paraná (UNOPAR)
- Universidade Anhanguera (UNIDERP)
- Universidade de Santo Amaro (UNISA)
- Unidade de Ensino Superior Integrado (UNESI)
- Faculdade Pitágoras
- Faculdade Unidas de Feira de Santana (Estácio FUFS)
- Centro Universitário de Cultura e Arte (CUCA)
- Faculdade de direito Damásio de Jesus
- Centro Universitário Claretiano
- Centro Universitário Internacional (UNINTER)
- Universidade do Sul de Santa Catarina (Unisul)
- Seminário Teológico Batista do Nordeste
- Faculdade Católica de Feira de Santana (FAFS)
- Faculdade Teológica e Cultural da Bahia (FATEC)
- Faculdade Regional da Bahia (UNIRB)
- Instituto Einstein de Ensino e Pesquisa (INESP)
- Universidade Tiradentes (UNIT)
- Faculdade Educacional da Lapa (FAEL)
- Faculdade Maurício de Nassau
- Faculdade Católica de Feira de Santana
- Centro Universitário de Maringá (UNICESUMAR)
- Instituto Pró Saber (Parceria com a FINOM) pós
- Centro de Pós Graduação Faculdade Montenegro pós
- Universidade Católica de Salvador (UCSAL) pós
- Instituto Gastão Guimarães pós
- UNIJORGE pós

Instituições públicas de educação tecnológica
- Instituto Federal da Bahia (IFBA)
- Centro de Educação Tecnológica do Estado da Bahia (CETEB)

### Ciência e tecnologia

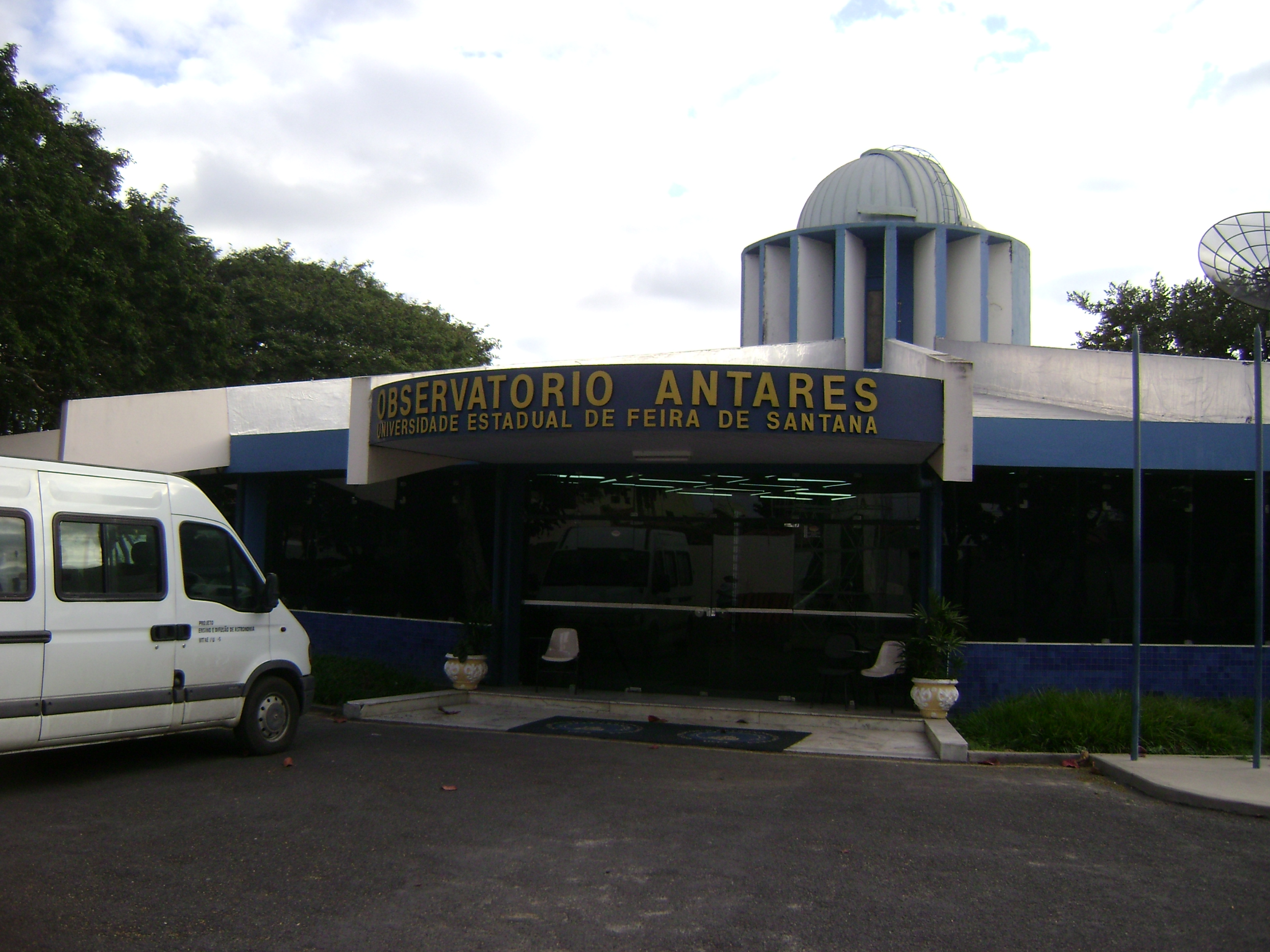
Observatório Astronômico Antares, localizado no bairro Jardim Cruzeiro, além de observatório espacial e meteorológico, é um importante centro de pesquisas astronômicas, único do estado da Bahia.

Em Feira de Santana esta área é coberta por atividades de várias instituições. Entre elas estão o Instituto Federal da Bahia (IFBA), SENAI e o Centro de Educação Tecnológica do Estado da Bahia (CETEB), que oferecem cursos de diversos níveis. Tem a EAEFS – Centro de Educação Tecnológica que oferece cursos técnicos. A cidade possui diversos programas de educação tecnológica como O NTE-03 (Núcleo de Educação Tecnológica), que propõe disseminar e fomentar o uso das tecnologias da informação e comunicação - TIC - nas unidades escolares da rede pública, com vistas a contribuir para a melhoria da qualidade da educação, contando com uma equipe de especialistas na área de informática educativa. Os profissionais que trabalham nos NTE são especialmente capacitados para auxiliar as escolas em todas as fases do processo de incorporação das novas tecnologias. Portanto, o NTE é o parceiro mais próximo da escola no processo de inclusão digital, prestando orientação aos diretores, professores e alunos, quanto ao uso e aplicação das novas tecnologias.
O Departamento de Tecnologia da Universidade Estadual de Feira de Santana (DTEC) é responsável pela área de tecnologia, sendo fundado em 1982 devido ao curso de Engenharia Civil, diversos cursos de graduação, Bacharelado e Mestrado.
As faculdade particulares como a FTC, FAT, FAN, Uniasselvi, FUFS, UNIFACS e UNINTER também oferecem cursos de graduação e pós-graduação.
Cidade Digital
O projeto Feira Digital foi implantado pela prefeitura de Feira de Santana em 2010 e atua nas áreas da Educação, Saúde e Segurança, o projeto possui parceria tecnológica com a Microsoft.
A iniciativa na área de Segurança Pública é um dos serviços apoiados em tecnologia oferecidos aos cidadãos de Feira de Santana. O Sistema Saúde Digital, por exemplo, conta com uma infraestrutura de comunicação sem fio de alta velocidade, que permite a interligação dos setores da prefeitura e unidades de saúde da zona urbana e rural, bem como o monitoramento das informações sobre os pacientes na recepção, durante o atendimento médico ou em qualquer outra unidade da rede.

A Saúde e a educação de Feira de Santana possui parceria tecnológica com a Microsoft, gigante mundial do setor de tecnologia e informática.

No setor da Educação, os responsáveis por alunos da rede municipal consultam o boletim e a frequência escolar via internet, e as aulas têm o auxílio da lousa digital. Está prevista a implantação do controle de horário de chegada e saída dos estudantes por meio da impressão digital, e a utilização de tablets por alunos e professores.
Há um Programa de formação, acompanhamento e preparação de alunos para o mercado de trabalho. Inicialmente contando com os cursos de Atendimento Telefônico, Atendimento ao Cliente, Entrevista de emprego, entre outros. Toda a proposta contempla o uso das TIC (tecnologias de informação e comunicação) a partir da realidade e necessidades do que tem de mais atual no mercado de trabalho. O ônibus digital leva internet e cursos gratuitos com certificado Microsoft para bairros pobres onde a população carente não tem acesso a internet ou condições financeiras para cursos e compra de equipamentos. Há dezenas de torres que oferece internet gratuita de alta velocidade para milhares de Feirenses diariamente em locais públicos.
A cidade dispõe ainda de dezenas de centros digitais espalhados por toda cidade e distritos, que executam 11 projetos voltados para informática, como Alfabetização Digital, Acessibilidade, Tecnologia nas Nuvens, Manual da Governança Amiga, Habilidades em Tecnologia, Soluções da Microsoft para Educação, entre outros. O maior e principal centro digital da cidade é o Centro Digital Municipal Drance Mattos de Amorim.

### Transportes
Segundo o DETRAN/BA 2016, Feira de Santana possui 252.696 veículos cadastrados, sendo: Automóveis: 112.948; Camionetas: 25.097; Caminhões: 11.088; Ônibus: 1.510; Micro-ônibus: 1.499; Motos: 91.668; outros: 8.936.

#### Transporte urbano

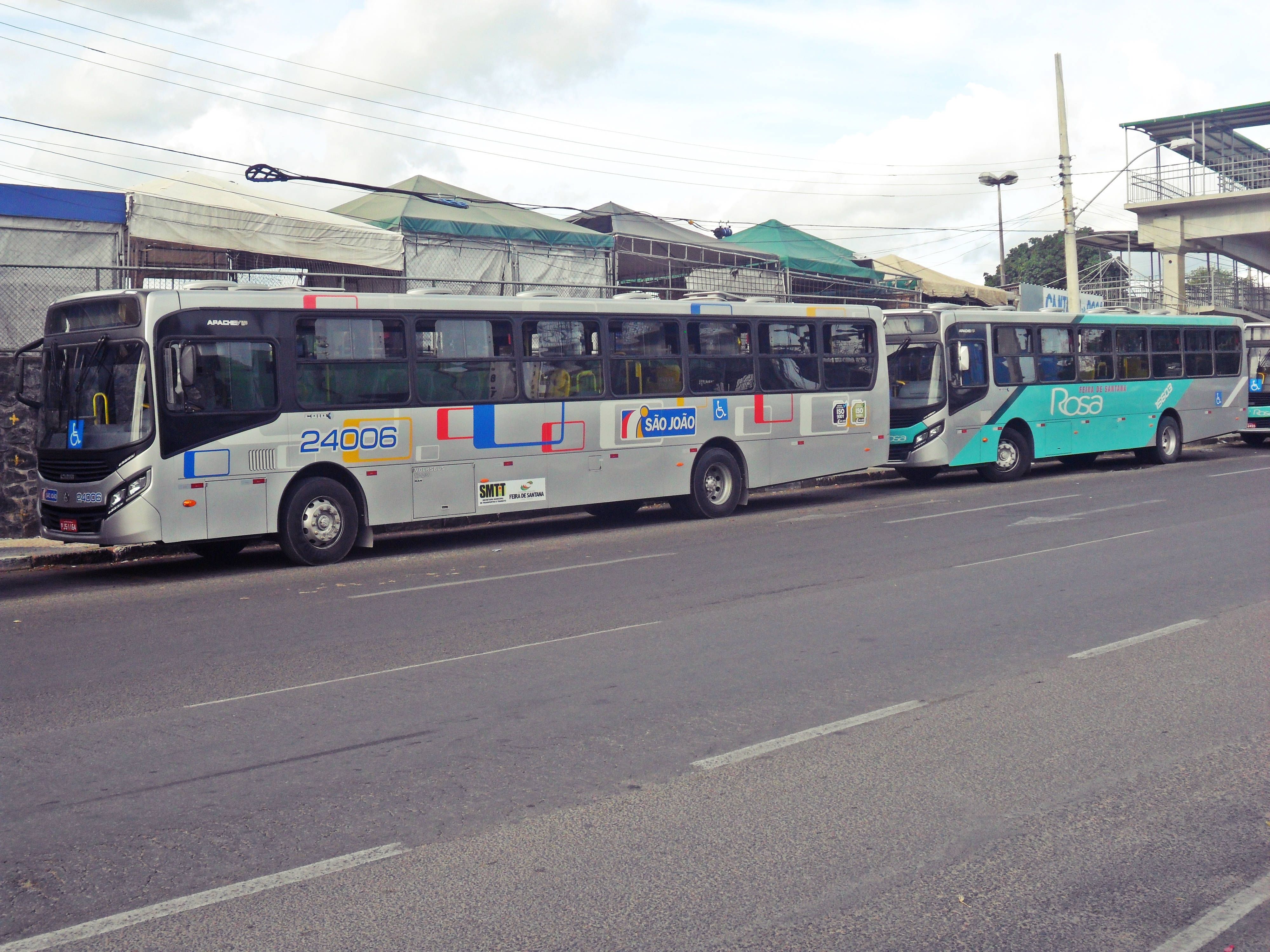
Ônibus do transporte coletivo de Feira de Santana, empresas São João e Rosa.

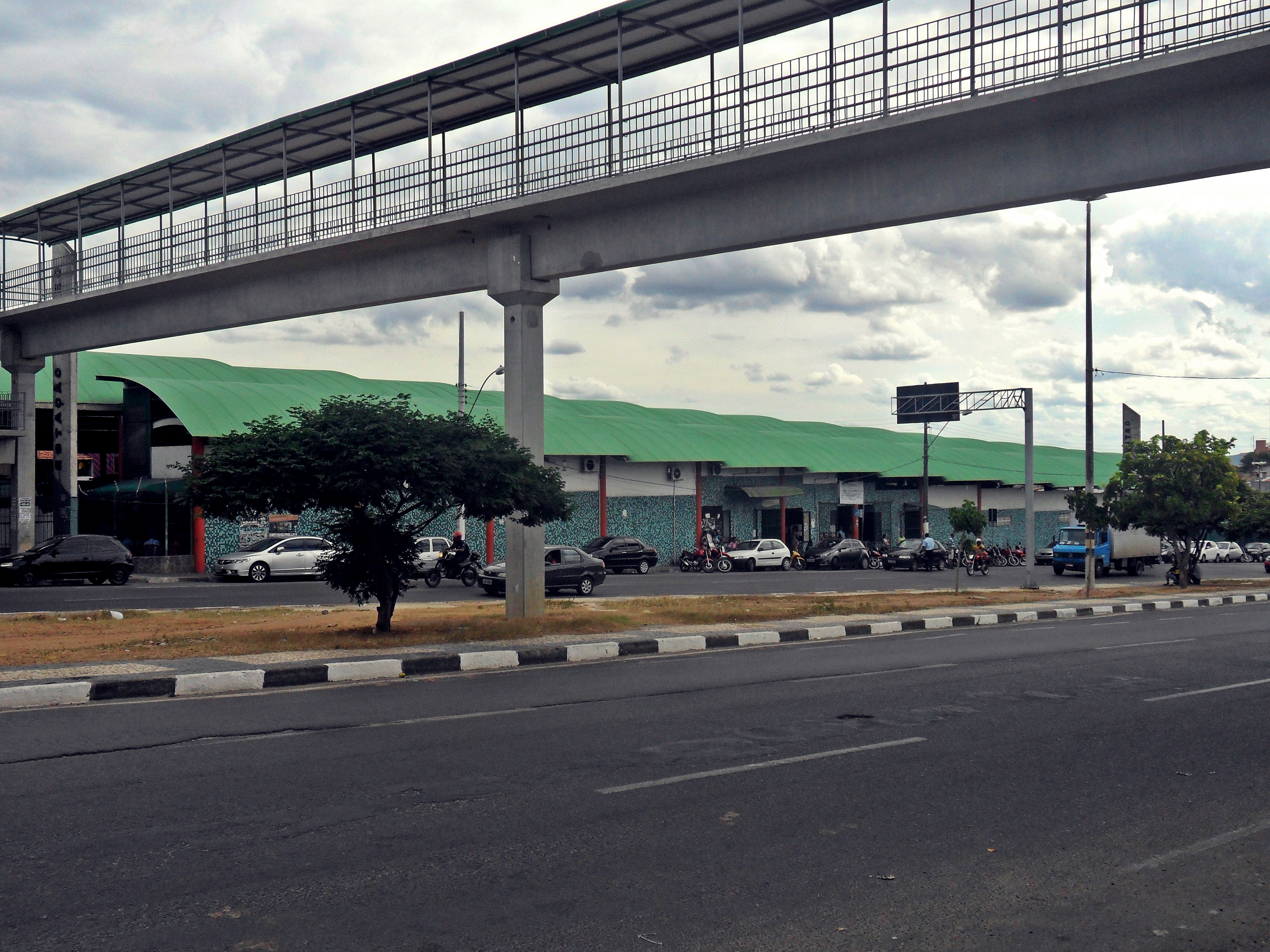
Parte do Terminal Central, o maior da cidade, localizado na Avenida Olímpio Vital.

O sistema de transporte coletivo é formado pelo Sistema Integrado de Transporte (SIT), que padroniza as linhas municipais e estabelece os terminais de transbordo, onde há uma confluência das linhas municipais. A cidade possui 3 terminais de integração, são eles: Terminal Norte no bairro Cidade Nova, Terminal Sul no bairro CIS, e o Terminal Central no centro da cidade. Esse último, por ser maior, possui um movimento diário de mais de 80 mil passageiros. Serão construídos mais três terminais de integração: o Terminal Oeste, no bairro Pampalona, e o Terminal Leste, no bairro SIM, e o terminal ACM no bairro Mangabeira, somando 6 no total. O Sistema Integrado de Transportes (SIT) é baseado no sistema de transporte de Curitiba, embora com várias particularidades; todos os ônibus possuem elevadores para facilitar o acesso a pessoas deficientes, GPS, sensores, câmeras de segurança, bilhetagem eletrônica e assentos acolchoados. A frota é composta por cerca de 248 ônibus, o sistema é composto por 110 linhas; há linhas também para alguns distritos da cidade, com Humildes, Jaíba, Maria Quitéria e Matinha, os demais são atendidos apenas pelo transporte alternativo e empresas particulares. Cerca de 100 mil pessoas por dia e 3 milhões por mês utilizam o transporte coletivo urbano da cidade. As duas empresas que operam o transporte urbano de Feira de Santana, são as empresas Rosa Transportes e Viação São João, ambas do estado de São Paulo. Em 2016 houve uma renovação total da frota com ônibus 0 km, se tornando uma das poucas cidades do Brasil com 100% da frota renovada.
Os ônibus do município fazem as seguintes linhas:
1. As Linhas Troncais fazem a ligação entre os terminais norte e sul.
2. As Linhas comuns fazem a ligação entre os bairros, distritos e o Terminal Central.
3. As linhas alimentadoras são feitas por micro-ônibus e ligam bairros populosos fora do contorno aos terminais menores.

Os ônibus coletivos de Feira de Santana têm as cores das empresas, ambas empresas com a cor prata; na Rosa a lateral é verde claro e na São João desenhos coloridos em formato parecido com capas de celulares. Anteriormente todos os ônibus possuíam as cores da bandeira da cidade, mas foi mudado com a licitação de 2015. As empresas usam modelo único de ônibus; carroceria Caio, modelo Apache VIP4 fabricado pela Volkswagen e Mercedes-Benz, e os micro-ônibus são da carroceria Caio, modelo Foz, também fabricados pela Mercedes e Volks.
A empresa responsável pela organização do sistema de bilhete e passagens é a Via Feira, que substituiu a antiga SINCOL.
Em 2015, foram iniciadas as obras do BRT (Bus Rapid Transit) para integrar mais o sistema de transporte coletivo da cidade; consiste na implantação de duas linhas exclusivas de transporte coletivo nas avenidas Getúlio Vargas e João Durval Carneiro, cortando o Anel do Contorno. O sistema contará com predomínio de ônibus articulados e Padron (motor traseiro e suspensão pneumática), e diversas estações de embarque e desembarque pré pago, terá o objetivo de tornar o transporte urbano da cidade mais rápido e com grande capacidade de pessoas. Várias cidades do Brasil e do mundo já adotaram o BRT como um meio de transporte coletivo mais barato do que um sistema de metrô, como Curitiba, Goiânia, Bogotá, Porto Alegre, São Paulo, Rio de Janeiro e Los Angeles. O BRT tem a mesma capacidade de transporte de passageiros de um sistema de veículo leve sobre trilhos (VLT). O primeiro BRT foi implantado em 1979, na cidade de Curitiba.

#### Transporte escolar e alternativo

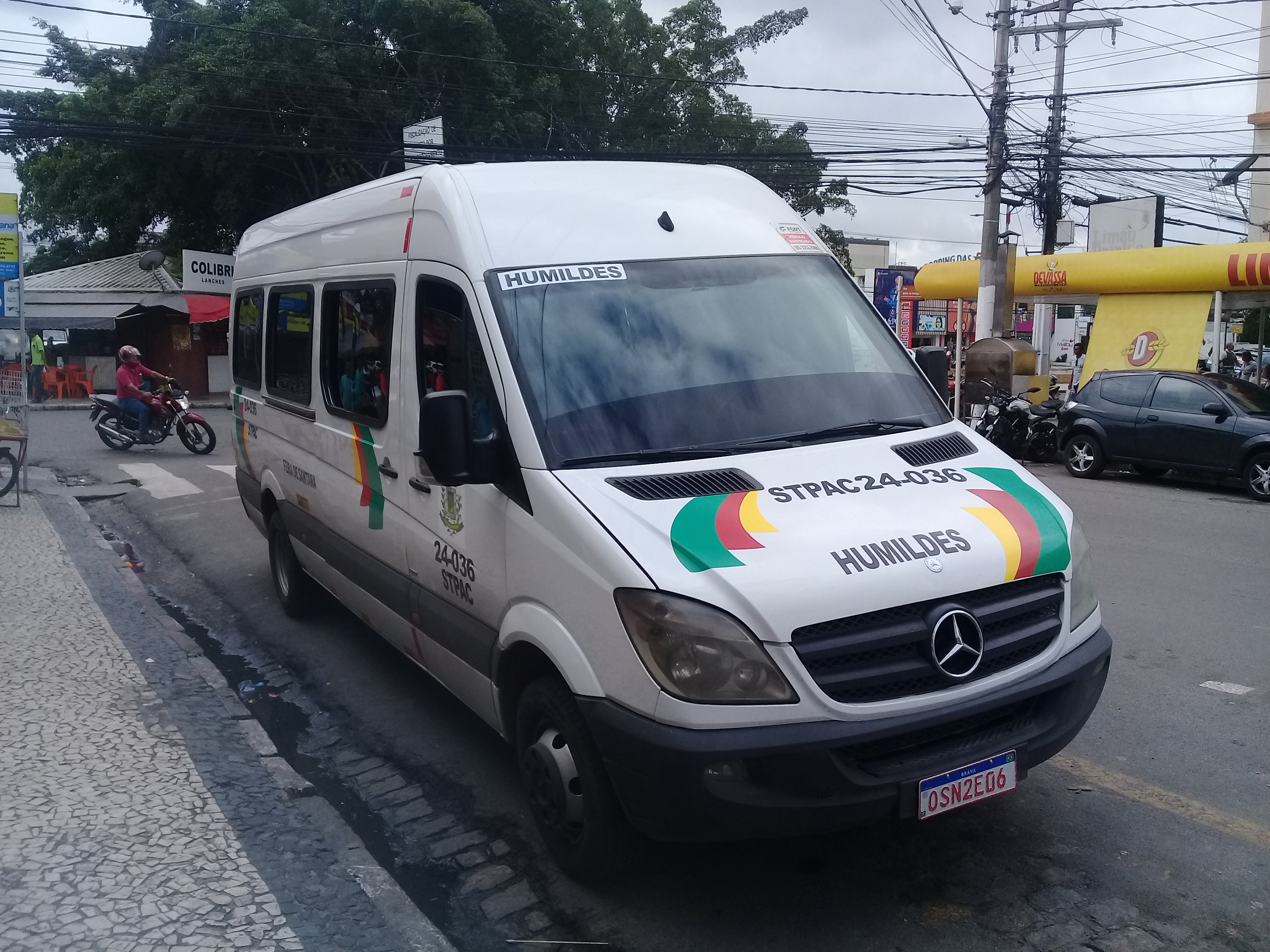
Van do transporte alternativo da cidade.

Em Feira de Santana existe o transporte alternativo, que é formado por vans e alguns micro-ônibus de vários modelos que fazem o transporte de passageiros para os distritos, o transporte alternativo é organizado por diversas cooperativas. Existem na cidade 120 veículos de transporte alternativo. O transporte para municípios vizinhos também é feito por vans do transporte alternativo.
O transporte Escolar é realizado de três formas, há linhas municipais com ônibus de cor azul e branco, que em geral, levam alunos dos distritos da zona rural para colégios na cidade, há os ônibus distribuídos pelo governo estadual e federal, que são amarelos, semelhante aos escolares estadunidenses, e realizam a mesma tarefa dos escolares municipais, em municípios próximos, os ônibus escolares municipais e estaduais são usados para o transporte de estudantes universitários que estudam em Feira.
Dentro da cidade, o transporte escolar particular é formado por vans, em geral transportam alunos de escolas particulares. Alunos das escolas públicas dentro da cidade não são beneficiados com transporte gratuito, mas pagam meia passagem para deslocamento com ônibus urbano.

#### Rodoviário

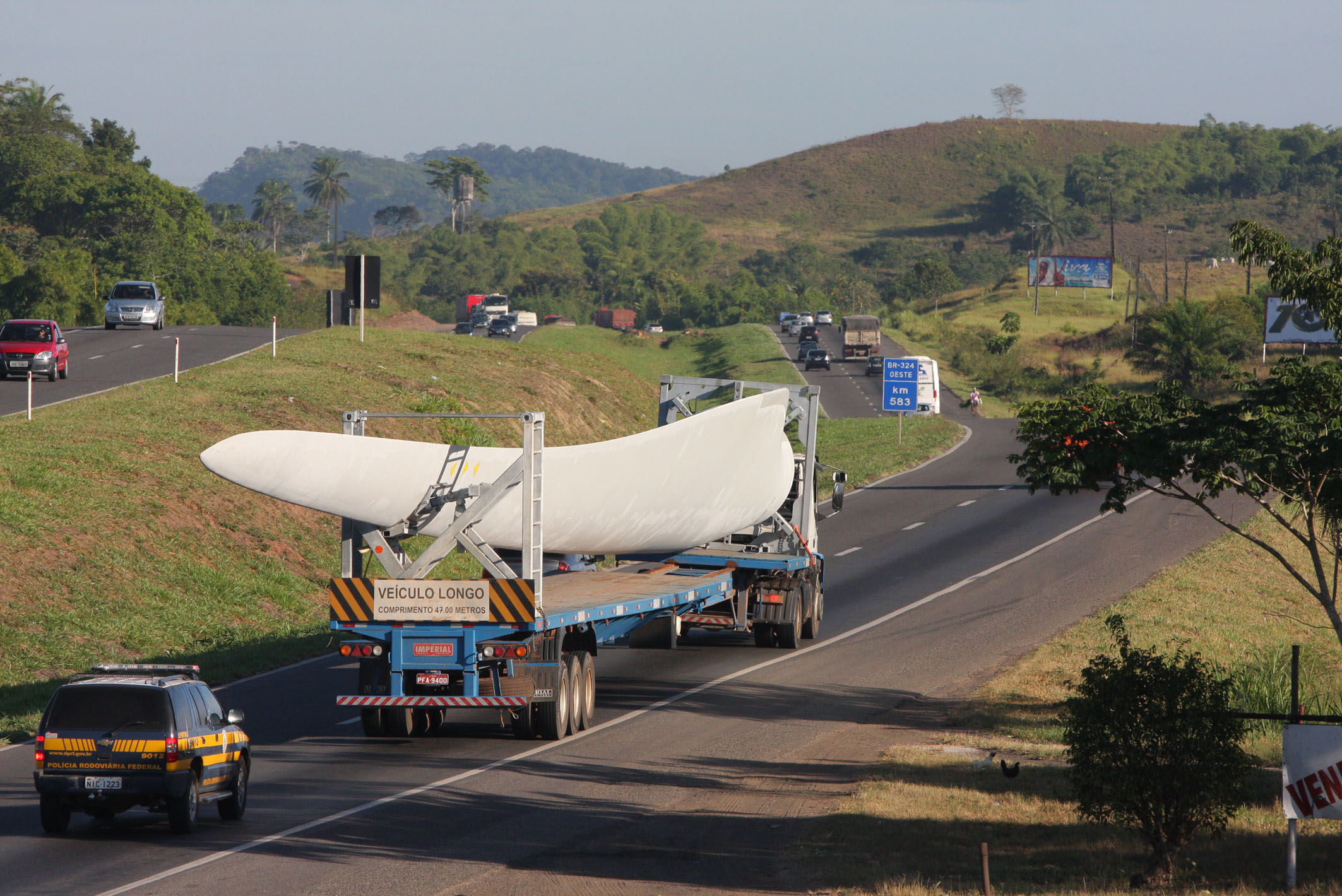
BR 324 no trecho duplicado entre Feira de Santana e a capital Salvador.

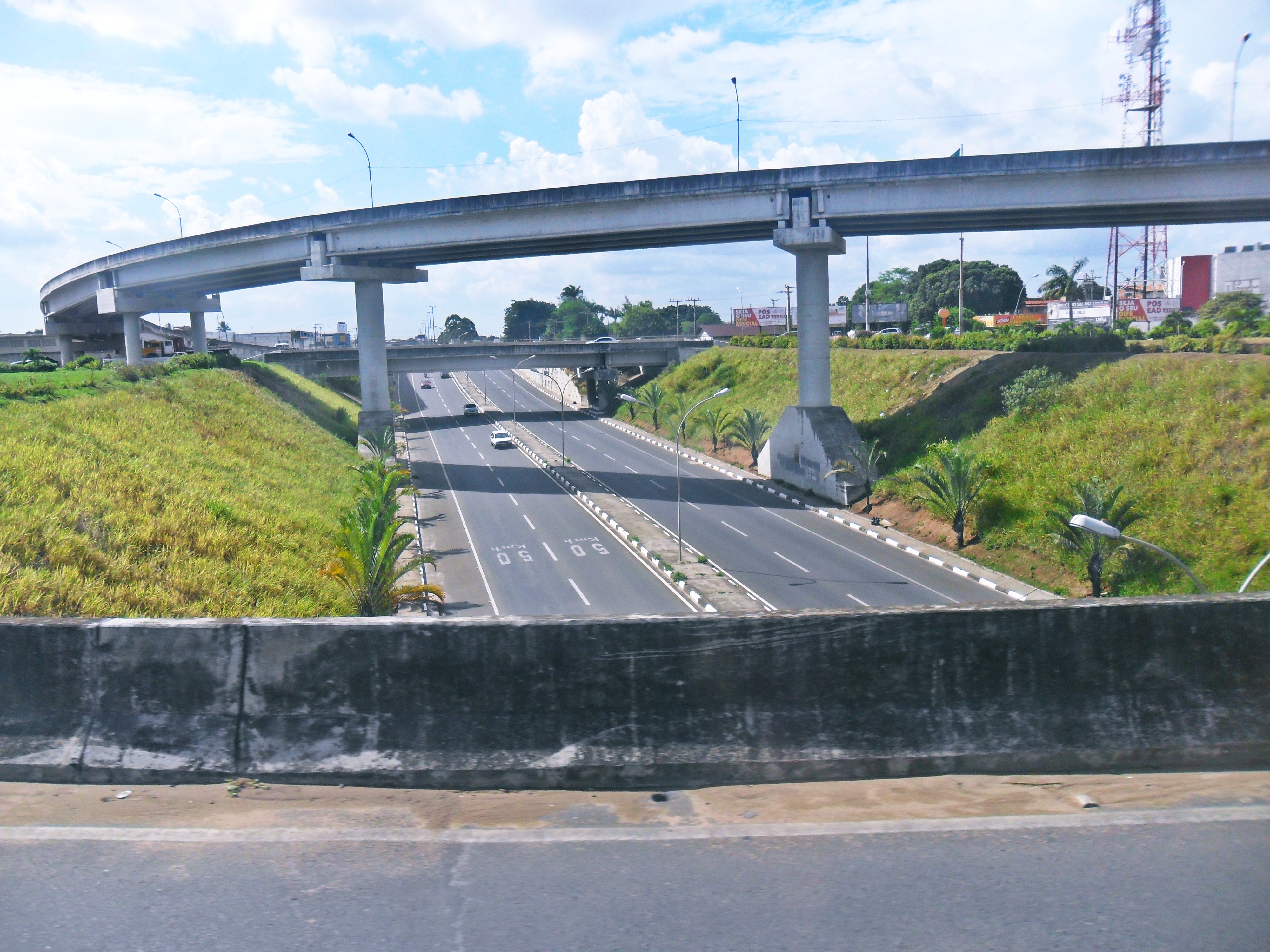
Complexo viário Miraldo Gomes, conhecido como viaduto da Cidade Nova, no Cruzamento da Avenida Transnordestina com a Avenida do Contorno.

Feira de Santana é o segundo maior entroncamento rodoviário do Brasil, perdendo apenas para São Paulo, o município se localiza no entroncamento viário das BR-116, BR-324 e BR-101, e seis rodovias estaduais: BA 052 (estrada do feijão), BA 502 (Feira-São Gonçalo), BA 503 (Feira-Coração de Maria), BA 499 (via Bonfim de Feira), BA 504 (Feira-Alagoinhas) e BA 513 (via Humildes), muitas dessas rodovias fazem entroncamento com a Avenida do Contorno da cidade que forma uma circunferência perfeita dentro da sua malha urbana, além das rodovias, as grandes e largas avenidas da cidade todas cruzam esta avenida, formando uma malha viária organizada e bem planejada. Vale lembrar que as BRs 101 e 116 são as principais e mais extensas do país. A cidade também possui o terminal rodoviário metropolitano. Feira de Santana é a única cidade do país cortada pelas BRs 116 e 101 juntas.
A partir da década de 1960 quando as rodovias se expandiram pelo país acompanhada pela indústria automobilística, Feira de Santana foi beneficiada com a expansão das rodovias, localizada em um ponto extremamente estratégico, entre o Recôncavo baiano, o centro-norte baiano, o baixo e médio Paraguaçu, o Nordeste baiano e a região Sisaleira. A cidade é cortada pelas duas maiores e mais importantes rodovias do país as BRs 101 e 116, que se junta a BR 324 e mais várias rodovias estaduais, com uma posição econômica tão estratégica e dispondo de enormes rodovias, o comércio e a indústria da cidade cresceu fortemente, tornando Feira de Santana uma das cidades mais importantes do país do ponto de vista econômico, rodoviário e comercial. A expansão das rodovias levou ao sucateamento e desativação da ferrovia que existia na cidade até a década de 1970, e reduziu a atenção do município e do estado em relação ao aeroporto existente na cidade. As rodovias feirenses estão saturadas, a BR 324 Leste mesmo duplicada entre Feira de Santana e Salvador em várias épocas do ano enfrenta grandes engarrafamentos, a BR 116/324 norte que juntas formam a Avenida Transnordestina é duplicada apenas dentro da mancha urbana da cidade e tem trânsito lento até a cidade de Serrinha, o Anel do Contorno é duplicado apenas o seu trecho sul, a sua pista simples nos demais trechos, gera tráfego intenso e provoca além de muitos acidentes um transito lento e congestionado, a Avenida do Contorno (antiga Avenida Eduardo Fróes da Mota) já se tornou em grande parte uma avenida urbana. As margens da Avenida do Contorno e da BA 502 se localiza o CIS Tomba, e as margens da BR 324 se localiza o CIS BR 324, e as margens da BR 116 norte o CIS Norte.
A BR 116 sul/oeste é duplicada entre Feira de Santana e o município vizinho Santo Estevão, o Anel do Contorno está em projeto para duplicação total, a BR 116 norte está em projeto de duplicação de Feira de Santana até a fronteira com Pernambuco. Há também em estudo a construção da Perimetral Norte, que sairia da BR 324 Leste no distrito de Humildes contornaria todo lado leste e norte da cidade passando pelo aeroporto e cruzando com importantes avenidas da cidade como a Avenida Nóide Cerqueira, Artêmia Pires, Sergio Carneiro, Ayrton Senna e estrada do Papagaio, terminando na BR 116 norte.

#### Ferroviário
Feira de Santana não dispõe de ferrovias, mas possui muita história em torno dela. Inicialmente faziam parte do ramal de Feira de Santana as estações de Cachoeira, Belém, Serra, Conceição, Pinheiro, Cruz e sub-ramal São Gonçalo, Jacaré, Magalhães, Tapera e Feira. Em 1911, sob a gestão da Compagnie des Chemins de Fer Fédéraux de l'Est Brésilien (1911-1935) o ramal foi reformulado sendo alterado o nome das estações de Serra para Teixeira de Freitas, de Pinheiro para Boa Vista e por fim de Cruz para Dionizio Cerqueira. Em 1919, por determinação do Governo Federal a estação de Dionizio Cerqueira foi desativada e a linha desviada para passar diretamente pela estação de São Gonçalo, extinguindo o sub-ramal, permanecendo com as estações de Cachoeira, Belém, Teixeira de Freitas, Conceição, Boa Vista, São Gonçalo, Jacaré, Magalhães, Tapera e Feira.
Com a finalidade de unir as estradas de ferro na Bahia, em 1923, foi incluida no ramal de Feira de Santana a estação de Afligidos que passou a ser ponta de um ramal que partia da estação de Conceição com a finalidade de alcançar a estação de Santo Amaro da Purificação, pertencente a Estrada de Ferro Santo Amaro. Assim, o ramal de Feira passou a ter novamente um sub-ramal. Em 1929 foi incluida no ramal de Feira uma parada batizada com o nome Angélica, situada entre as estações Jacaré e Magalhães funcionando até a década de 30. Com a união de linhas sob o nome Viação Férrea Federal Leste Brasileiro S/A, entre 1935 e 1939, o ramal de Feira foi reformulado e por volta de 1948, a estação de Conceição passou a ser o marco inicial do ramal e não mais a estação de Cachoeira. Assim, passaram a fazer parte do ramal de Feira de Santana as estações de Conceição, Tupinambá, São Gonçalo dos Campos, Jacaré, Magalhães, Tapera e Feira.
A história ferroviária de Feira de Santana estar dividida em três fases. A primeira surge com a aprovação pela Câmara de Cachoeira de uma representação de iniciativa do Coronel José Ruy Dias d'Affonseca ao Governo da Província sobre a urgência de se construir uma estrada de ferro que, partindo de Cachoeira, alcançasse o sertão. Devido a forte influência exercida pela Sociedade Progresso e por políticos de Cachoeira e São Félix, o Presidente da Bahia solicitou de Dom Pedro II a construção da ferrovia. A resposta veio com o Decreto Imperial n.º 1.242, de 16 de junho de 1865, autorizando "o Governo a contractar com a Companhia, que se organizar, a construção de uma via férrea, que poderá ser pelo systema tram-road, conforme fôr mais conveniente, entre a Cidade de Cachoeira e a Chapada Diamantina na Província da Bahia, com ramal á Villa da Feira de Santa Anna". Por se tratar de uma obra cara e de exigir notável capacidade técnica para executá-la o engenheiro inglês John Charles Morgan foi convencido por políticos não só de Cachoeira e São Félix, assim também, por alguns da capital da Província a assumir o empreendimento. O contrato foi assinado e publicizado no Decreto Imperial n.º 3.590, de 17 de janeiro de 1866, com o privilégio para exploração por 90 anos. Assim, como determinava o contrato a empresa foi organizada em 1867 na Inglaterra sob o nome de Paraguaçu Steam Tram-Road Company Limited e no Brasil sob o nome Estrada de Ferro do Paraguaçu. Contudo, pela dificuldade em captar recursos a empresa faliu em 1870, ficando pronto apenas 25 dos quase 45 quilômetros do ramal.
A segunda inicia quando o engenheiro inglês Hugh Wilson assina, em 26 de setembro de 1872, com o Presidente da Província da Bahia Joaquim Pires Machado Portela, um contrato se comprometendo a assumir a massa falida e organizar uma nova empresa. Tal contrato foi ratificado por Dom Pedro II, conforme redação do Decreto Imperial n.º 5.777, de 28 de outubro de 1874. A empresa foi organizada na Inglaterra com o nome Brazilian Imperial Central Bahia Railway Company Limited e no Brasil com nome Companhia Anonyma da Imperial Estrada de Ferro Central da Bahia, sendo autorizada a funcionar no Brasil por meio do Decreto Imperial n.º 6.094, de 12 de janeiro de 1876. Apesar do ramal ter sido inaugurado em 1876, a primeira estação ferroviária de Feira de Santana só foi concluída e aberta ao público em 1886. Com a entrada em vigor da Lei n.º 652, de 23 de novembro de 1899, e da Lei n.º 746, de 29 de dezembro de 1900, a Estrada de Ferro Central da Bahia foi resgatada e arrendada aos administradores da Estrada de Ferro da Bahia ao São Francisco e em 1911, a Central da Bahia passou a ser administrada pela empresa franco-belga Compagnie des Chemins de Fer Fédéraux de l’Est Brésilien.
A última se dá com a encampação da Estrada de Ferro Central da Bahia em 1935, por determinação do Presidente Getúlio Vargas, sendo transferido o patrimônio para a recém criada Viação Férrea Federal Leste Brasileiro S/A (VFFLB). A ferrovia percorria a atual rua Papa João XXIII, também conhecida popularmente como rua da linha em toda sua extensão, finalizando na praça Presidente Médice (atual Feiraguai), onde ficava a primeira estação. A grande caixa d'água ficava posicionada onde funcionou uma loja da Casa São Cosme. A primeira estação ainda contava com um virador de locomotivas por se tratar de ponta do ramal e por não existir espaço para a implantação de um triângulo ferroviário como foi feito em Cachoeira. Segundo o pesquisador Ralph Giesbrecht, "Em 1958, a estação foi desativada e uma nova estação foi construída em ponto mais afastado, isolado na época.". O projeto de desviar os trilhos em Feira de Santana com a finalidade de passando por Irará alcançar a Estação Ferroviária de Água Fria e assim ligar a extinta Estrada de Ferro Central da Bahia (atual linha sul) com a também extinta Estrada de Ferro da Bahia ao São Francisco (atual linha centro) foi desenvolvido em 1926, pelo engenheiro José Luís Baptista para o Plano de Viação do Governo Federal. Tal projeto foi adicionado ao Plano de Viação de 1934 e em outros até que em 1946, iniciou-se as obras na região de Irará ficando concluído os trabalhos sem o assentamento de trilhos por volta de 1956. Já em Feira de Santana a outra frente de trabalho tinham a missão de desviar os trilhos no bairro do Tomba e seguir com eles por onde hoje é a Avenida João Durval, construir uma nova estação a qual foi feita em frente ao Forum da Justiça do Trabalho, sendo inaugurada em 1958. A partir desse ponto a obra seguiu sem trilhos pela João Durval passando pela atual Avenida Ayrton Senna, entre os bairros Antônio Carlos Magalhães e Mangabeira, passando em frente do cemitério São João Batista seguindo até Irará. Por fim, segundo o pesquisador Ralph Giesbrecht, "depois de funcionar por poucos anos e ser desativada juntamente com o velho ramal em 1964, inicialmente serviu de sede para o Funrural, depois de feira e finalmente foi abandonada. Foi demolida mais ou menos no início de 2005. Hoje é um terreno cercado e vazio.".
Feira de Santana hoje com mais de 620 mil habitantes e um poderoso e diversificado polo industrial e comercial, o segundo maior entroncamento rodoviário do país, mas as rodovias feirenses estão evidentemente saturadas com o tráfego intenso, o construção de uma nova ferrovia seria importante para o polo de Logística, assim como o aeroporto, e para o escoamento da produção industrial até um porto mais próximo, uma linha férrea desafogaria as rodovias da região. A linha férrea de Feira de Santana que está sendo estudada, seria uma extensão da ferrovia que liga o Recôncavo a cidade de Conceição da Feira, localizada em sua própria região metropolitana, a nova linha iria passar pelo CIS Tomba, parte do CIS BR 324 e pela BR 101. Há também a ferrovia Belo Horizonte - Salvador, que utilizará partes da atual ferrovia Centro Alântica e passará por Feira de Santana, deve ficar pronta em 2017, a outra que está em estudo é uma malha ferroviária ligando Feira de Santana a cidade portuária de Ipojuca em Pernambuco. Nesse estudo prevê também a viabilização do transporte de passageiros por Trem, já existem projetos da Associação dos Engenheiros da Viação Férrea Federal Leste Brasileiro (Aelb-BA) para uma expansão do Trem suburbano de Salvador até o município vizinho de Conceição da Feira, para meados da década de 2020. Há também um projeto de um veículo leve sobre trilhos metropolitano. Muitos municípios da região metropolitana também já foram incluídos no roteiro do trem regional turístico Transbaião.

#### Aeroviário

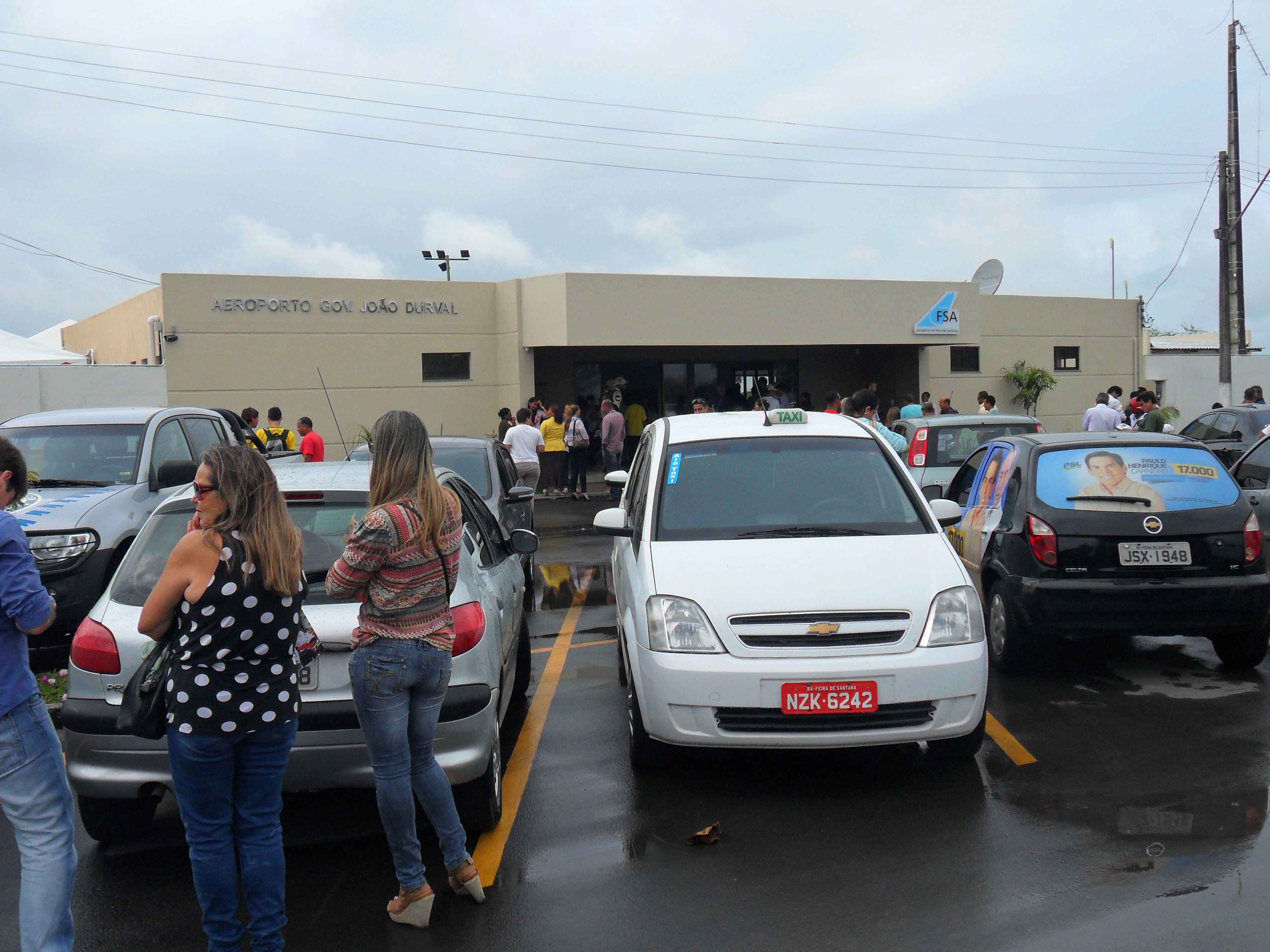
Estacionamento e fachada do Aeroporto de Feira de Santana

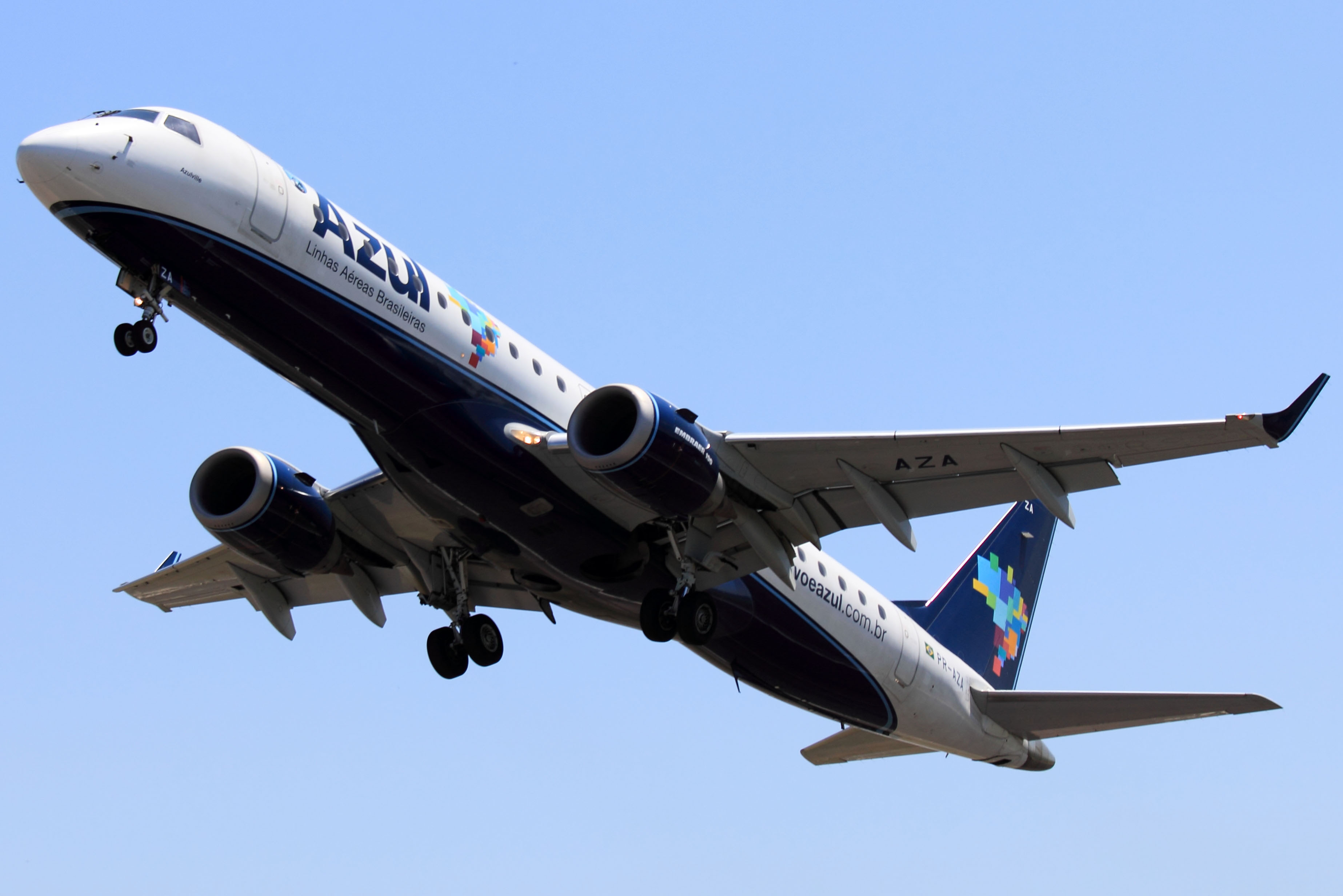
Embraer 195 operado pela Azul linhas aéreas em Feira de Santana.

Feira de Santana dispõe do Aeroporto João Durval Carneiro que possui pista atual de 1500 m e 13x31 de cabeceiras, o aeroporto se localiza a nordeste da cidade no bairro Aeroporto, pertencente a zona norte do município, já fora da mancha urbana contínua, suas coordenadas são as seguintes: 12°12'11.00"S de latitude e 38°54'24.00"W de longitude. Ao lado do aeroporto se localiza a fabrica de aviões de pequeno porte Paradise. A principal avenida de acesso é a Av. Sergio Carneiro, a qual liga o aeroporto ao Anel do Contorno no Bairro Santo Antônio dos Prazeres.
Atende Feira de Santana e dezenas de cidades circunvizinhas da região metropolitana e área de influência, totalizando mais de 3 milhões de habitantes, o atual terminal de passageiros embora pequeno possui salas de embarque e desembarque, balcões de check-in, lanchonete, serviço de proteção de bagagens, serviço de táxi, locadora de veículos e estacionamento. O Aeroporto de Feira de Santana, tem se consolidado como importante polo no desenvolvimento econômico da cidade, além de ser uma das principais portas de entrada para o chamado Portal do Sertão onde turistas e pessoas de negócios tem acesso ao vasto sertão baiano a leste.
O Aeroporto foi fundado em 1985, mas jamais recebeu voos comerciais até 2013, apenas voos particulares, foi diversas vezes interditado pela ANAC, em 2011 começou os investimentos para modernização e reestruturação e colocá-lo como um aeroporto para voos regionais e de conexões, houve diversas etapas e em 2014 o aeroporto foi reinaugurado por completo e aberto a voos comerciais.
O aeroporto faz semanalmente voos para a cidade de Belo Horizonte.

### Comunicações

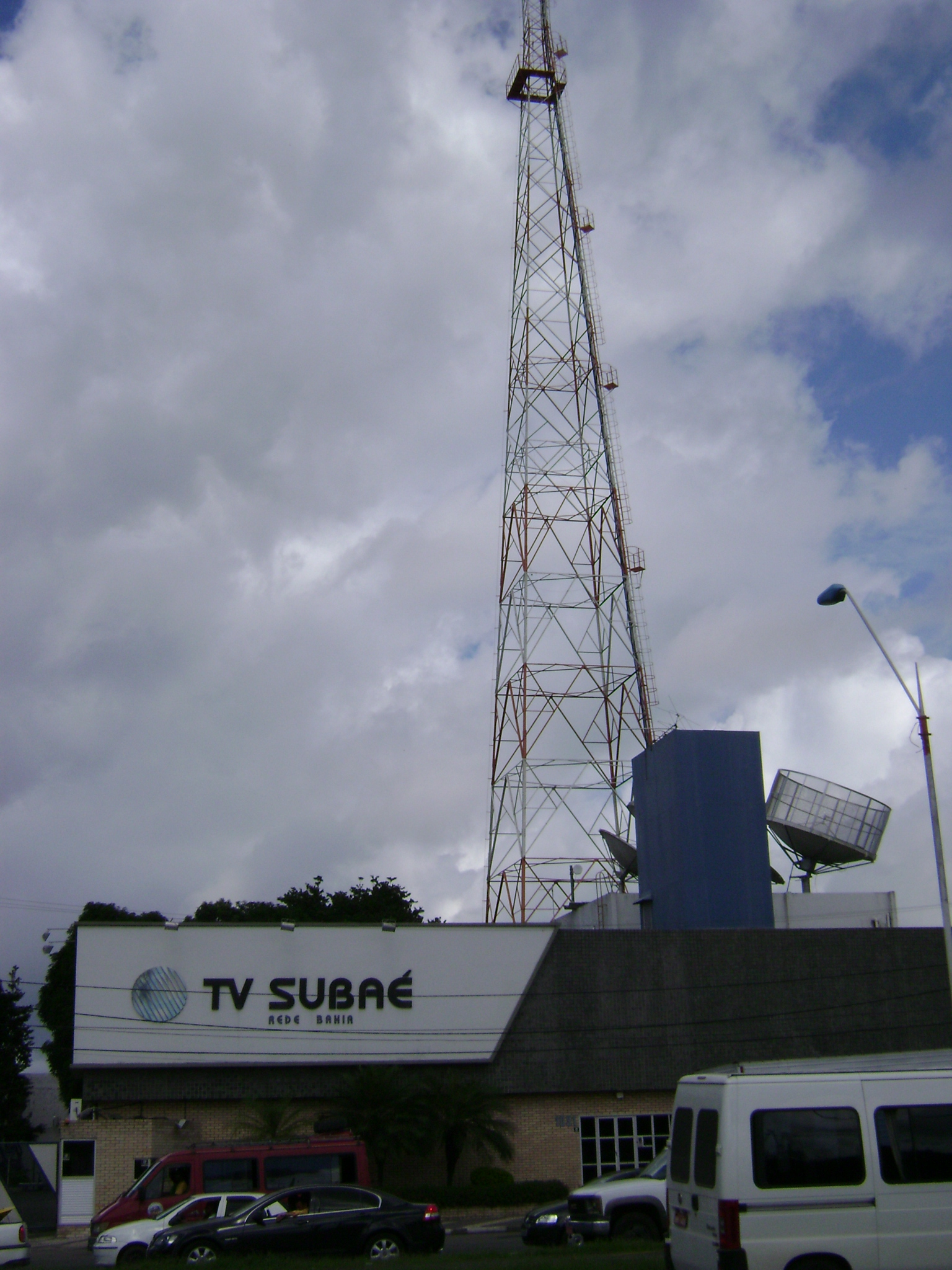
Sede da TV Subaé.

#### Emissoras de televisão
Geradoras
- TV Feira - canal UHF 18 (2.1) digital - TV Brasil
- TV Subaé - canal UHF 27 (10.1) digital - TV Globo

Retramissoras
- TV Aratu - canal UHF 25 (3.1) digital - SBT
- RecordTV Itapoan - canal UHF 22 (5.1) digital - RecordTV
- TVE Bahia - canal UHF 24 (9.1) digital - TV Brasil
- Band Bahia - canal UHF 35 (12.1) digital - Rede Bandeirantes
- Rede Vida - canal UHF 14 (14.1) digital
- Record News - canal UHF 19 (19.1) digital
- RIT - canal UHF 49 (32.1) digital
- TV Canção Nova - canal UHF 41 (38.1) digital
- TV Novo Tempo - canal UHF 45 (45.1) digital

#### Telefonia fixa
- Oi Fixo
- Claro
- TIM
- Vivo

#### Telefonia móvel
- Oi Móvel
- TIM
- Claro
- Vivo

#### Servidores de Internet
- Vivo
- Oi Velox
- Embratel/Claro

#### TV por assinatura
- Sky
- Claro TV+
- Oi TV
- Vivo TV
- Nossa TV

#### Emissoras de rádio
FM
Conta com os sinal das redes paulistas Jovem Pan FM e Band FM, além das locais Nordeste FM, da Rede Nordeste de Comunicação, Princesa FM e Sociedade News FM, ambas da Fundação Santo Antônio dos Capuchinhos, a Rádio Povo do Sistema Pazzi de Comunicação, do Grupo Lomes de Comunicação.
- 90.5 - Band FM
- 100.9 - Jovem Pan FM
- 102.1 - Rádio Sociedade News
- 107.1 - Rede Aleluia Feira de Santana

## Cultura

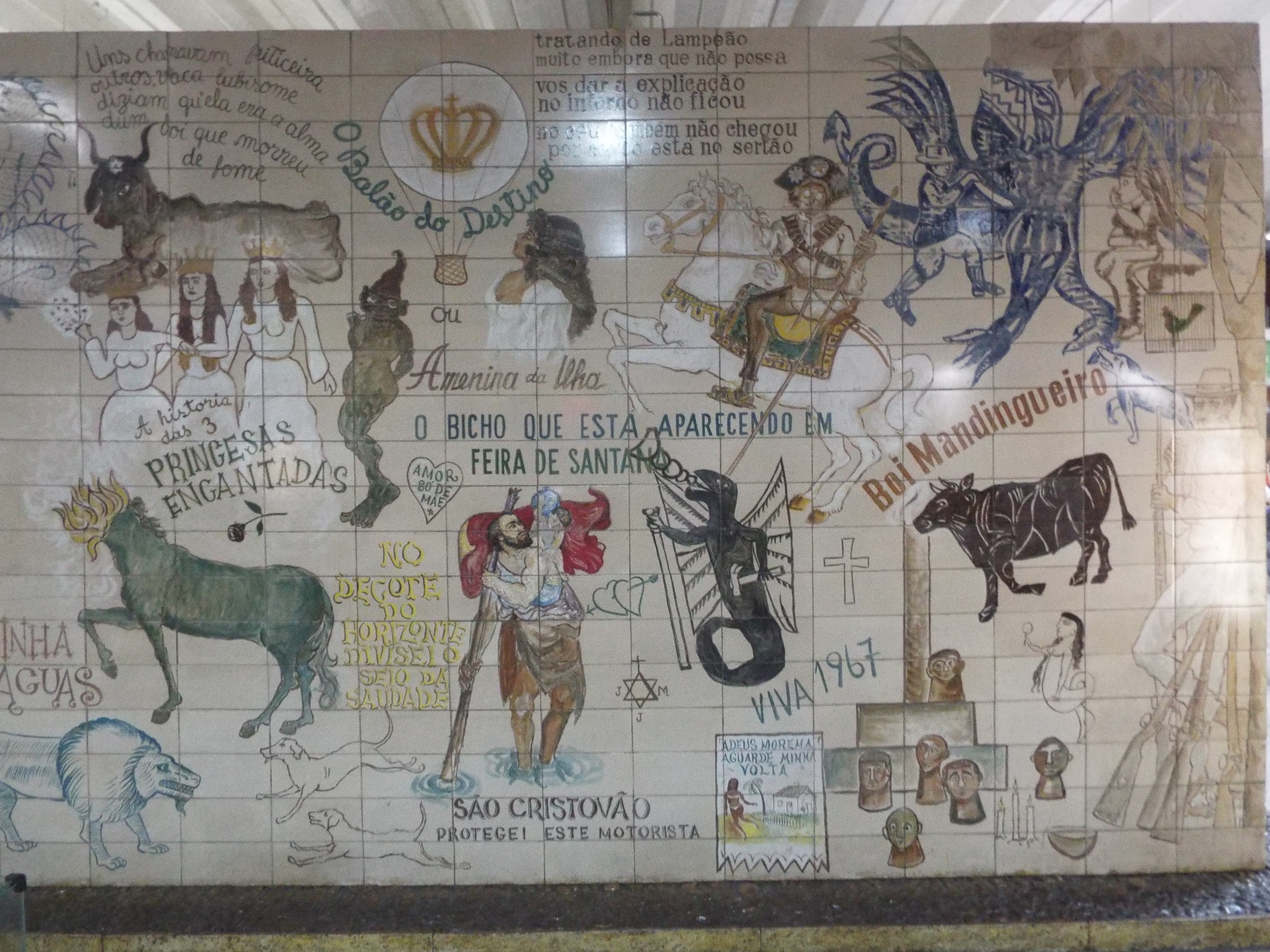
Obras artísticas que remetem à cultura feirense, desenhadas nas paredes da rodoviária municipal.

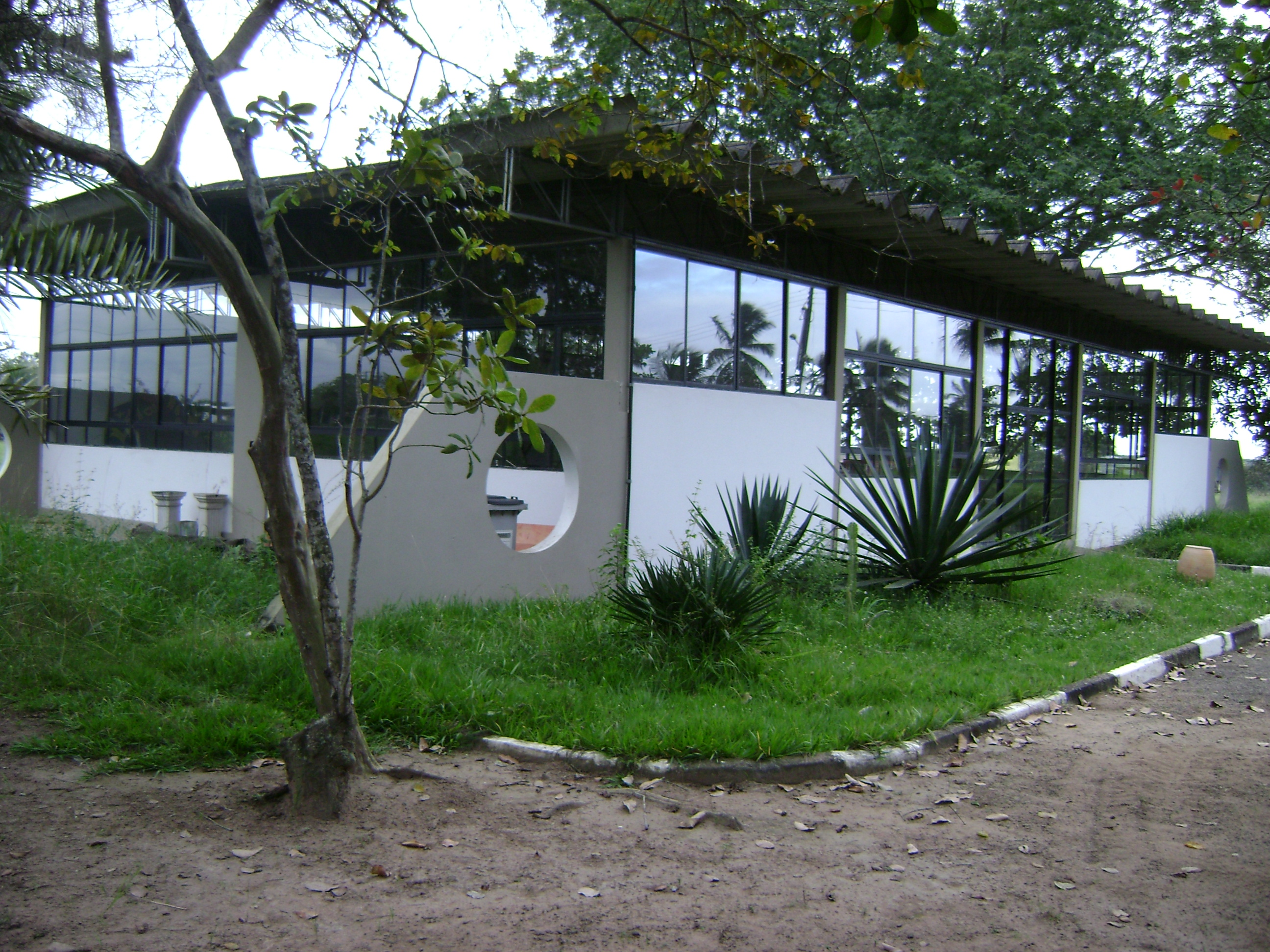
Museu Casa do Sertão, Localizado no campus da UEFS.

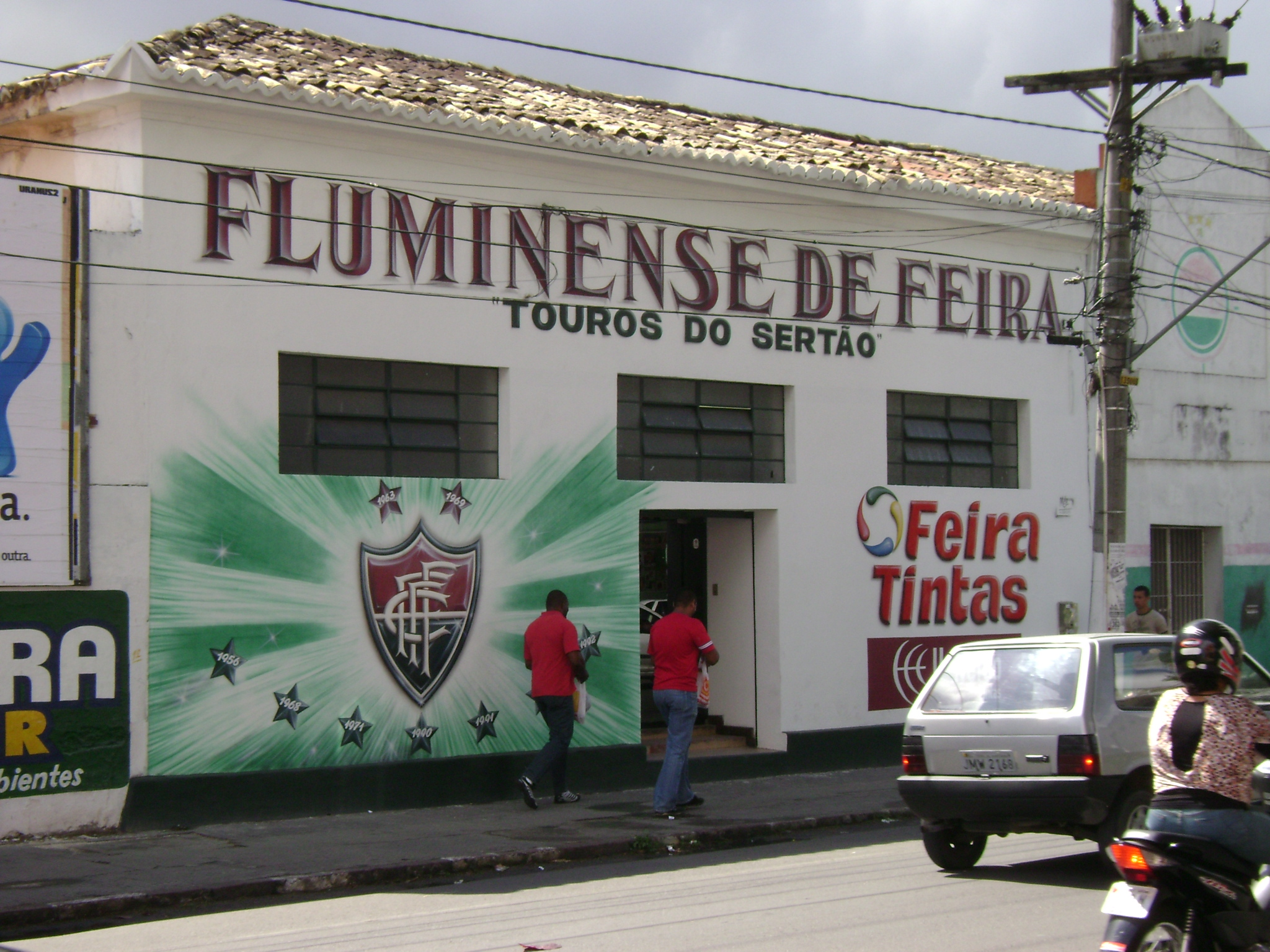
Sede do Fluminense de Feira, o clube local mais popular da cidade.

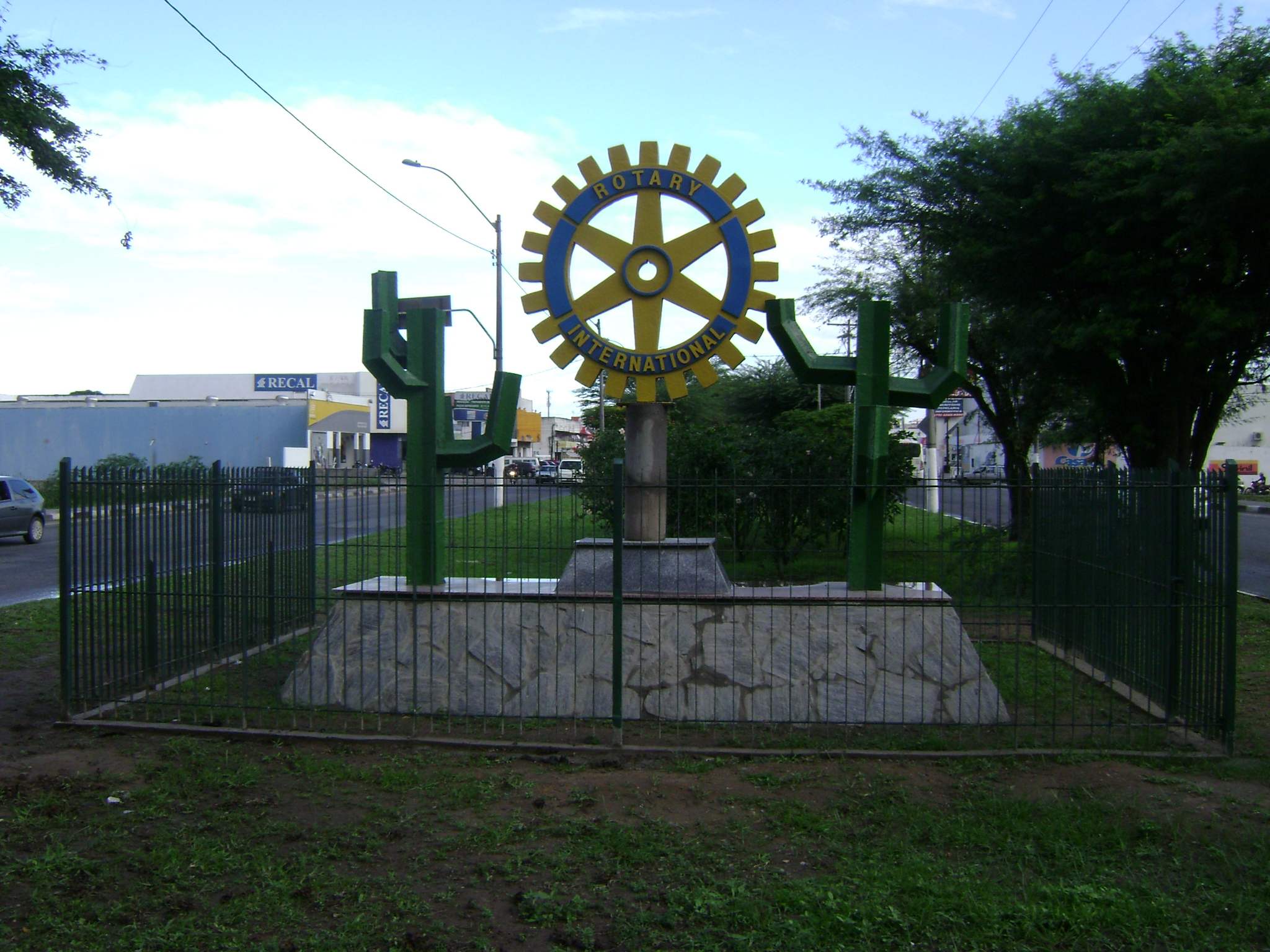
Monumento Rotary na Avenida José Falcão

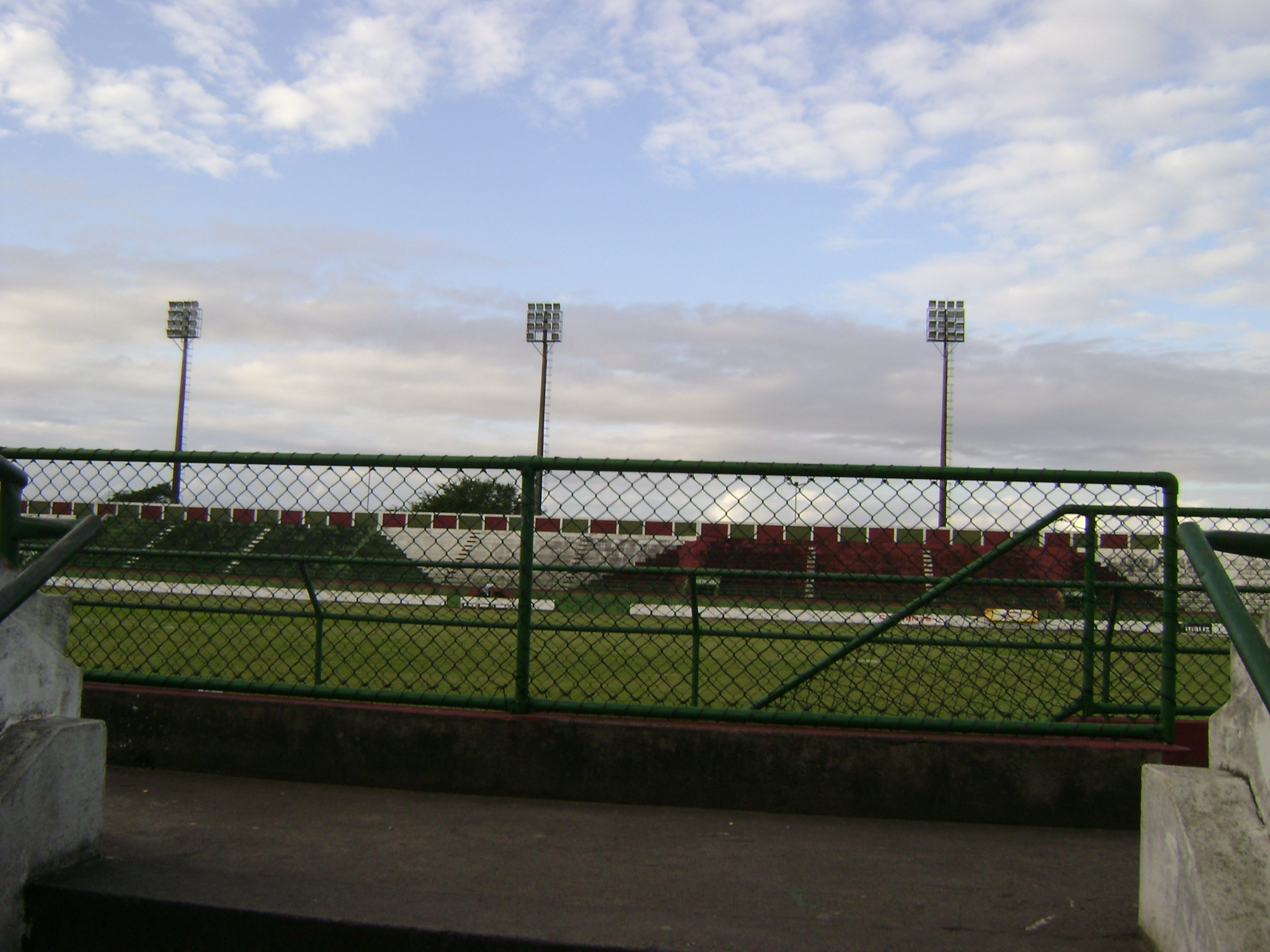
Estádio Joia da Princesa

Feira é a terra natal de muitos personagens históricos, como a guerreira Maria Quitéria e de Lucas da Feira, um ex-escravizado que se tornou um líder popular. Com a instalação do Rotary Clube Feira de Santana e o Lions Clube Feira de Santana, além da expansão das vagas para intercambistas estrangeiros na Universidade Estadual de Feira de Santana, a cidade passou a ser um destino de intercambistas de todo o mundo, inclusive com estas entidades realizando festas e exposições destinadas ao público estrangeiro. Há até monumentos públicos homenageando as agremiações de intercâmbio nas ruas da cidade, como o Relógio do Rotary, inaugurado em 1997, e localizado entre a Avenida Getúlio Vargas e a rua J.J. Seabra.
Também por estar em uma confluência de rodovias federais, a cidade inaugurou em 15 de setembro de 2007 na praça Jackson do Amaury o Monumento ao Caminhoneiro, de autoria do artista plástico Gil Mário.
A cidade é também conhecida por ser a primeira de todo o país a realizar a Micareta, um carnaval fora de sua semana típica.
A cultura mais popular da cidade é a sertaneja, em segundo lugar a afro-brasileira e em terceiro lugar a cultura do migrante, que embora tenha sido o principal formador da cultura e da história de Feira de Santana, ainda não possui uma data dedicada e nem comemorações com demonstrações culturais de origem dos diversos migrantes brasileiros que migraram e continuam migrando a cidade.

### Literatura
Feira de Santana também é cidade de origem de poetas como Godofredo Filho e o bacharel em direito Eurico Alves, em sua maioria poetas que enalteciam o sertão baiano em suas obras. Além disso, nela também nasceram Juraci Dórea (artista plástico e poeta), o polêmico cordelista Franklin Maxado e o músico Carlos Pita. Muitas obras com origem feirense estão expostas no Museu Casa do Sertão, pertencente à UEFS. Eurico Alves (1909-1974) cantou a cidade em diversos dos seus poemas, como na sua famosa "Elegia para Manuel Bandeira":
"Manuel Bandeira, dê um pulo a Feira de Santana

e venha comer pirão de leite com carne assada de volta do curral

e venha sentir o perfume de eternidade que há nestas casas de fazenda,

nestes solares que os séculos escondem nos cabelos desnastrados das noites eternas"
Além de uma considerável produção poética, Eurico Alves escreveu Fidalgos e Vaqueiros, obra inspirada em Casa Grande e Senzala, de Gilberto Freyre, na qual busca as origens e as influências do que se costuma chamar "civilização do couro", a civilização sertaneja. Eurico Alves também foi relembrado no ano de seu centenário (1999), quando a cidade sediou o Colóquio Internacional Eurico Alves Boaventura, concentrando as festividades no campus principal da UEFS, no Centro Universitário de Cultura e Arte (CUCA) e no Centro de Cultura Amélio Amorim (CCAA), onde ocorreu encontro de diversos escritores e obras literárias e artísticas especializadas na valorização do sertão nordestino.
Em 2020 surgiu a Geração de 20, um movimento poético e cultural contemporâneo de Feira de Santana, Bahia. Formando por artistas independentes, como poetas, escritores, recitalistas e artistas visuais, uma das principais marcas da Geração de 20 é a criação do Feirema, uma nova forma poética que expressa o tema do pertencimento de maneira concisa e original, com uma estrutura fixa que inclui um título univocabular e dois versos com um número definido de palavras.
Fundado pelo casal de poeta e artista visual, Dee Mercês e Ronaldo Agrestino, estudantes de Letras da Universidade Estadual de Feira de Santana (UEFS), o Movimento Poético Geração de 20 surgiu durante a pandemia da covid-19. O movimento nasceu de forma espontânea, a partir de conversas e reflexões sobre arte e poesia entre os dois, que buscavam um espaço para expressar suas ideias e conectar-se com outros artistas.
Com o retorno das atividades presenciais, em 2022, a Geração de 20 ganhou um novo impulso com a chegada da recitalista Ana Beatriz Nascimento, também estudante de Letras da UEFS. Ana Beatriz trouxe sua sensibilidade artística e seu reconhecimento sobre Literatura para o movimento, contribuindo para a organização de eventos, a criação de oficinas e a divulgação do grupo.
Atualmente, Dee, Ronaldo e Ana coordenam as ações do movimento poético e cultural, trabalhando juntos para promover a poesia e a cultura. Os três desempenham um papel crucial na consolidação e expansão do Feirema, compartilhando seus conhecimentos e sua paixão pela poesia por meio de oficinas, saraus, circulações em escolas e colégios públicos, museus e feiras literárias, e a publicação semestral da Revista Geração de 20.
Um dos marcos iniciais da Geração de 20 foi o painel poético on-line, uma grade de poemas criados durante o período de isolamento social e publicados no Instagram entre novembro de 2020 e janeiro de 2021. Essa iniciativa reuniu poetas de diversos estados brasileiros e resultou na antologia poética digital "Vozes das Margens: coleção de poemas pandêmicos", ampliando o alcance e o impacto do movimento. Além do painel, a Geração de 20 promoveu saraus on-line com a participação de artistas de diferentes áreas, como música, poesia e contação de história.
Com o objetivo de manter uma publicação contínua que representasse o movimento, foi criada a Revista Geração de 20, um periódico físico e digital que conta com o respaldo do Centro Brasileiro do ISSN (2764-4014). A primeira edição, lançada entre julho e dezembro de 2021, publicou 24 artistas, entre poetas, escritores e artistas visuais, consolidando a revista como um importante espaço de divulgação para novos talentos e artistas independentes. Nomes como Mariana Paim, Celso Lavoisier e João Cá Afer Tuxá já tiveram seus trabalhos publicados na revista.
A revista publica o trabalho de artistas independentes que não encontram espaços para expor suas obras de arte. Busca-se divulgar quem está surgindo na cena artística, porém, artistas que desenvolvem um trabalho há mais tempo também são bem-vindas. Não são publicados trabalhos que contenham qualquer categoria de preconceito e/ou reforcem discursos de ódio.
Em abril de 2023, a Geração de 20 deu um novo passo em sua trajetória com a realização da primeira edição do Festival Geração de 20. um evento artístico-cultural que promoveu o encontro da literatura, música, performance, contação de histórias, artes visuais e artesanato de estudantes dos diversos cursos da UEFS. A ideia surgiu da necessidade de preencher um espaço aberto pela escassez de políticas públicas voltadas às artes de Feira de Santana e do desejo de destacar o papel da Geração de 20 no circuito cultural do município.
Ainda no primeiro semestre de 2023, o grupo integrou as programações de dois importantes movimentos artísticos de Feira de Santana: a OCUPAÇÃO DO MAC e a mostra coletiva de arte: CONEXÃO, onde realizou duas oficinas de escrita poética aldravista no Museu de Arte Contemporânea (MAC) e o Museu Regional de Arte (MRA), respectivamente. Foi também nesse período que a Geração de 20 começou a aparecer nas mídias locais e estaduais, como Conexão Bahia (TV Bahia/Globo), TV Feira (TV Brasil), TV Olhos D'Água, Folha do Estado da Bahia, Acorda Cidade, Blog do Velame, entre outras. No segundo semestre do mesmo ano, o grupo realizou o Sarau Geração de 20 - Homenagem aos 190 anos de Feira de Santana. Este evento aconteceu no MAC e contou com a presença de poetas, escritoras, contadoras de histórias e músicos feirenses. Dias depois, estreou no Festival Literário e Cultural de Feira de Santana (FLIFS), onde lançou a 5ª edição da Revista Geração de 20. Na ocasião, o poeta Dee Mercês também lançou o seu livro de poemas autopublicado, Legião de Mim.

### Na cultura popular
Feira de Santana é mencionada em trechos de músicas e bordões de alguns programas de TV como no Programa do Jô onde o apresentador Jô Soares, e Bira, integrante do sexteto musical, sempre mencionam a cidade quando um baiano é entrevistado, com a famosa frase "Fica perto de Feira de Santana", ou "Todos os lugares do mundo ficam perto de Feira de Santana". No álbum Uah-Bap-Lu-Bap-Lah-Béin-Bum! do cantor Raul Seixas, o pai do rock brasileiro, lançado em 1987, Feira é mencionada na canção "Quando Acabar o Maluco Sou Eu" no trecho "...Eu sou louco mais sou feliz, muito mais louco é quem me diz, eu sou dono, dono do meu nariz, em Feira de Santana ou mesmo em Paris..."
Em 1995 a cidade ficou nacionalmente famosa pelo chamado Caso Feira de Santana, onde um objeto voador não identificado caiu na lagoa de Berreca, no distrito de Jaíba, e seres ainda vivos foram capturados pelo fazendeiro da área e pelas forças armadas que atua na cidade, o fato teve grande repercussão na mídia nacional na época. Periodicamente há muitos relatos de aparições de OVNI no município.

### Música

Feira de Santana produz um grande número de músicos que alcançam nível nacional e até mesmo internacional. Destaque-se o mentor e criador do axé music, Luiz Caldas, também o vocalista da banda BaianaSystem, Russo Passpusso. Os bares, casas de shows e eventos, são predominantemente com cantores e bandas feirenses de todos os gêneros musicais, como MPB, rock, jazz, axé music, pagode, forró, sertanejo, arrocha e samba. Alguns compositores feirenses alcançaram fama mundial, como o empresário Antonio Diggs da banda Os meninos de Seu Zé que compôs a canção Ai, se Eu Te Pego interpretada pelo cantor sertanejo Michel Teló, Cássio Sampaio que compôs a canção Balada gravada por Gusttavo Lima e Roberto Kuelho autor de "A Tomada" do grupo É o Tchan do Brasil e "Na Manteiga" gravada pelo grupo Terra Samba. Feira abriga diversos festivais músicas locais que sempre atraem um grande público contribuindo para a divulgação de vários artistas da cidade. Entre os músicos mais famosos e populares da cidade estão o cantor e produtor musical Paulo Bindá, a cantora e apresentadora de rádio Marcia Porto. Até 2009 a cidade sediou o Festival de Inverno.

### Culinária
Muitos pratos típicos do estado da Bahia são encontrados nos bares e restaurantes típicos da cidade, como iguarias baseadas em vegetais da região. Alguns exemplos são a feijoada com mandioca, beiju, palma de cactus (da qual se prepara o caruru da palma do cactus) com milho, e também tradicionalmente, o vatapá (normalmente acompanhado com camarão) e acarajé. Nas ruas da cidade, a céu aberto (fora de estabelecimentos), também é sempre muito comum encontrar vendedoras de acarajé, assim como barracas de caldo de cana. Pratos originários de outros estados também são populares na cidade. A culinária estrangeira como a italiana, árabe, japonesa, chinesa e estadunidense são muito populares na cidade, existe no município muitas redes de fast-foods. Um prato típico de Feira de Santana que acabou ficando popular em outras regiões, é o Macarrão ao vivo e o pão delícia, considerado concorrente do pão de queijo mineiro.

### Esporte
A cidade conta com um clube de rally e automobilismo, o Trail Clube Bahia (também chamada Trail Clube de Feira de Santana).
No futebol, o Fluminense de Feira obteve primeiro título  no Campeonato Baiano de Futebol ( 1963 e 1969), vices campeonatos na Série C e Copa do nordeste, o Bahia de Feira trouxe de volta o título estadual em 2011 para o município, vencendo o campeonato baiano (Baianão) e também o Torneio Início da Bahia. A cidade possui também times de outros esportes como vôlei, basquete, e até mesmo de Futebol Americano, o Santana Red Bulls. Jogadores de destaques na cidade são Júnior Baiano, Jorge Wagner, Anderson Talisca.
Esportes como vôlei, basquete, natação e artes marciais são muito populares na cidade.
Pátios esportivos
- Estádio Alberto Oliveira (Joia da Princesa), o maior e principal estádio do interior da Bahia[158]
- Arena Cajueiro
- Beira Riacho

Clubes de futebol
- Bahia de Feira
- Fluminense de Feira Futebol Clube
- Associação Desportiva Comunitária Astro
- Feirense Futebol Clube